# Samuel de Champlain
Pour les articles homonymes, voir Champlain et Samuel de Champlain (homonymie).
Samuel de Champlain, né vraisemblablement à Brouage (royaume de France) entre 1567 et 1574 (peut-être baptisé le 13 août 1574 à La Rochelle au temple Saint-Yon) et mort à Québec (Nouvelle-France) le 25 décembre 1635, est un colonisateur, navigateur, cartographe, soldat, explorateur, ethnologue, géographe, commandant et auteur de récits de voyage français. Il fonde la ville de Québec le 3 juillet 1608.
Après une formation de navigateur en Saintonge (vers 1586-1594), il s'enrôle comme soldat en Bretagne (1595-1598), puis devient explorateur des colonies espagnoles d'Amérique (1599-1601), du fleuve Saint-Laurent (1603) ainsi que de l'Acadie (1604-1607) et de la côte atlantique (entre l'actuel Nouveau-Brunswick et Cap Cod). Il nomme définitivement la Nouvelle-France en l'inscrivant sur la carte de 1607, représentant l'Acadie à partir de La Hève jusqu'au sud du Cap Cod. Champlain enracine la première colonie française permanente, à Port-Royal d’abord, puis à Québec ensuite. À cette fin, il bénéficie du soutien du roi de France Henri IV, de Pierre Dugua de Mons, de François Gravé et du chef montagnais Anadabijou,.
N'appartenant pas à la grande noblesse, Champlain agit en tant que subalterne d'un noble désigné par le roi. Il est ainsi d'abord lieutenant du lieutenant général de la Nouvelle-France, Pierre Dugua de Mons et à partir de 1612, « lieutenant du vice-roi de la Nouvelle-France » qui est successivement le comte de Soisson, le prince de Condé, le duc de Montmorency et celui de Ventadour. À partir de 1633, Champlain est lieutenant du cardinal de Richelieu dans toute l'étendue du fleuve Saint-Laurent.
Les difficultés rencontrées dans l'entreprise d'une colonisation de l'Amérique du Nord sont nombreuses, et ce n'est qu'à partir des étés 1634 et 1635, dans les dix-huit derniers mois de sa vie, que Champlain voit son rêve de colonisation se concrétiser, avec l'arrivée et l'établissement de quelques dizaines de familles de colons. Son acharnement à vouloir implanter une colonie française en Amérique du Nord lui vaut, depuis le milieu du XIXe siècle, le surnom de « Père de la Nouvelle-France ».

## Biographie

### Sa jeunesse
Samuel de Champlain est né dans une famille protestante. Son enfance est inconnue, mais il en tire une bonne formation de navigateur et de cartographe dans l'armée royale de Bretagne, ainsi que de dessinateur et de rédacteur de textes. Il écrit plus tard de nombreux ouvrages (voir Œuvres). Il dit lui-même « qu'il s'affectionne dès le bas âge à l'art de la navigation et l'amour de l'océan ». Un document de 1601 indique un lien familial avec Guillaume Allène, son oncle lorsqu'il hérite de son domaine viticole situé à La Jarne, près de La Rochelle. Guillaume Allène est allé vivre à Brouage en 1583 lorsqu'il avait épousé l'une des sœurs de la mère Champlain. Robert Le Blant a retrouvé dans les archives de l'Ille-et-Vilaine, la première mention de Samuel de Champlain. C'est un relevé de paie dans l'armée royale de Bretagne daté du mois de mars 1595.

### Dans l'armée du roi, en Bretagne (1595-1598)

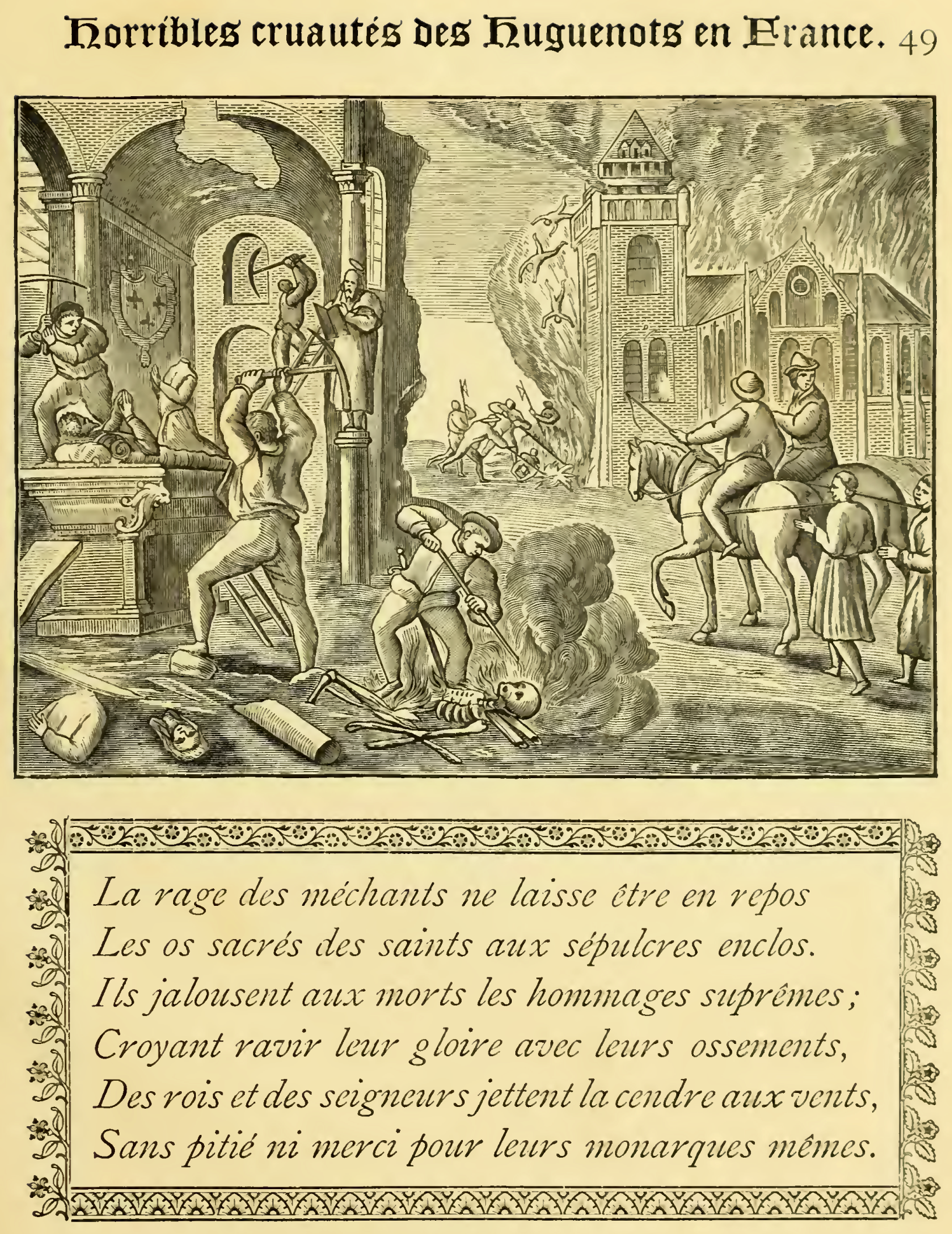
« Horribles cruautés Des Huguenots en France. » Les guerres de religion déchirent l'Europe.

Champlain prend part aux guerres de religion, qui ont ravagé le royaume de France dans la seconde moitié du XVIe siècle et où se sont opposés catholiques et protestants, appelés aussi huguenots. Henri IV luttait contre les catholiques de la Ligue, mais en 1593, Henri abjure sa foi protestante et il est sacré roi en février 1594.
Samuel Champlain s'engage au printemps 1593 dans l'armée du roi, sous la direction des maréchaux d'Aumont, de Saint-Luc, puis de Brissac, à Blavet, dans le sud du duché de Bretagne. Champlain intègre alors le Service des Logis de l'armée royale de Bretagne, véritable école de cartographie. Cette armée levée par Henri IV vise à soumettre le duc de Mercœur, gouverneur sécessionniste de Bretagne et baillistre de la maison de Penthièvre. Il s'agit d'un épisode central de la huitième guerre de religion (1585–1598), au cours duquel le duc de Mercœur, dans le souci d'arracher la Bretagne catholique au « roi hérétique », offre refuge aux dernières troupes rebelles de la ligue catholique et organise le débarquement d'un corps expéditionnaire espagnol.
« La Rochelle étant le centre du parti huguenot, les ligueurs ne tardèrent pas à y porter leurs armes, et nous avons vu que, dès 1577, ils vinrent mettre le siège devant Brouage, sous la conduite du duc de Mayenne. Champlain nous dit qu'il « était employé en l'armée du roi sous messieurs le maréchal d'Aumont, de Saint-Luc, et maréchal de Brissac, en qualité de maréchal des logis de la dite armée durant quelques années ». [...] Mais, en 1586, alors que François d'Epinay de Saint-Luc défendait Brouage attaquée par  Henri de Navarre et le prince de Condé, il est assez probable que Champlain avait déjà quitté le foyer paternel pour défendre sa ville natale contre les envahisseurs huguenots. Il pouvait avoir alors vingt ans. Après la mort de Henri III, tombé sous le poignard d'un assassin, les ligueurs se soumirent les uns après les autres à l'autorité du roi de Navarre, devenu roi de France. Champlain continua à porter les armes, mais il dut subir l'autorité de ses chefs, devenus les ardents défenseurs de leur ancien adversaire. »
En avril 1598, Henri IV signe l’édit de Nantes, reconnaissant aux protestants la liberté de conscience. Samuel Champlain aura servi dans ce corps d'armée pendant trois ans, jusqu'à la paix de Vervins (2 mai 1598). Il s'y taille une bonne réputation auprès de ses supérieurs hiérarchiques. D'abord fourrier, « aide » de Jean Hardy (qui est le maréchal des logis), puis « enseigne » du sieur de Millaubourg, il finit par obtenir le grade de maréchal des logis. D'ailleurs, il recevra du roi dès 1603 une rente viagère qui, en 1618, sera augmentée à 600 livres par an,,.

### Espion en Amérique (1599-1601)
Après la paix de Vervins signée par la France et l'Espagne le 2 mai 1598, Champlain accompagne son oncle Guillaume Allène, dit le capitaine provençal, qui est chargé de rapatrier les troupes espagnoles cantonnées à Blavet. Ils arrivent à Cadix à bord du Saint-Julien le 14 septembre 1598 et leur navire est vite réquisitionné par le gouvernement espagnol pour rejoindre la flotte envoyée dans l'Amérique ibérique afin d'en ramener de l'or et de l'argent. Allène devant rester en Espagne, Champlain devient le « maître ordinaire » du Saint-Julien, c'est-à-dire celui qui est chargé de diriger l'équipage français, sous les ordres du capitaine espagnol du bateau.
Ce voyage fut très formateur : « Son traité sur la navigation publié en 1632, le « Traitté de la marine », souligne également un apprentissage par observation de la pratique plutôt qu'académique. Il montre peu de connaissances des principes mathématiques de la navigation et de topométrie, mais il utilise les procédures élémentaires de navigation et d'arpentage. Comme il ne cite que des textes espagnols et n'utilise que la lieue marine espagnole, c'est probablement à bord du vaisseau de son oncle qu'il accumula ses connaissances en navigation et cartographie. »
À son retour en France, il présente ses observations compilées dans le « Brief Discours » à la cour du roi. Il ne reprend pas un carnet de voyage, fait d'un journal tenu au jour le jour et de cartes crayonnées sur le terrain, car un tel document aurait pu être facilement découvert par ses compagnons espagnols et il aurait alors couru le risque d'une arrestation pour espionnage. Il se contente de ses souvenirs, plus ou moins précis, qu'il complète avec des informations recueillies lors de conversations, de lectures et de visites de cabinets de curiosités. La confrontation du Brief Discours avec les archives espagnoles permet de douter que Champlain ait visité en personne tous les lieux décrits, en particulier l'île de la Marguerite, Mexico et l'isthme de Panama.

#### Analyse des mœurs des «Indiens» et du traitement qu'ils subissent
Le récit de Champlain est non seulement géographique, mais il couvre aussi la flore, la faune et l'ethnologie. Vers 1600, les Espagnols et Portugais dominent l’Amérique du Sud avec une population de 160 000 habitants pour environ cinq millions d’« Indiens ». Il décrit ainsi les mœurs des « Indiens » :

« Après avoir chanté et dansé, ils se mettent le visage en terre, et tous ensemble ils commencent à crier et pleurer en disant : O puissante et claire lune, fait que nous puissions vaincre nos ennemis, que puissions les manger, à celle fin que ne tombions entre leurs mains. »

— Champlain (français modernisé)

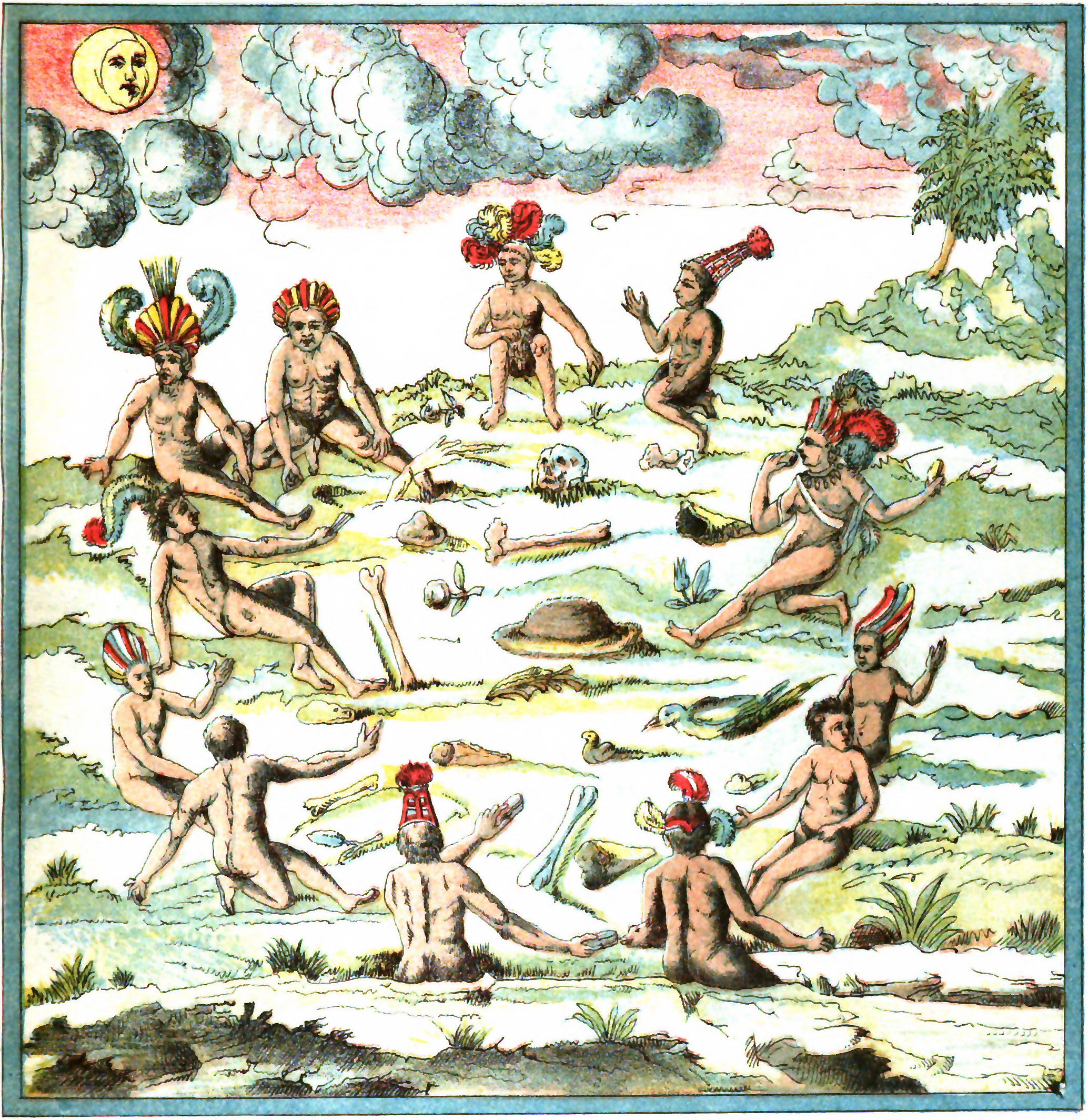
Champlain décrit les mœurs des « Indiens ». Il illustre ici l'invocation de la Lune.

Il dénonce aussi les mauvais traitements infligés par les Espagnols.

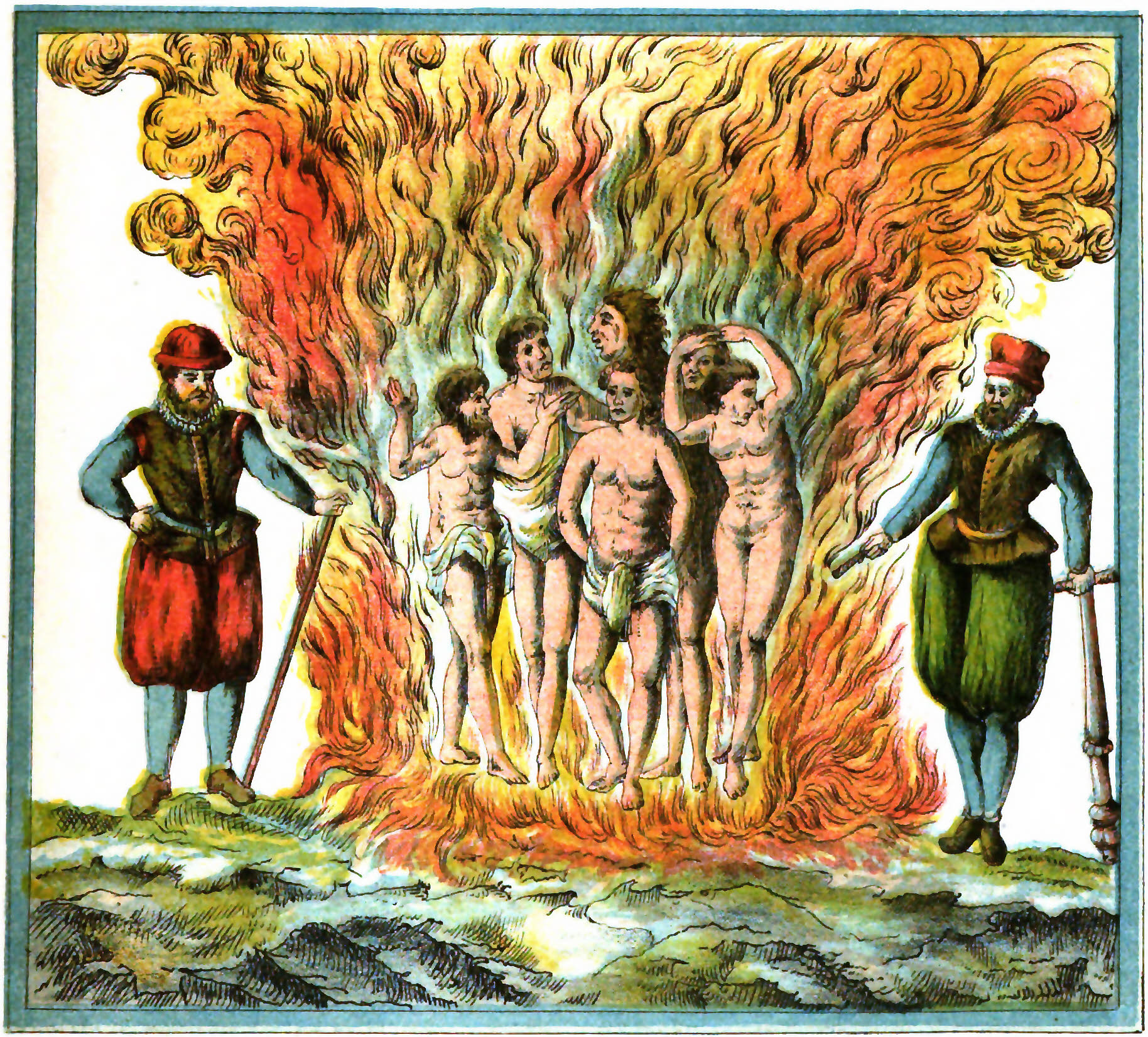
Champlain ressent de la pitié pour les « Indiens » châtiés cruellement par le feu durant l'Inquisition espagnole.

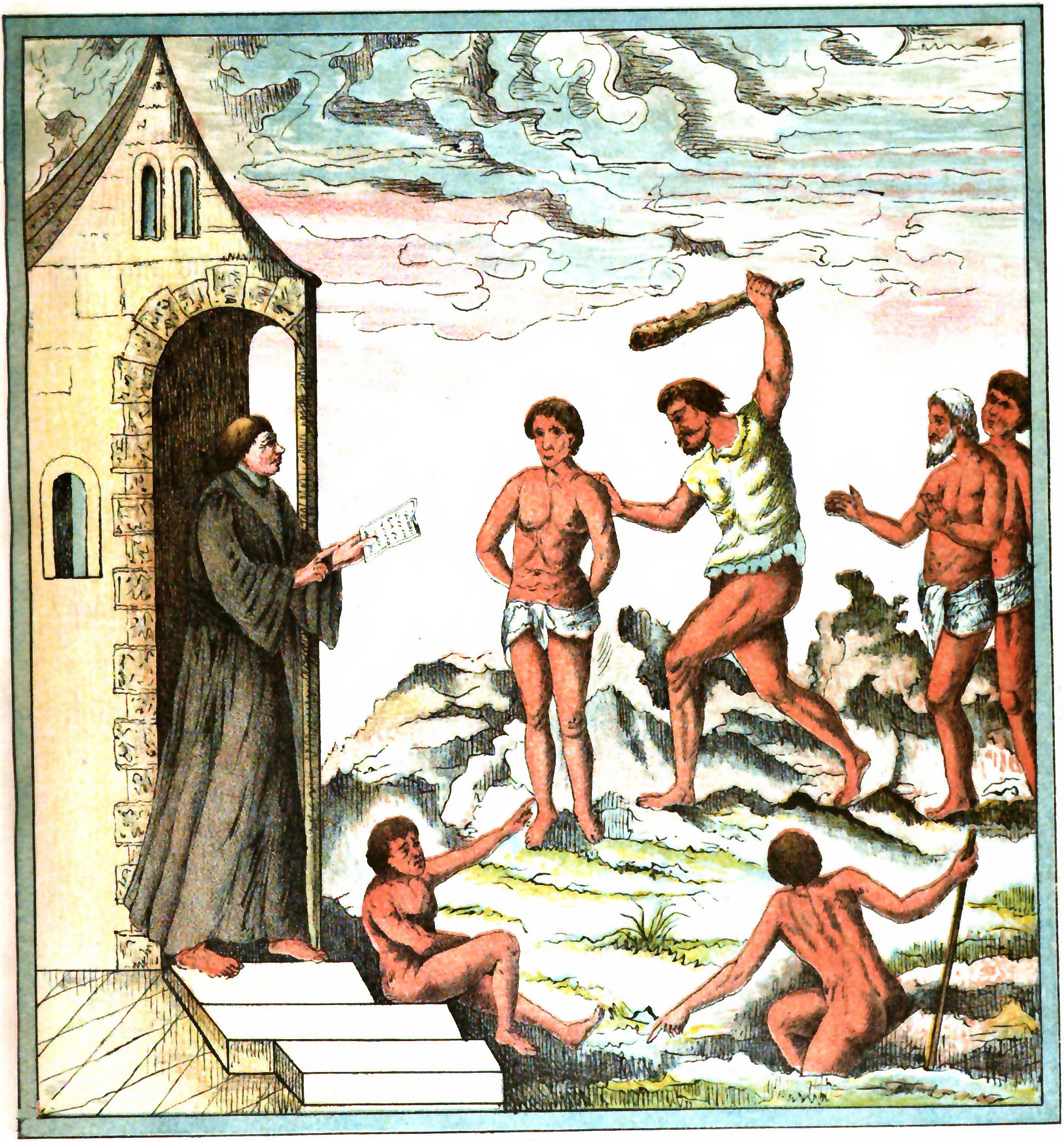
Champlain illustre la bastonnade des « Indiens » qui ne se présentent pas au service divin.

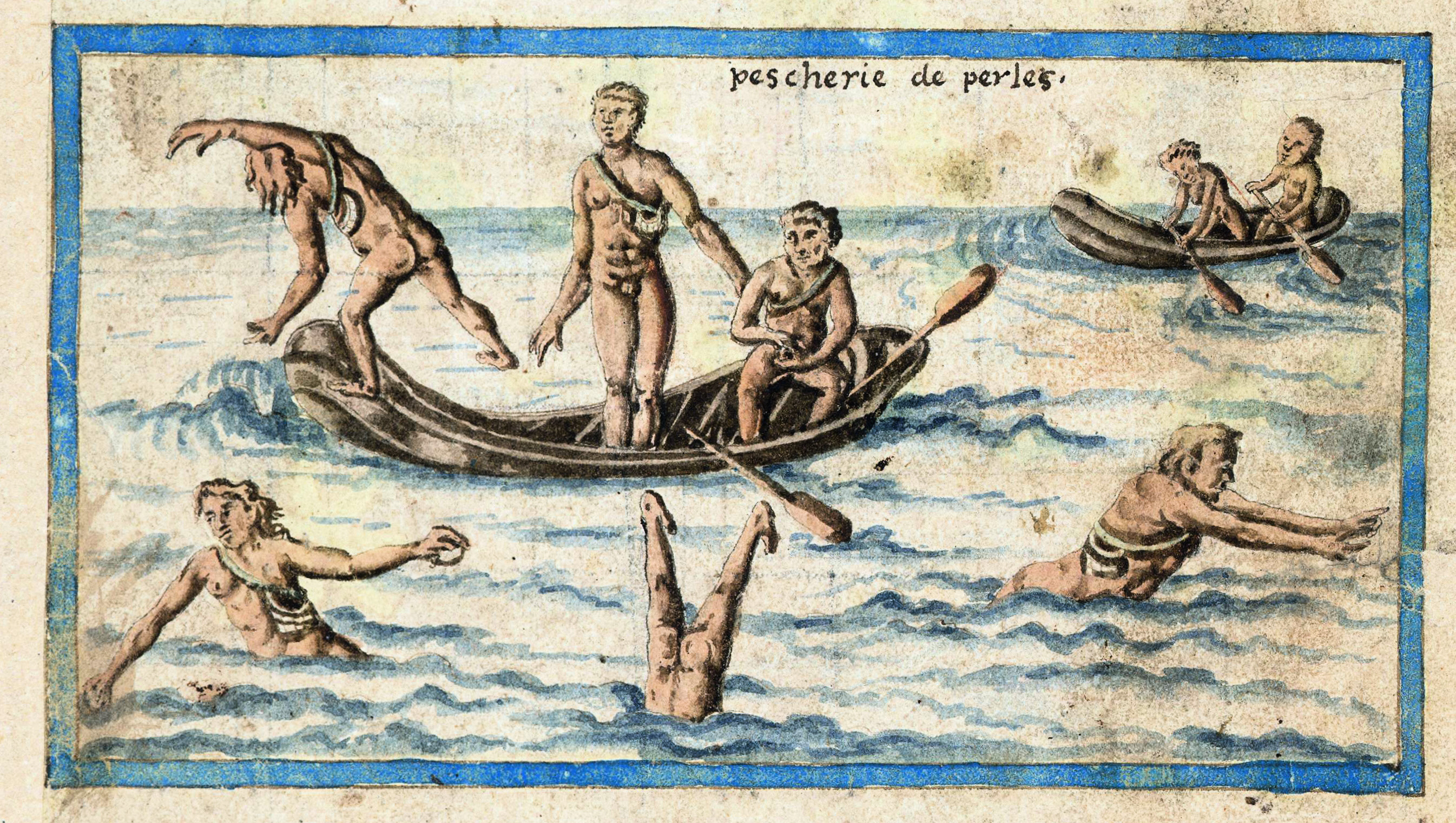
Pêcherie de perles, île Margarita. Champlain observe l'exploitation des esclaves amérindiens et africains, contraints par la force à plonger.

« Quant aux autres Indiens qui sont sous la domination du Roi d'Espagne, s'il n'y donnait ordre, ils seraient en aussi barbare croyance comme les autres. Au commencement de ses conquêtes, il avait établi l'inquisition entre eux, et les rendait esclaves ou faisait cruellement mourir en si grand nombre, que le récit seulement en fait pitié. Ce mauvais traitement était cause que les pauvres Indiens, pour l'appréhension de celui-ci, s'enfuyaient aux montagnes comme désespérés, et d'autant d’Espagnols qu'ils attrapaient, ils les mangeaient ; et pour cette occasion les dits Espagnols furent contraints leur ôter la dite inquisition, et leur donner liberté de leur personne, leur donnant une règle de vivre plus douce et tolérable, pour les faire venir à la connaissance de Dieu et la croyance de la sainte Église : car s'ils les voulaient encor châtier selon la rigueur de la dite inquisition, ils les feraient tous mourir par le feu. »

— Champlain (français modernisé)

« L'ordre dont ils usent maintenant est qu'en chaque maison qui sont comme villages, il y a un prêtre qui les instruit ordinairement, ayant le prêtre un registre de noms et surnoms de tous les Indiens qui habitent au village sous sa charge. Il y a aussi un Indien qui est comme procureur du village, qui a un autre pareil registre, et le dimanche, quand le prêtre veut dire la messe, tous les dits Indiens sont tenus se présenter pour l'entendre, et avant que le prêtre la commence, il prend son registre, et les appelle tous par leur nom et surnom, et si quelqu'un fait défaut, il est marqué sur le dit registre; puis la messe dite, le prêtre donne charge à l'Indien qui sert de procureur de s'informer particulièrement où sont les défaillants, et qui les fasse réunir à l'église, où étant devant le dit prêtre, il leur demande l'occasion pour lequel ils ne sont pas venus au service divin, dont ils allèguent quelques excuses s'ils peuvent en trouver, et si elles ne sont trouvées véritables ou raisonnables, le dit prêtre commande au dit procureur Indien qui ait à donner hors l’église, devant tout le peuple, trente ou quarante coups de bâton aux défaillants. Voila l'ordre que l'on tient à les maintenir en la religion, en laquelle ils vivent partie pour crainte d'être battus : il est bien vrai que s'ils ont quelque juste occasion qui les empêche de venir à la messe, ils sont excusés. »

— Champlain (français modernisé)

### Analyste à la Cour d'Henri IV (1601-1603)
À partir du printemps 1601, à Cadix, Champlain veille sur son oncle Allène gravement malade. Le 26 juin, celui-ci lui lègue ses biens et meurt peu de de temps après. Champlain rentre dès lors en France. Par l'entreprise du chevalier René Rivery de Potonville, sous les ordres duquel il a servi en Bretagne, il entre en relation avec un autre membre de l'ordre de Malte, Aymar de Chaste, gouverneur de Dieppe. Celui-ci apprécie grandement le Brief Discours, dont il fait réaliser une superbe copie par un atelier d'enluminure dieppois, et présente Champlain au roi Henri IV qui le retient à la Cour, à partir du début de 1602, et lui verse une pension.
Champlain est chargé de collecter des informations devant permettre la conquête par la France de l'empire du Guyana, au nord de l'Amérique du Sud, qui abriterait l'immense trésor du dernier empereur inca, Manco Capac, dont la capitale, Manoa, regorgerait d'or, d'argent et pierreries, et où il serait possible d'accéder en passant par un bras de l'Orénoque. À partir de février 1603, il aide aussi Aymar de Chaste, nouveau lieutenant général en Nouvelle-France, à élaborer un plan de colonisation de l'Amérique du Nord-Est. Il prévoit la création d'un établissement français dans la baie de Chesapeake, à l'entrée du détroit de Long Island, dans la baie de Saco ou à l'embouchure de la rivière Penobscot, et l'envoi à partir de là de soldats français pour s'emparer de Manoa.
Le roi Henri IV ne pouvant pas financer ce vaste projet, Aymar de Chaste se laisse convaincre par François Gravé, un marchand malouin installé à Honfleur, de privilégier plutôt la vallée du Saint-Laurent, que celui-ci fréquente depuis la fin des années 1570 et qu'il sait riche en fourrures. Il le charge d'y mener une expédition, afin d'en explorer toutes les possibilités, et propose à Champlain d'en faire partie. Celui-ci accepte, mais demande auparavant l'autorisation d'Henri IV, qui lui accorde à condition de lui faire un « fidèle rapport » à son retour.
Champlain obtient la protection du roi, mais il ne porte pas de titre officiel.
Lescarbot qualifie Champlain de "Géographe du Roy" dans l'édition de 1611-1612 de ses Muses de la Nouvelle-France. Marcel Trudel écrit : « Nulle part Champlain ne porte ce titre et personne d’autre que Lescarbot ne le lui donne ; rien n’établit que Champlain, tout en agissant en géographe, ait occupé le poste officiel de géographe du roi. »

### 1ervoyage au Canada, sur le fleuve Saint-Laurent (1603)
Son premier voyage vers l'Amérique du Nord commence en mars 1603, sous mandat d'Aymar de Chaste, gouverneur de Dieppe et alors titulaire du monopole commercial de la Nouvelle-France. François Gravé (dit Sieur du Pont ou Pont-Gravé, Gravé-Dupont, le Pont), marchand et navigateur, était chef d'une expédition de traite de fourrures au Canada parmi laquelle embarquent : deux « sauvages » que Pont-Gravé avait amenés lors d'un précédent voyage ; Pierre Chauvin de La Pierre, parent de feu Pierre de Chauvin de Tonnetuit ; et Samuel Champlain, qui était inconnu jusque-là. François Gravé est un explorateur expérimenté de ces régions, et chaque été depuis peut-être 20 ans, il remonte le fleuve Saint-Laurent en barque, jusqu'aux Trois-Rivières.

#### Samuel Champlain, observateur
« Il s'embarque, non à titre de lieutenant ainsi qu'on l'a déjà écrit, mais en simple observateur comme l'était de Monts en 1600. Selon sa propre déclaration, il avait été invité par Aymar de Chaste à « voir ce pays, & ce que les entrepreneurs y feraient » ; de Chaste obtint pour Champlain la permission nécessaire, et Pont-Gravé reçut l'ordre de le « recevoir en son vaisseau et de lui faire voir et reconnaître tout ce qui se pourrait en ces lieux. » Recommandé par de Chaste auprès de François Gravé, et désireux de se faire valoir auprès d'Henri IV, Champlain promet au roi de lui faire un rapport détaillé de cette expédition. Aymar de Chaste ne recevra jamais de compte-rendu car il mourra durant l'expédition.
Le 15 mars 1603, Champlain quitte Honfleur (en Normandie), à bord de La Bonne Renommée. La Françoise et un autre navire font aussi partie de la flotte.

#### À Tadoussac et La Grande Alliance

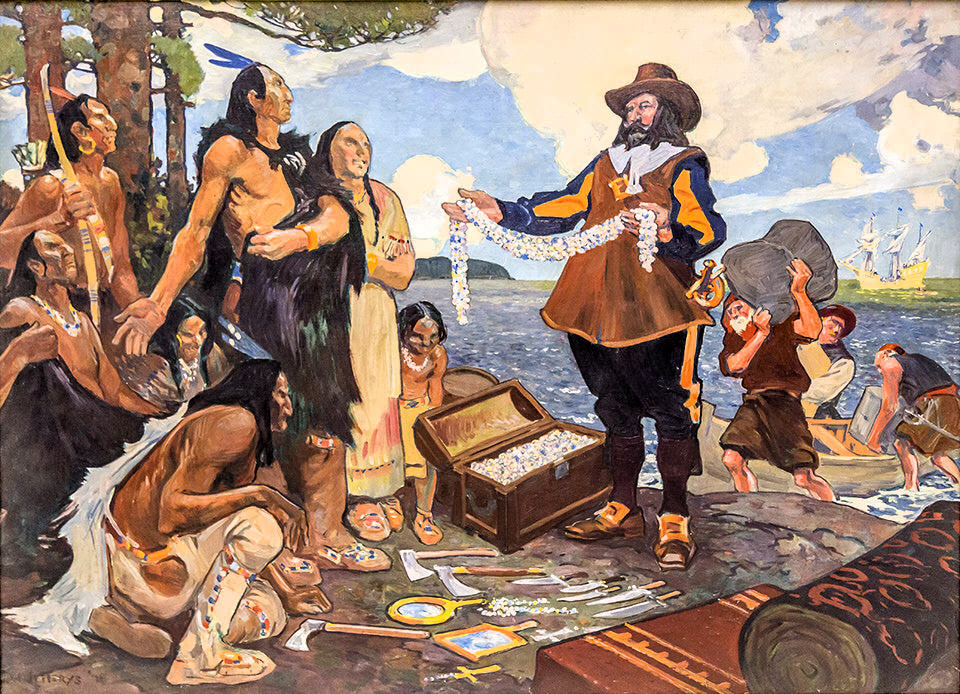
Champlain qui échange avec les Indiens, par C. W. Jefferys.

Le 24 mai 1603, la flotte s'ancre à Tadoussac pour la traite des fourrures. Le 27 mai 1603, Champlain et François Gravé traversent en barque l'embouchure du Saguenay, et descendent à la Pointe-aux-Alouettes.
Ils rendent ainsi visite au chef montagnais Anadabijou, qui campe aux environs. Ce dernier les accueille au milieu d'une centaine de guerriers fêtant leur victoire lors d'une « tabagie », c'est-à-dire un grand festin. Un conseil se réunit, et l'un des leurs, qui revient de France, parle amplement du pays qu'il a visité, et raconte l'entrevue qu'il a eue avec Henri IV. Il explique ainsi que le roi des Français leur veut du bien et désire peupler leur terre. Champlain et Gravé participent au rituel du calumet de paix, et aspirent de grandes bouffées de fumée de tabac. Cette première entente marque toute la politique indienne française du siècle suivant, et notamment la participation des Français aux guerres contre les Iroquois, alors ennemis des Montagnais et des autres nations fréquentant le fleuve. Champlain observe et décrit cette tabagie ainsi que les mœurs et croyances de ses hôtes. Il tente de leur inculquer des rudiments des principes chrétiens.
Le 9 juin, des délégations des peuples indiens Algonquins et des Wolastoqiyik (Malécites, Etchemins, nations alliées des montagnais) rencontrent à leur tour Champlain et Gravé Du Pont à Tadoussac, face à la Pointe Saint-Mathieu, lors de cérémonies présidées par le chef algonquin Tessouat.
Le 11 juin, Champlain remonte le Saguenay sur 12 ou 15 lieues. Puis, les Français quittent les lieux le 18 juin 1603, et remontent le fleuve Saint-Laurent.

#### Sur les traces de Jacques Cartier afin de cartographier le Saint-Laurent
L'expédition à laquelle participe Champlain suit les traces de Jacques Cartier. Ils souhaitent rejoindre le lieu que Champlain désigne comme le « Grand Sault saint Louis », que Jacques Cartier appelait Ochelaga et qu'il n'avait pas réussi à franchir (le 2 octobre 1535). Champlain décrit des courants puissants qui rendent difficile la navigation de leurs canots, et les obligent à terminer leur parcours par voie de terre. Trop pressé d'atteindre ce « grand sault », qu'il espère franchir, Champlain remarque à peine les deux endroits stratégiques où plus tard il établira des postes de traite et de colonisation : Québec et Trois-Rivières.
Champlain n'a pas d'autre assignation officielle pour ce voyage que d'esquisser avec une grande précision une carte de « la Grande Rivière de Canadas », de son embouchure jusqu'au « Grand Sault Saint-Louis ».
À partir du 18 juin, il explore le fleuve avec François Gravé : ils nomment des lieux et remontent la « rivière des Yroquois » jusqu’aux rapides de Saint-Ours et, le 3 juillet, font demi-tour devant le « Sault Saint-Louis » (rapides de Lachine). Ils ont terminé l'exploration de la grande rivière de Canada le 11 juillet.
Le 13 juillet, sur la rive sud du fleuve, il confère avec le chef Armouchidès et les siens qui se rendaient aux échanges avec « les Sauvages » à Tadoussac.
Le 15, pour s’approvisionner et pour chercher des mines, il entre dans la baie de Gaspé, où descend une rivière. Ensuite il passe par Percé et la Baie-aux-Morues, à l'île de Bonaventure. Dans la baie, il rencontre les Micmacs, qui le renseignent sur le Lac Matapédia, sur Miramichi, le détroit (de Canseau), de l'île Saint-Jean et le Cap-Breton, la baie Française (Fundy), sur l'Acadie à l'Ouest, d'où ils remontent la rivière Saint-Jean pour aller faire la guerre aux Iroquois. Champlain note leurs descriptions de terres fertiles en Acadie, où il espère trouver le passage vers la Chine.

#### De nouveau à Tadoussac, puis retour avec des Amérindiens
Partant de Percé le 19 juillet 1603, la barque passe devant le cap L'Evêque (Pointe-à-la-Renommée), puis traverse une tempête de deux jours jusqu'au golfe et mouille l'ancre à rivière Sainte-Marguerite.
Le 3 août l'expédition atteint Tadoussac, où il y a une grande tabagie sous la direction du chef Begourat. Ils reconnurent les « sauvages » de la rivière des Iroquois. Champlain et Gravé furent reçus avec hospitalité parmi ces festivités, qui annonçaient le départ pour une nouvelle guerre. Avant le départ, un des Sagamo des Montagnais nommé Begourat, fort recommandé par Anadabijou, confie son fils à François Gravé. Champlain leur demanda une Iroquoise que les sauvages voulaient manger ; celle-ci sera de la traversée.
Le 16 août, Champlain part de Tadoussac. Le 18, il arrive à Percé, où il croise le sieur Jean Sarcel, seigneur de Prévert, « qui venait de la mine où il avait été avec beaucoup de peine, pour la crainte que les Sauvages de leurs ennemis Armouchiquois, hommes monstrueux de la forme qu'ils ont ». Le sieur de Prévert a aussi amené « quatre sauuages : vn homme
qui est de la coste d'Arcadie, vne femme & deux enfans des Canadiens ».

#### «Des Sauvages...», compte-rendu de l'expédition
À son retour en France le 20 septembre 1603, il fait son rapport au roi et publie un compte-rendu de l'expédition, intitulé Des Sauvages, ou Voyage de Samuel Champlain, de Brouage, fait en la France nouvelle, l’an mil six cens trois. Il relate son séjour dans un campement estival de Montagnais à Tadoussac, puis de son parcours sur les traces de Jacques Cartier), avec dessins et cartes, dont la légende micmaque de la Gougou. Notons l'absence de la particule « de » devant son nom. Le but de ce livre est de faire le compte-rendu de la tabagie de la pointe Saint-Mathieu permettant de sceller l’alliance avec les Amérindiens. Son objectif était également d’éveiller l’intérêt du public pour l’Amérique du Nord-Est et de trouver de nouveaux investisseurs. Les caisses de l’État, vidées par les guerres de religion, le rôle du roi sera d’accorder un monopole de la traite des fourrures. Michel Bideaux a souligné le caractère insolite du titre, qui « ignore le pays autant que ses visiteurs, et préfère mettre en relief la figure de l'indigène ».

### 2evoyage. Fondation d'une colonie à l'île Sainte-Croix et déménagement à Port-Royal (1604-1607)
Le 8 novembre 1603, le roi Henri IV accorde une commission à Pierre Dugua, sieur de Mons, pour fonder un établissement en Acadie, en tant que « lieutenant général en Amérique septentrionale ». La recherche de métaux précieux de cuivre et d’argent était la raison principale du choix de l’Acadie. À l’automne 1603, Champlain était de retour en France et le malouin Jean Sarcel de Prévert lui mentionne que l’on a trouvé des mines en Acadie, ce qui pourrait corroborer les observations faites par l’explorateur Verrazano. Henri IV et son entourage s’intéressent à l’expansion française en Amérique. Il y a d’abord Charles de Montmorency, amiral de France, Pierre Dugua de Mons, gentilhomme de la Chambre du roi et vice-amiral, Samuel de Champlain, François Gravé et Pierre de Beringhen, valet de chambre du roi et contrôleur des mines de France. À la suggestion de François Gravé et de Samuel de Champlain, Charles de Montmorency et Pierre de Beringhen font des pressions sur Henri IV pour une implantation en Acadie. La recherche de métaux précieux permettait d’accroître la puissance de l’État et donc la gloire du roi. On s’inscrivait dans une démarche mercantiliste en suivant l’exemple des Espagnols et de Jacques Cartier. Malheureusement les gisements des mines de cuivre et d’argent se sont révélés assez décevants. En mars 1604, le roi autorise Champlain à participer à cette autre expédition et il devra faire rapport de ses découvertes. Menée par Pierre Dugua de Mons, cette expédition (sans femme ni enfant) est toujours pilotée par François Gravé sieur Dupont. Appareillant du Havre-de-Grâce le 7 avril 1604, l'expédition compte deux navires, la Bonne Renommée et le Don de Dieu. Gravé Du Pont traverse sur la Bonne Renommée, alors que Pierre Dugua de Mons, Jean de Biencourt, seigneur de Poutrincourt, le sieur d’Orville et Champlain traversent sur le Don de Dieu.

#### L'Île Sainte-Croix

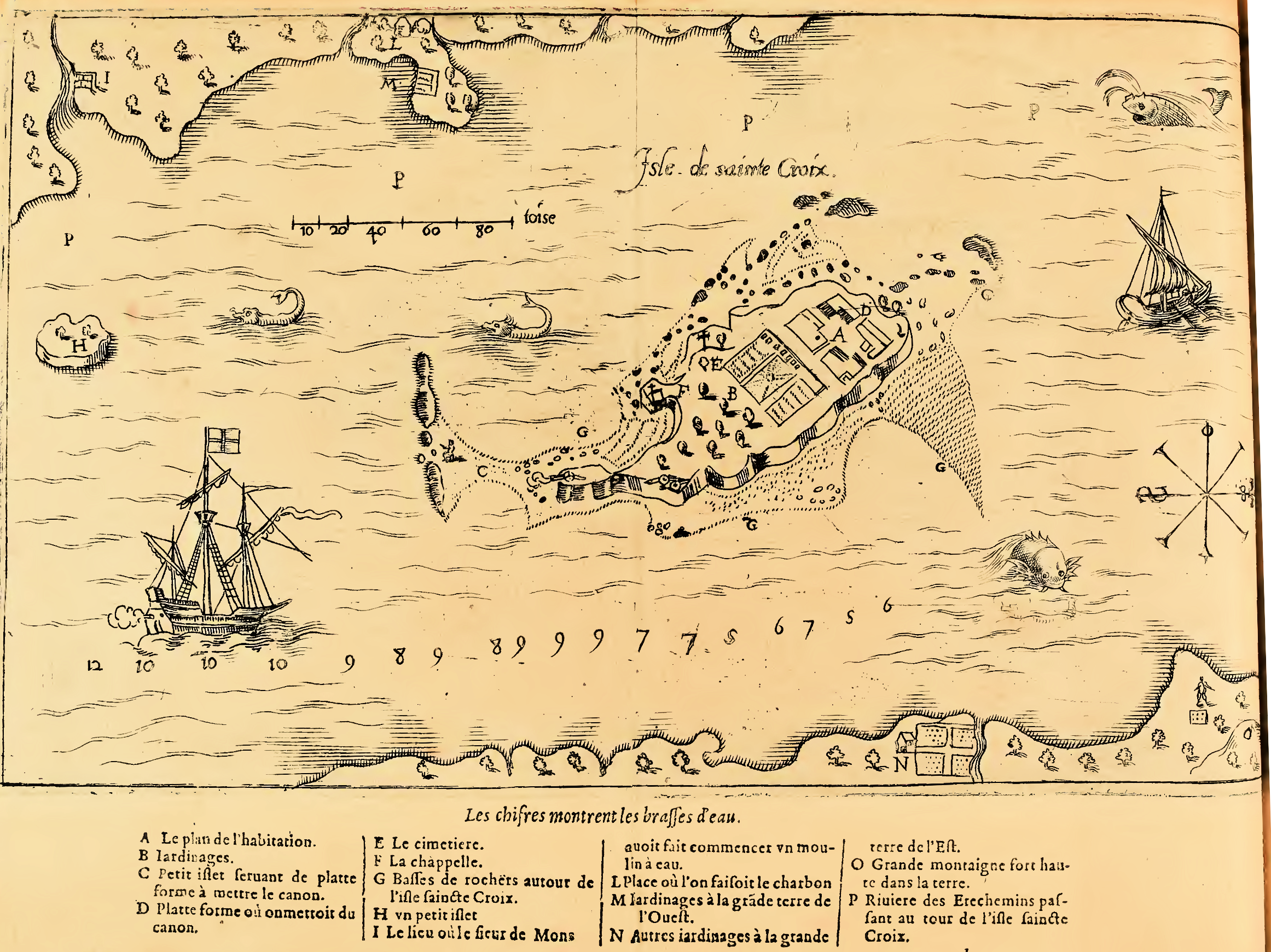
Plan de l'île Sainte-Croix, premier site de colonisation en Nouvelle-France.

Au début de mai 1604, ils accostent à Port-au-Mouton. Du 19 mai au 24 juin, il cherche un site temporaire, naviguant en barque le long des côtes, avec dix hommes. Il passe le cap de Sable, entre dans la baie Sainte-Marie, explore la baie Française, nomme Port-Royal et explore l’embouchure du fleuve Saint-Jean.
Le 24 juin, le choix se fixe sur l’île Sainte-Croix, pour une installation au départ temporaire. Champlain contribue à instaurer l'habitation sur cette île. On y construit des bâtiments avec des matériaux apportés de France, dont un logis en commun pour Champlain, M. d’Orville et Pierre Angibault dit Champdoré (Chandore), capitaine de l'expédition.
Le 1er août, Pierre Dugua de Mons attribue une concession à Poutrincourt dans la baie de Port-Royal (en). En septembre, avec de Mons, ils explorent la région pour trouver des mines et surtout un site d'habitation durable. Ils entrent dans la rivière Penobscot puis dans la rivière Kennebec et longent les côtes sur plus de 200 kilomètres, que Champlain décrira avec précision.
Cet hiver de 1604 à 1605 est terrible : le scorbut fauche 35 ou 36 Français sur les 79 habitants de l’île, où la glace de la rivière les tient isolés des ressources riveraines. Le 15 juin, Gravé Du Pont arrive avec une quarantaine d’hommes, des vivres et du matériel. Du 17 juin au 3 septembre, de Mons et Champlain cherchent un endroit plus hospitalier. Partant de la rivière Kennebec, ils explorent au sud, visitent la baie des Sept-Îles (Casco Bay), la baie de Chouacouët (Saco Bay) (en), Cap-aux-Îles (Cape Ann), la baie des Îles (baie de Boston), le port Saint-Louis (baie de Plymouth), le cap Blanc (Cap Cod) et Mallebarre (Nauset Harbour). Ils reviennent à Sainte-Croix le 3 septembre 1605. Champlain trace une cartographie très précise de ce voyage.

#### Port-Royal

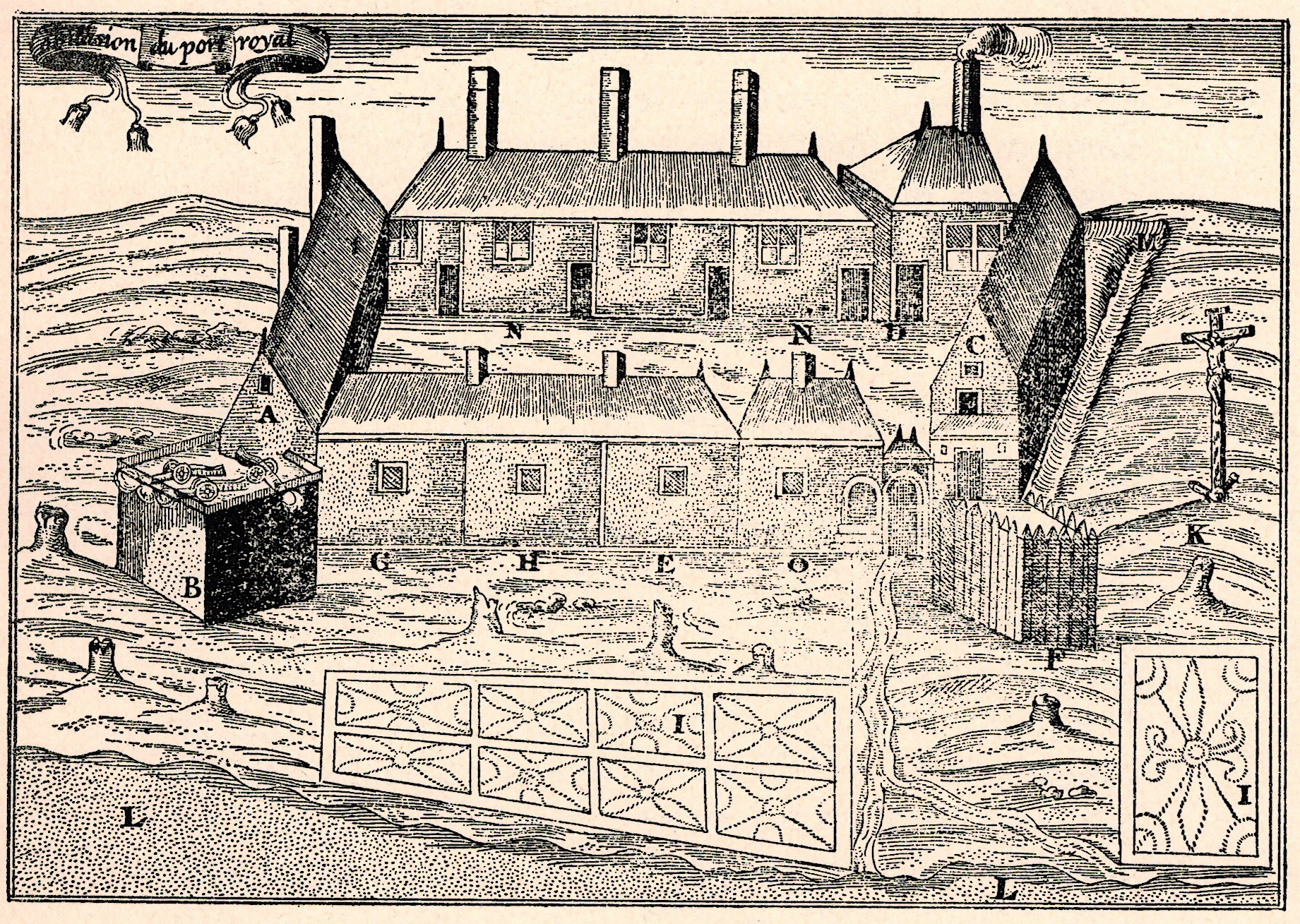
abitasion du port royal, par Champlain, 1613

Le 21 septembre 1605, le groupe transporte la colonie à Port Royal pour y construire l'Habitation. Les bâtiments de Sainte-Croix sont démontés puis remontés. De Mons désigne ses remplaçants : les sieurs d’Orville puis Gravé Du Pont (mais pas Champlain).
À Port-Royal, le rôle de Champlain n'est toujours que celui du simple observateur.
À Port-Royal, Champlain a un cabinet de travail et il prend « un singulier plaisir » au jardinage. Il construit aussi une écluse pour l’élevage de truites. Avant l'hiver, il cherche encore des mines, sans succès. Durant l'hiver, 12 des 45 membres de l'expédition meurent du scorbut. En mai 1606, de nouveaux colons s’embarquent sur le Jonas pour l’Acadie, sans femmes, car on craint la rigueur de l’hiver. Le Jonas arrive le 26 juillet.

Altercation à Port Fortuné. A Le lieu ou eſtoiet les François ſaiſans le pain. B Les ſauuages ſurprenans les François en tirant ſur eux à coups de fleſches. C François bruſlez par les ſauuages. D François s’enfuians à la barque tout lardés de fleſches. E Trouppes de ſauuages faiſans bruſler les François qu’ils auoient tué. F Montaigne ſur le port. G Cabannes des ſauuages. H François à terre chargeans les ſauuages. I Sauuages desfaicts par les François. L Chalouppe où eſtoient les François. M Sauuages autour de la chalouppe qui furent ſurpris par nos gens. N Barque du ſieur de Poitrincourt. O Le port. P Petit ruiſeau. Q François tombez morts dans l’eau penſans ſe ſauuer à la barque. R Ruiſeau venant de certins mareſcages.

Parmi ces passagers, arrivent le nouveau commandant de la colonie (en remplacement de Gravé Du Pont) Jean de Biencourt de Poutrincourt, son cousin germain Louis Hébert et l'avocat Marc Lescarbot. Le 25 août, le Jonas retourne en France avec François Gravé Du Pont et une cinquantaine de colons. Champlain jardine avec l'épicier et apothicaire parisien Louis Hébert.
À l'automne 1606, sur plus de deux mois, Champlain et Jean de Poutrincourt cherchent du sud de l’Acadie jusqu’à Cap Blanc (Cap Cod) un autre lieu où ils pourraient s'installer de façon permanente. Au port Fortuné (Chatham, Cap Cod), il plante des croix et fait une tentative d'établissement. Une altercation avec la tribu des Nausets (en) se solde par la mort de quatre Français. Les membres de l'expédition remarquent de belles baies, nomment plusieurs lieux, dont la rivière Champlain (rivière Mashpee (en)), mais la présence des Anglais dans les parages et l'hostilité des autochtones leur font renoncer à s'installer sur cette côte. Ils ne dépassent pas Martha's Vineyard (en).
Le 14 novembre, les explorateurs reviennent à Port-Royal ; la petite colonie les accueille tandis que Marc Lescarbot fait jouer le Théâtre de Neptune.

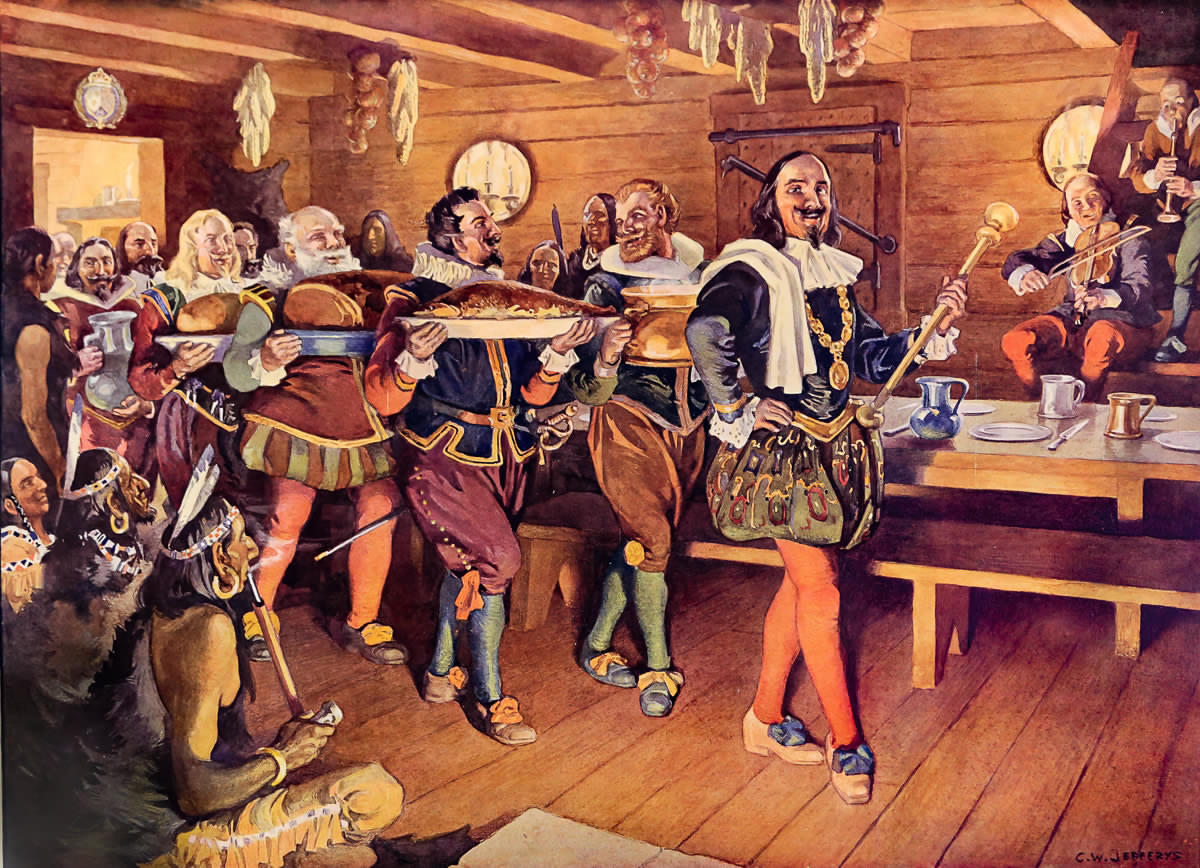
L'Ordre de Bon Temps, 1606, par C. W. Jefferys.

Champlain fonde à Port-Royal l'Ordre du Bon-Temps, pour que tous y passent « fort joyeusement » l'hiver. Les colons s'y acclimatent progressivement; cependant, le scorbut fait encore de quatre à sept victimes.

Cette carte sur vélin de style portulan a été établie par Champlain lui-même en 1607, afin de la présenter au roi de France. La carte de Nouvelle-France établit la première délimitation approfondie de ce qui deviendra la Nouvelle-Angleterre et les côtes atlantiques du Canada, de Cap-Sable à Cap Blanc (Cap Cod). On y indique Port-Royal, la Baye Blanche (baie de Cap Cod), la Baye Françoise, les fleuves Saint-Jean, Sainte-Croix et Penobscot, ainsi que la baie de la rivière Kennebec et l'île des Monts Déserts.

Le 24 mai, un jeune homme de St-Malo nommé Chevalier arrive avec le message que les privilèges de commerce de Pierre Dugua de Mons sont révoqués et ordre de rentrer en France. Il lui dit aussi « la naissance de Monseigneur le Duc d’Orleans, qui nous apporta de la réjouissance, et en fîmes les feux de joie, et chantâmes le Te Deum. »
Champlain retourne au fond de la baie Française : ils sont sept hommes cherchant des mines de cuivre (Bassin des Mines ou Minas Basin) ; ils remarquent des pierres à chaux et des morceaux de cuivre. Au cap Poutrincourt (Cap Split), on découvre une croix couverte de mousse et toute pourrie. Ils y voient le signe évident du passage antérieur de chrétiens. Champlain cartographie le littoral de l’île du Cap-Breton jusqu’au cap Blanc.
Le 12 juillet, Ralleau, secrétaire du sieur de Monts, arrive et confirme la nouvelle du messager Chevalier. Port-Royal est alors confié à la surveillance de leur ami le chef Membertou et le 3 septembre 1607 tous les habitants de Port-Royal retournent en France à bord du Jonas.

#### Bilan
Durant ces années, Champlain dresse la carte de 1607 en explorant le littoral de l'Atlantique, de l'Île du Cap-Breton jusqu'au sud du « Cap Blanc » (aujourd'hui Cap Cod, dans le Massachusetts), en passant par la « Baye françoise » (baie de Fundy) lors de la recherche des endroits les plus faciles à défendre et les plus propices à y établir une colonie ; ces explorations bien documentées amèneront Lescarbot à lui attribuer le titre de « géographe du roi » :
« Le sieur Champlein, Geographe du Roy, experimenté en la marine, et qui se plait merveilleusement en ces entreprises, print la charge de conduire et gouverner cette premiere colonie envoyée à Kebec. »

### 3evoyage. Fondation de Québec (1608-1609)

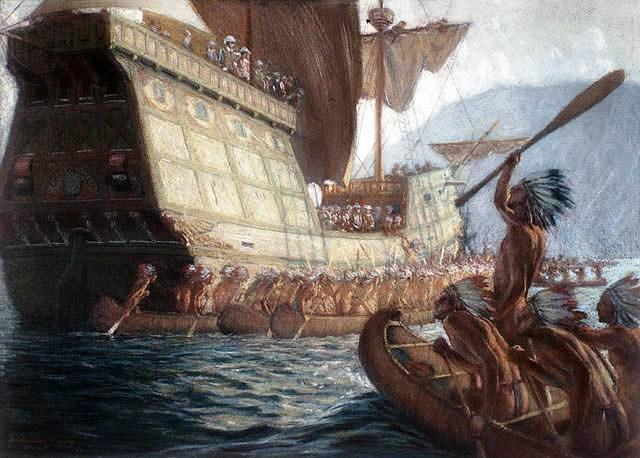
L'arrivée de Champlain à Québec selon George Agnew Reid, 1909.

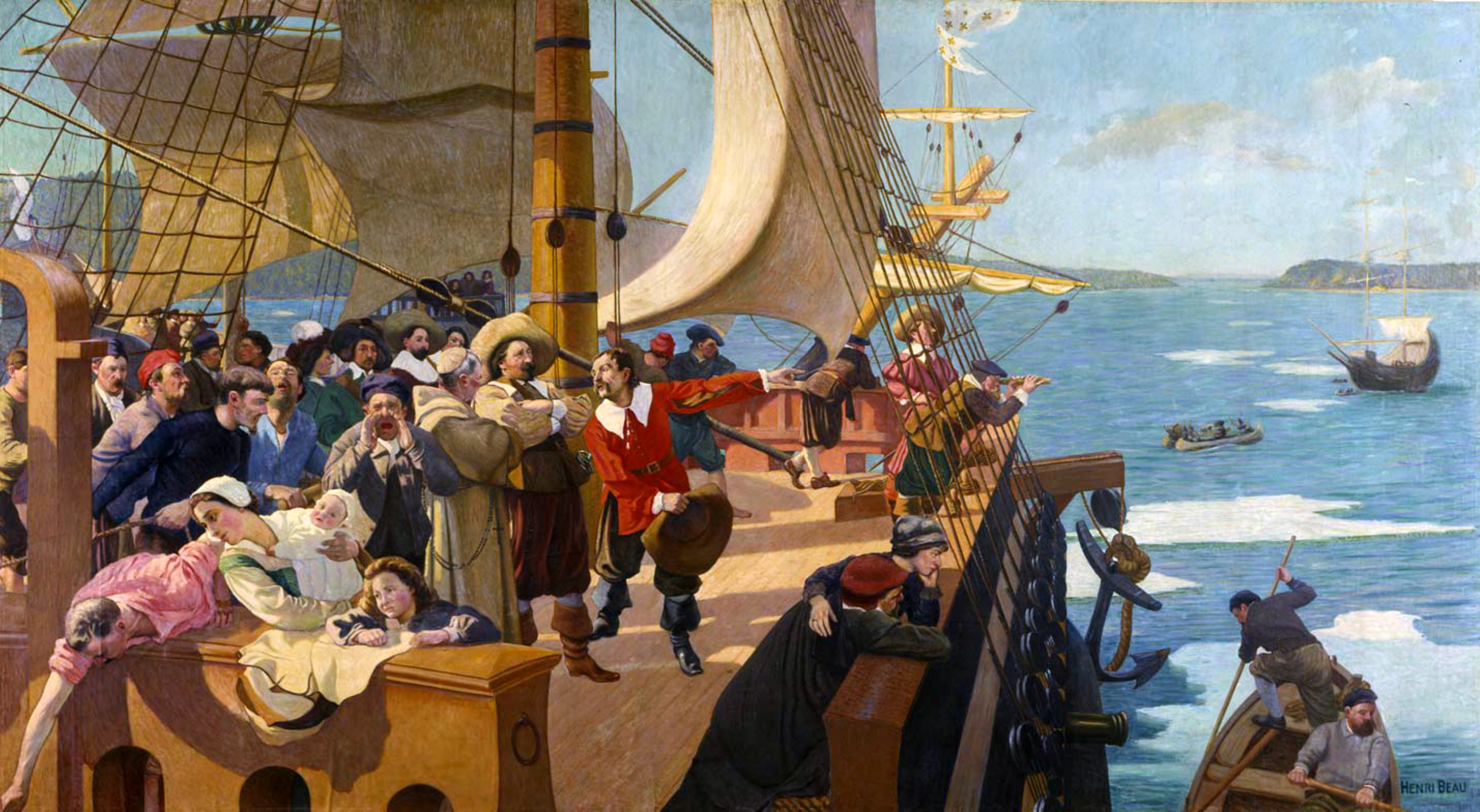
L'arrivée de Champlain à Québec, par Henri Beau (1903)

Arrivé le 30 septembre à bord du Jonas, Champlain ne restera pas très longtemps en France.
Le 7 janvier 1608, le roi Henri IV prolonge pour une autre année le monopole de la traite des fourrures de Pierre Dugua de Mons. La concession de Port-Royal ayant déjà un seigneur en la personne de Jean de Poutrincourt, Champlain tourna ses projets sur la Grande Rivière de Canada (aujourd'hui, le fleuve Saint-Laurent).
Le 5 avril, sous le commandement de François Gravé Du Pont, le Lièvre prend le large au départ de Honfleur pour la traite à Tadoussac. Gravé est chargé de l'office de la traite des fourrures. Peu après, le 18 avril, Champlain repart pour la Nouvelle-France à bord du Don de Dieu, comme lieutenant de l'expédition au Saint-Laurent. Pierre Dugua de Mons reste en France. Champlain a comme mandat de construire rapidement un poste de traite. Ses 28 hommes (il n'y a encore aucune femme) reçoivent pour mission de préparer l'établissement d'une colonie permanente en un lieu favorable le long du fleuve.
« Tadoussac, à l'époque, est le terminus de la navigation transatlantique, le port d'attache et de ralliement des vaisseaux d'Europe : car en amont du fleuve la navigation semble périlleuse. Ayant mouillé l'ancre, Dupont-Gravé se vit réduit, en vertu de son privilège royal, à engager la lutte contre le capitaine basque Darache, qui l'a devancé au trafic avec les indigènes. Mais Champlain, survenant le 3 juin, ménage un prompt accommodement. Aussitôt il apprête deux barques pour transporter à Québec une partie du matériel d'installation. Dans l'intervalle de ce voyage, il remonte de nouveau le Saguenay et recueille des Sauvages de vagues informations relatives aux régions intérieures : lac Saint-Jean et ses tributaires, rivières et lacs septentrionaux, baie du Nord. »

#### L'Habitation de Québec

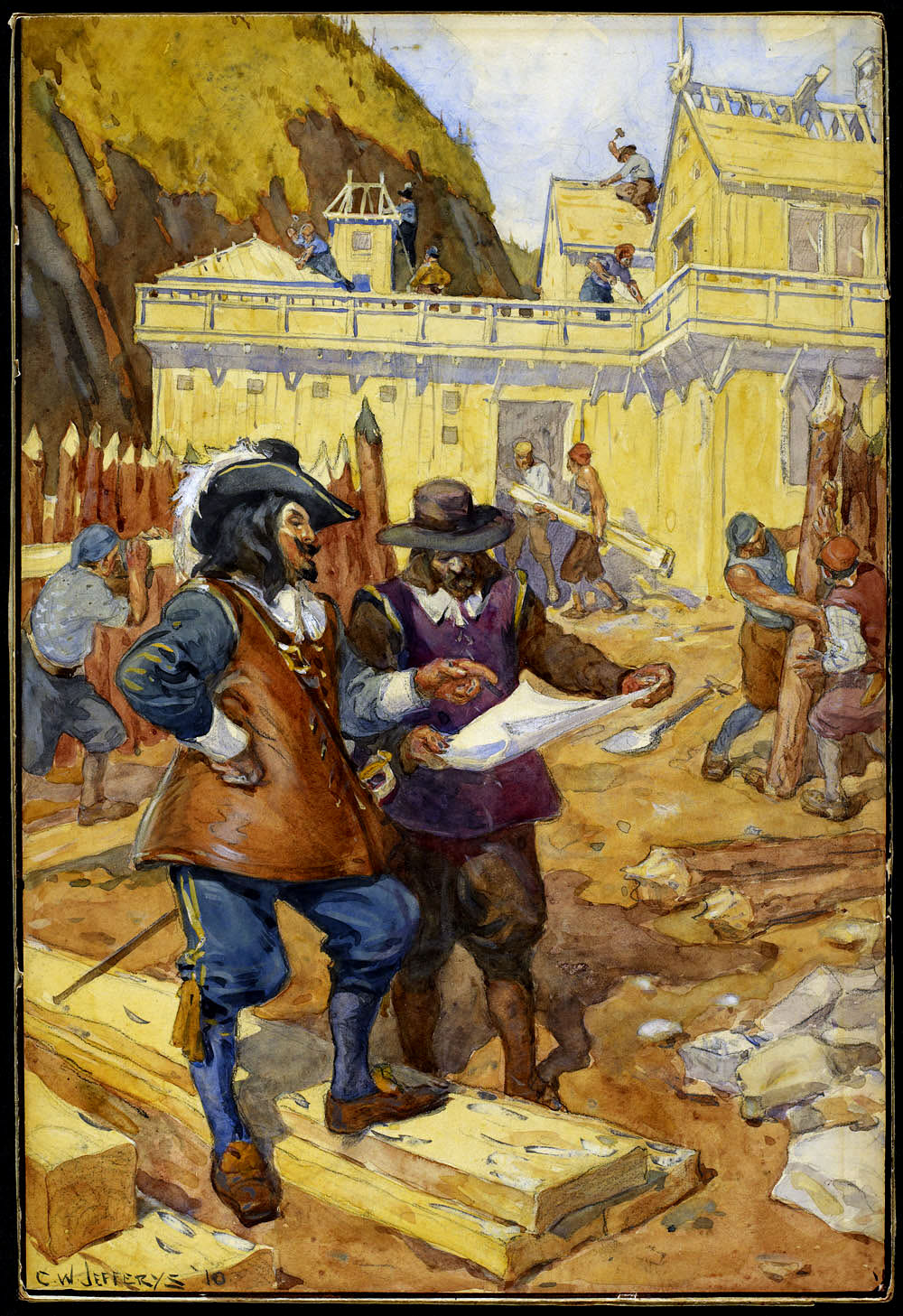
Champlain construisant son Habitation, par Charles William Jefferys, 1925.

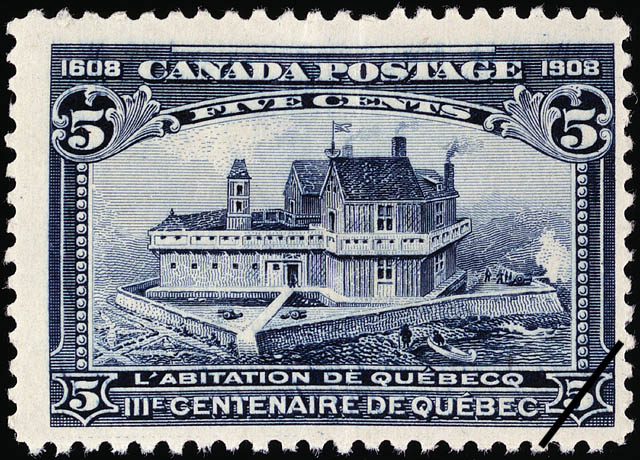
Timbre-poste commémoratif, représentant l'Habitation de Québec, 1908.

Champlain, avec ses ouvriers, gagne en barque la « pointe de Québec » le 3 juillet, au pied du « Cap aux Diamants ». Champlain avait déjà repéré ce site près de l'eau. « L'Abitation de Quebecq » est une petite forteresse, un comptoir de traite et une maison.
Champlain écrira plus tard : « Je cherchai lieu propre pour notre Abitation, mais je n'en pus trouver de plus commode, ni mieux situé que la pointe de Québec, ainsi appelée des Sauvages, laquelle était remplie de noyers et de vignes. Aussitôt, j'employai une partie de nos ouvriers à les abattre pour y faire notre Abitation. »
Ils y érigent trois bâtiments principaux d'une hauteur de deux étages, entourés d'un fossé de 4,6 mètres de large et d'une palissade de pieux. Cette installation, dite Habitation de Québec, devient dès lors l'embryon de la première colonie française à se développer sur les bords du fleuve Saint-Laurent.

#### Tentative d’assassinat et premier procès d'Amérique du Nord

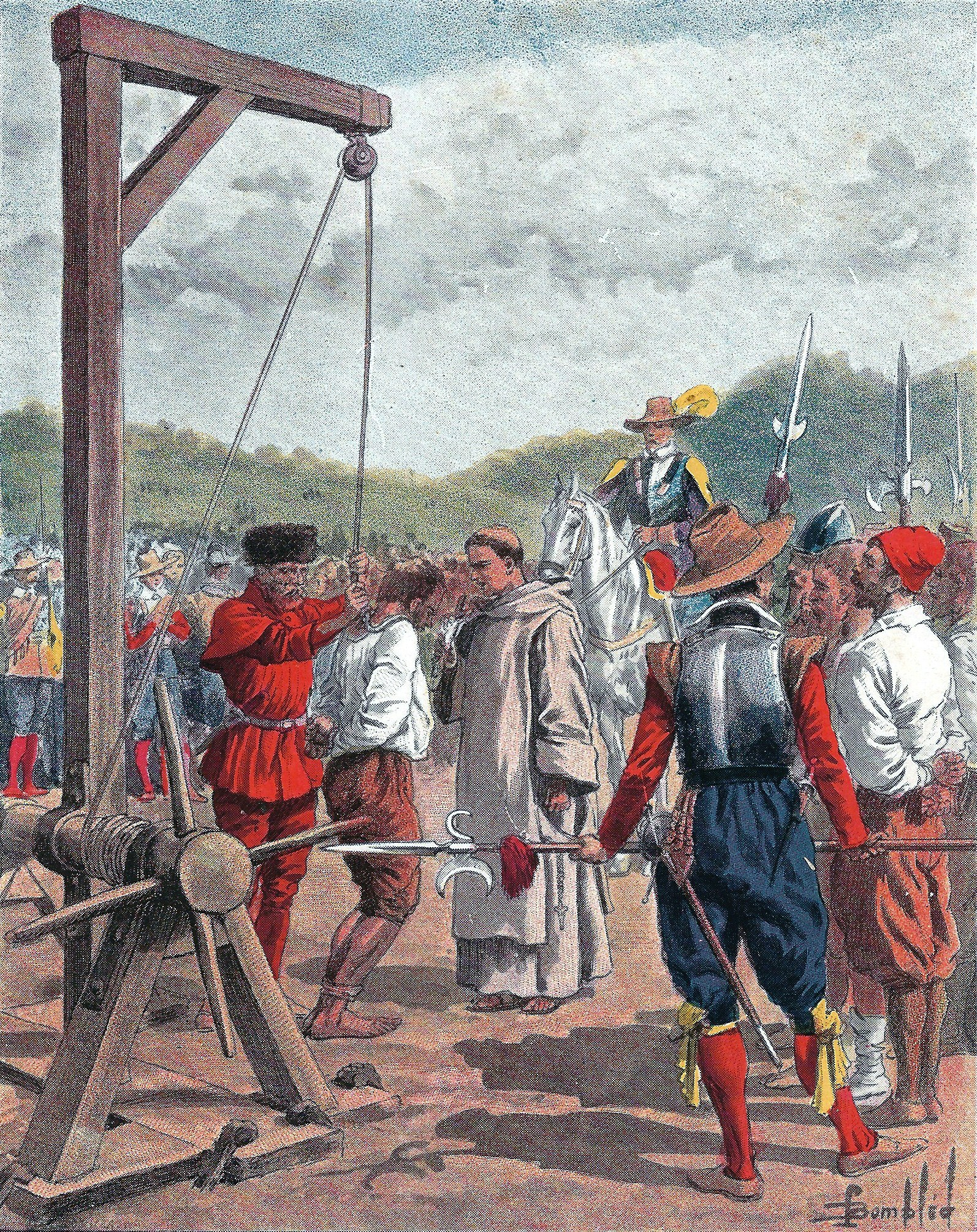
Champlain fait pendre un des conspirateurs

En début juillet 1608, quelques jours après l'arrivée de Champlain à Québec, quelques-uns de ses ouvriers complotent pour l'assassiner et vendre l'Habitation à des contrebandiers basques ou espagnols qui font de la traite à Tadoussac. Le serrurier Jean Duval (ou Du Val) recruta quatre colons, et ils complotent l'assassinat de Champlain. Les conspirateurs prendraient le fort et le remettraient aux contrebandiers étrangers, qui promettent de très bien les rémunérer pour cette traîtrise, et de les emmener en Espagne.
Antoine Natel, serrurier, osa parler, malgré la menace de se faire poignarder par les autres. Il révéla au capitaine Testu les détails du complot. « Mon ami, lui dit-il, vous avez bien fait de découvrir un dessein si pernicieux et vous montrez que vous êtes homme de bien, et conduit du Saint-Esprit. Mais ces choses ne peuvent se passer sans que le sieur de Champlain le sache pour y remédier, et (je) vous promets de faire tant envers lui, qu'il vous pardonnera et à d'autres [...]. » Champlain surveillait les travaux de son jardin près de son habitation, lorsque son fidèle capitaine Testu lui demanda à l'entretenir en « lieu secret ». Testu avertit Champlain du danger, en échange du pardon de Natel. Champlain fait arrêter les traîtres. Ce sera le premier procès connu de l'histoire de l'Amérique du Nord. L'instigateur du complot fut décapité et ses complices furent renvoyés en France au sieur de Mons, pour y être « condamnés d'être pendus ».
« Nous avisâmes que ce serait assez de faire mourir le dit du Val, comme le motif de l'entreprise, et aussi pour servir d'exemple à ceux qui restaient, de se comporter sagement à l'avenir en leur devoir, et afin que les Espagnols et Basques qui étaient en quantité au pays n'en fissent trophée: et les trois autres condamnés d'être pendus, et cependant les remmener en France entre les mains du sieur de Mons, pour leur être fait plus ample justice, selon qu'il aviserait, avec toutes les informations, et la sentence, tant du dit Jean du Val qui fut pendu et étranglé au dit Québec, et sa tête mise au bout d'une pique pour être plantée au lieu le plus éminent de notre fort et les autres trois renvoyés en France. »
— Champlain

#### Décimés par le scorbut et la dysenterie
Le premier hiver est pénible et meurtrier pour les 28 hommes restés sur place. La plupart décèdent du scorbut ou de dysenterie, et seuls huit des hivernants survivent.

#### Au printemps
Dès le printemps, Champlain prend soin d'établir de bonnes relations avec les Amérindiens des environs. Comme à Tadoussac, six ans auparavant, il renoue des alliances avec les Montagnais et les Algonquins, qui vivent au nord du Saint-Laurent, acquiesçant à leur demande persistante de les aider dans leur guerre contre leurs ennemis les Iroquois, semi-nomades eux aussi, vivant au sud-ouest du fleuve.
Le 28 mai 1609, du Pont-Gravé arrive de Tadoussac avec « deux petites barques pleines d'hommes ». Champlain explique aux « sauvages » que ces gens étaient pour les assister et qu'avec eux, ils iraient peut-être ensemble à la guerre.

#### Au lac Champlain, bataille des alliés contre les Iroquois

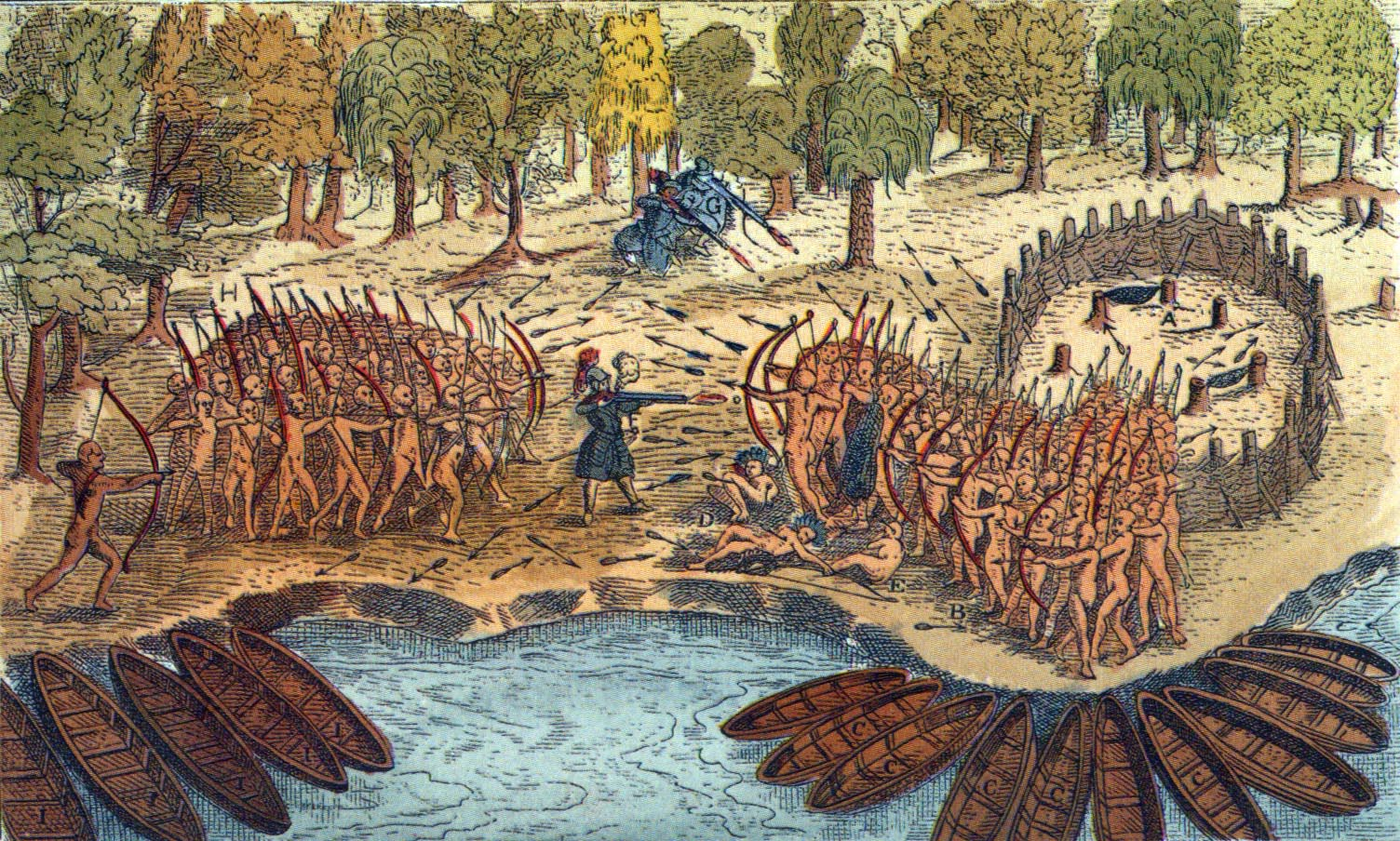
Défaite des Iroquois au Lac de Champlain (1609), dans Voyages de Champlain, tome III, réimpression de 1632.

Champlain part le 18 juin en voyage de découverte au pays des Iroquois. Il fait la rencontre d'environ deux à trois cents Hurons et Algonquins sur une île près de Batiscan qui se préparent à partir en guerre contre les Iroquois. Curieux, ils iront visiter l'Habitation de Québec entre le 22 et le 28 juin.
Le 28 juin, Champlain repart avec neuf soldats français et les Hurons toujours dans l'idée d'explorer la rivière des Iroquois (Richelieu). En cours de route, il nommera certaines rivières comme la rivière Saint-Suzanne (rivière du Loup), la rivière Du Pont (Nicolet)) et la rivière de Gennes (Yamaska).
N'ayant fait, jusque-là, aucune rencontre avec les Iroquois et ne pouvant continuer avec son embarcation en raison des rapides, la plus grande partie de la troupe rebrousse chemin, le laissant avec seulement deux Français à bord d'un canot amérindien et une soixantaine d'Algonquins, Hurons et Montagnais. Ils passent les rapides de Chambly et ils poursuivent en amont. Le 12 juillet, il découvre ce grand lac qu'il baptise de son propre nom (le lac Champlain).
Le 29 juillet, vers les 22 h 0, à l'emplacement du futur fort Carillon, un peu au sud de Crown Point (État de New York), Champlain et son équipe rencontrent un groupe d'Iroquois. Le lendemain, deux cents Iroquois avancent sur leur position. Un guide indigène désigne les trois chefs iroquois ; aussitôt Champlain tue deux d'entre eux d'un seul coup d'arquebuse, ce qui provoque la fuite de l'ensemble des Iroquois, et sème la panique.
Cet évènement entame une longue période de relations hostiles de la ligue ou confédération des Cinq-Nations iroquoises avec les colons français.

#### Retour
Champlain laisse le commandement de Québec à Pierre Chauvin. Le 5 septembre, il s'embarque à Tadoussac avec le capitaine Gravé Du Pont.

### 4evoyage au Canada (1610)
Champlain regagne la France. Le 8 octobre 1609, Le François mouille l'ancre au Conquet en Basse-Bretagne, et le 13 octobre 1609 il débarque à Honfleur. Champlain présente son rapport à Pierre Dugua de Mons et au roi à Fontainebleau.
Champlain et De Mons vont ensuite à Rouen entretenir les Associés Collier et Legendre et « l'on décide de parachever les découvertes du Saint-Laurent ». De retour à la Cour, de Mons sollicite le renouvellement du monopole de la traite des fourrures, qui est refusé. Sur les réclamations pressantes des Bretons et des Basques, le surintendant des finances Sully refuse tout privilège. Un arrêt royal, daté du 6 octobre 1609, proclame que la liberté du trafic est accordée à tous les armateurs du royaume.
Champlain et De Mons parviennent à convaincre quelques marchands de Rouen de former avec eux une société. L'objectif est de convertir une partie de l'habitation de Québec en un entrepôt à leur usage exclusif, en vertu de quoi ces marchands promettent de soutenir la colonie.
Champlain retourne à Québec avec onze artisans, ce qui porterait le nombre d'habitants à vingt-six. Il embarque d’ Honfleur le 7 mars 1610. La tempête contraignit le vaisseau à faire escale à Portland puis à l'Île de Wight. Pendant ce retard forcé, Champlain fut frappé d’une maladie assez sérieuse, l’obligeant à se faire ramener en bateau jusqu’au Havre pour des soins. Alors que Champlain est encore affaibli, il quitte Honfleur une deuxième fois. La Loyale, commandée par Gravé Du Pont, fait la traversée jusqu'à Tadoussac du 8 au 25 avril 1610 : c'est une des plus courtes rapportées par les annales de l'époque.

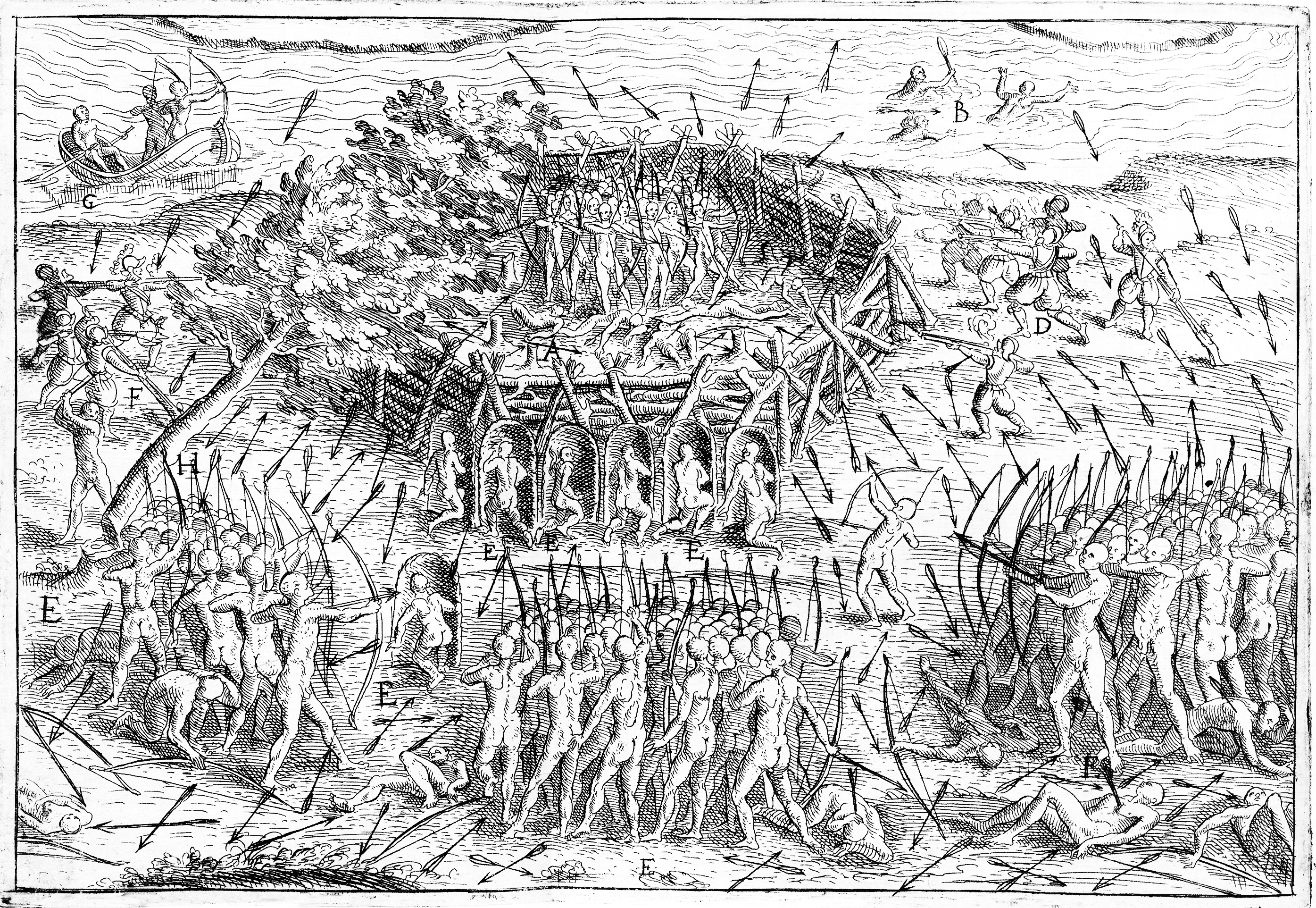
Champlain, avec cinq français (à gauche) et ses alliés indiens, attaque un fort iroquois à l'embouchure de la rivière Richelieu, en juin 1610. A Le fort des Iroquois. B Iroquois se jetant en la rivière pour se sauver poursuivis par les Montagnais et Algoumequins se jetant après eux pour les tuer. D Le sieur de Champlain et 5 des siens. E Tous nos sauvages amis. F Le sieur des Prairies de Saint-Malo avec les compagnons. G Chaloupe du dit sieur des Prairies. H Grands arbres coupés pour ruiner le fort des Iroquois.

 Les Indiens espéraient le retour des Français ; Champlain leur rappelle leur projet commun de l’accompagner jusqu’à une mer si grande, qu’ils n’en voient point la fin (la Baie d'Hudson), puis de revenir par le Saguenay à Tadoussac. Ils lui promirent de le guider dans ce voyage l’année suivante. Champlain leur promit en retour qu’il les assisterait dans leur guerre contre les Iroquois. Après deux jours à Tadoussac, Champlain se rend à Québec.
Du 14 au 19 juin, il y eut un second assaut au pays des Iroquois, à l'embouchure de la « rivière aux Iroquois » (Richelieu). Champlain reçoit une flèche qui lui perce le lobe de l'oreille et le blesse au cou. Cet engagement fait 3 morts et 50 blessés.
Étienne Brûlé, un jeune Français, est confié au chef allié Iroquet, afin qu'il s’initie à la langue et aux mœurs des Algonquins. Étienne Brûlė hivernera dans la Huronie.

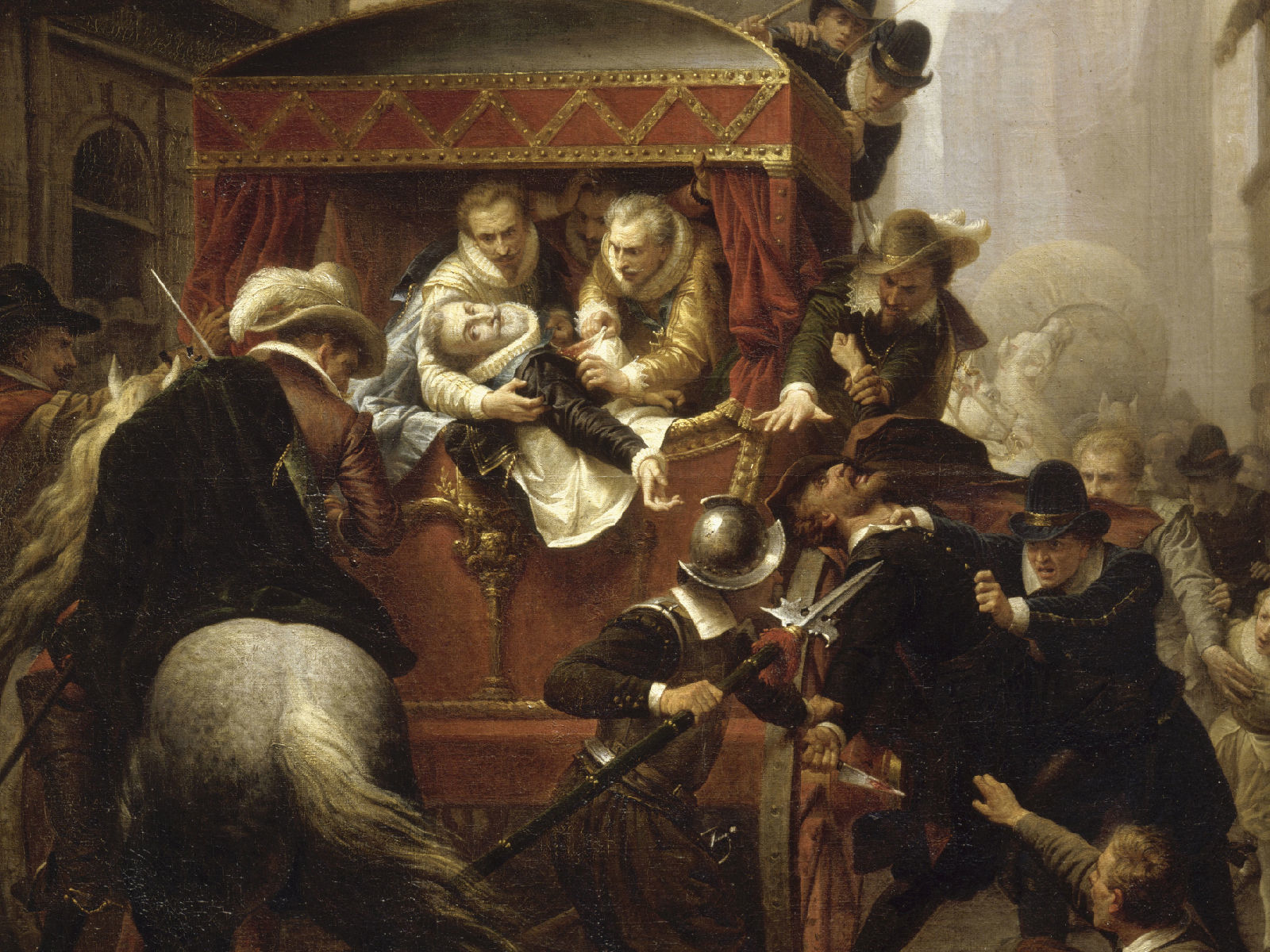
Assassinat d’Henri IV et arrestation de Ravaillac, tableau de 1859.

À nouveau victorieux, il regagne Québec pour constater que la traite des fourrures fut désastreuse pour les marchands qui le soutiennent, et pour apprendre la nouvelle de l'assassinat d'Henri IV. Le premier fils du roi, le dauphin Louis lui succède, sous la tutelle de Marie de Médicis, sa mère.
Laissant 16 hommes à Québec sous les ordres de Jean de Godet Du Parc, il ramène entre autres le Huron Savignon et rentre en France par Honfleur le 27 septembre 1610.

### Mariage de Champlain (décembre 1610)
Au cours de son séjour à Paris, le 27 décembre 1610, il signe un contrat de mariage avec une jeune fille de 10 ans, nommée Hélène Boullé. Le contrat accorde une dot de 6 000 livres, dont 4 500 livres que Champlain touche la veille du mariage qui fut célébré le 30 décembre.
Il organise un nouveau voyage vers le Canada pour l'été.

### 5evoyage au Canada. Île du Mont Royal, Place Royale (1611)
Le 1er mars, il part pour la Nouvelle-France.

#### Retour à Québec et montée à Montréal
Sous le commandement de François Dupont-Gravé, la traversée dure 74 jours, à cause des glaces ou banquises. « C'était, écrit-il, des bancs de glace de 30 à 40 brasses de haut ; dans la nuit, dans la brume si obscure que l'on voyait à peine la longueur du vaisseau. » Le 27 avril, il croise le vaisseau du sieur de Biencourt dans les parages du Cap-Breton. Le 13 mai, « nous fûmes à Tadoussac, où l'on tire du canon pour avertir les Sauvages. » Vers le 19 ou 22 mai 1611, Champlain arrive au poste de Québec pour y trouver la garnison en parfait état.
L’un des mandats que Samuel de Champlain s'est fixé est celui de trouver, sur l'île du Mont Royal, soit du côté de la rivière des Prairies soit près du Sault Saint-Louis, le site le plus propice à l'établissement d’une future colonie. Il descend à un endroit qu'il nomme Place Royale (aujourd'hui Pointe-à-Callières), sur le ruisseau Saint-Pierre.
En l'honneur de sa jeune épouse, il nomme « île Sainte-Hélène » une grande île qui se trouve au pied du « Grand Sault Saint-Louis », qui est encore le nom de cette île sur lequel s'appuie depuis le XXe siècle le pont Jacques-Cartier.

#### Grand Sault St.-Louis

Grand Saut Saint Louis ou rapides de Lachine, carte de 1611.

Durant l'été, il se rend à Montréal, au pied du Grand Sault (dans le secteur de l'actuelle Place-Royale), où il fait défricher un peu la terre et construire un muret pour voir s'il résistera aux hivers et aux crues printanières.

« Ce même jour je partis de Québec, et arrivai au dit grand saut le vingt-huitième de mai, où je ne trouvai aucun des sauvages … après avoir visité d'un côté et d'autre, tant dans les bois que le long du rivage, pour trouver un lieu propre pour la situation d'une habitation, et y préparer une place pour bâtir, je fis quelque huit lieues par terre côtoyant le grand saut par des bois qui sont assez clairs, et fus jusqu'à un lac où notre sauvage me mena ; où je considérai fort particulièrement le pays »

« Mais en tout ce que je vis, je n'en trouvai point de lieu plus propice qu’un petit endroit, qui est jusqu'où les barques et chaloupes peuvent monter aisément, […] avons nommé la Place royale, à une lieue du Mont Royal, »

« Puis, il ensemence deux jardins. « où tout pousse à souhait ». Mais les Algonquins n'ont point paru encore. Savignon part en éclaireur jusqu'au lac de Soissons (des Deux-Montagnes) - le 5 juin, tandis que Champlain va reconnaître deux rivières tributaires du fleuve - rivières Saint-Lambert et de Montréal - « par où on atteint la Rivière-des-Iroquois ». Le 10 juin 1611, Louis, « jeune homme qui était au sieur de Monts, fort amateur de la chasse, prie Savignon, de retour, de le conduire au Saut, où l'île a quantité de hérons ; un sauvage Montagnais, Outetoucos, les accompagne. Ils prirent quantité de héronneaux et se rembarquèrent. Le canot était trop chargé. Ils se laissèrent dériver dans le courant. Mais la vitesse de l'eau les maîtrisait, et le canot chavira. Louis ne savait point nager ; il lâcha le canot, et ils ne le revirent plus. Le Montagnais fatigué se noya aussi. Je vis ce cours d'eau, le lendemain, et les cheveux me dressèrent à la tête ». En mémoire du serviteur Louis, on nomma le Saut Saint-Louis et du même nom le lac qui est au-dessus. Le 13 juin, 200 Hurons se présentent; le 12 juillet, 300 Algonquins, avec Marsolet « en costume sauvage, ayant bien appris leur langue ». Champlain se voit gratifier de 200 peaux de castor, de divers colliers et autres présents, gages du rendez-vous au printemps suivant. »

— Louis-Marie Le Jeune, o.m.i.
Afin d'augmenter son prestige auprès des Indiens, il accepte de descendre avec eux en canot d'écorce le Sault Saint-Louis : un exploit réalisé avant lui par un seul autre Européen, Étienne Brûlé.
« La troque finie, le 18 juillet, les Hurons -Algonquins emmènent Étienne Brûlé et Nicolas Du Vigneau comme élèves interprètes. »
Il visite divers lieux du côté nord de l'île, le long de la rivière des Prairies, puis décide de traverser l’île, large de quelque 8 lieues (26 kilomètres), pour aboutir à l'embouchure d'une petite rivière, se déversant au pied du Sault Saint-Louis.

#### Retour par Québec
Le 11 août, il est de retour à Québec. « Il répare l’habitation, plante des rosiers et repart pour la France peu après. » Il laisse derrière lui une quinzaine de colons à Québec, qui hiverneront en 1611-1612.

### En France (1611-1613)

Carte géographique de la Nouvelle-France, dressée par Samuel Champlain, David Pelletier cartographe (Paris, 1612).
Première carte de Champlain publiée :CARTE GEOGRAPHIQVE DE LA NOVVELLE FRANSE FAICTE PAR LE SIEVR DE CHAMPLAIN SAINT TONGOIS CAPPITAINE ORDINAIRE POUR LE ROY EN LA MARINE, faict len 1612. La carte intègre les explorations et la cartographie de Champlain jusqu'en 1611. L'écart angulaire entre le méridien oblique et la fleur de lys indique que la carte est orientée vers le pôle magnétique pour les compas non corrigés. La carte incorpore le tableau de 1607 et probablement les cartes perdues du Saint-Laurent (1603) et de la côte ouest de La Hève à Canso (Canseau) (1607).

Il retourne en France pour assurer l'avenir de son projet et le 10 septembre 1611, il arrive à La Rochelle. Les associés de Pierre Dugua de Mons ne parviennent pas à obtenir un monopole : ils se retirent de l’entreprise de Québec (ville).
Ayant perdu le soutien des marchands, il écrit des rapports et dessine une carte et demande conseil au Président Jeannin, lequel désirait la poursuite de l’exploration vers le passage du Nord-Ouest. Il suggère à Champlain de se « jeter entre les bras de quelque Grand. ». Champlain vante les possibilités de la Nouvelle-France à Charles de Bourbon, comte de Soisson et ce dernier est intéressé. Le 27 septembre, Louis XIII accorde pour 12 ans à son cousin Charles de Bourbon, comte de Soissons le monopole de la traite des fourrures dans le Saint-Laurent. Le 8 octobre, Louis XIII nomme Charles de Bourbon-Soissons Vice-roi de la Nouvelle-France.
Le 15 octobre, Champlain reçoit le titre de lieutenant, avec le pouvoir d'exercer le commandement au nom du Vice-roi, pour nommer capitaines et lieutenants, de mandater des officiers pour l'administration de la justice et la maintenance de l'autorité policière, des règlements et ordonnances, de faire des traités, d'effectuer des guerres avec les indigènes et de retenir les marchands qui ne font pas partie de la société. Ses fonctions incluent la tâche de trouver la voie la plus courte vers la Chine et les Indes, et les moyens de découvrir et d'exploiter des mines de métaux précieux.
Peu de temps après, le 1er novembre, le comte de Soissons, Vice-roi au pays de la Nouvelle-France et protecteur de Champlain, meurt.
Le 22 novembre 1612, le prince de Condé devient Vice-roi de la Nouvelle-France, et il confirme Champlain dans ses fonctions.
Le 9 janvier 1613, Champlain publie un compte-rendu des événements survenus entre 1604 et 1612, intitulé « Voyages du sieur de Champlain Xaintongeois, de 1604 à 1612, avec privilège du roi ». L’ouvrage contient également une carte géographique de la Nouvelle France.

### 6evoyage1613
Parti du port de Honfleur le 6 mars 1613, sur le navire de Gravé Du Pont, il arrive de nouveau en Nouvelle-France à Tadoussac le 29 avril et fait proclamer son nouveau mandat.
Plusieurs indigènes furent dégoûtés par les tactiques des marchands non accrédités. La traite des fourrures, une fois de plus, rapporte peu de bénéfices.
Champlain part le 27 mai à partir du sault Saint-Louis pour continuer son exploration de la contrée des Hurons et espère atteindre la « mer du nord » (la baie d'Hudson). Avec
un guide indien et quatre Français, dont Nicolas de Vignau, Champlain navigue sur la rivière des Outaouais, qu'il décrit en primeur; par cette rivière et d’autres voies d’eau et portages, ils se rendent au lac aux Allumettes. C'est en juin qu'il retrouve Tessouat, le chef des Algonquins de L'Isle-aux-Allumettes, qu'il avait connu à Tadoussac en 1603; il offre de leur construire un fort s'ils acceptent de quitter leur sol pauvre et migrer au Saut Saint-Louis.
Champlain plante une croix aux armes de la France sur l'île aux Allumettes; ce qui fait dire à l'historien Marcel Trudel, que dorénavant, « la route française de l'Ouest de l'Amérique est inaugurée ».
Ensuite, ils redescendent au sault Saint-Louis, avec le fils de Tessouat, et y arrivent le 17 juin.

#### Première exploration à la Baie d'Hudson «mer du Nord»
En son premier voyage dans « les Pays-d'en-Haut », en mai 1613, Champlain entreprend l'exploration de la rivière des Outaouais. L'interprète (ou « truchement ») Nicolas de Vignau, assure qu'il connaît le chemin conduisant à la « mer du Nord » (la baie d'Hudson) :

« Le 13, je partis de Québec pour aller au Sault Saint Louys où j’arrivay le 21. Or n’ayant que deux canaux, je ne pouvois menier avec moy que 4. hommes entre lesquels estoit un nommé Nicolas de Vigneau, le plus impudent menteur qui se soit veu de long temps, comme la suite de ce discours le fera voir,… il me rapporta à son retour de Paris en l’année 1612. qu’il avoit veu la mer du nort…  Ainsi nos canots chargez de quelques vivres, de nos armes & marchandises pour faire présents aux Sauvages, je partis le lundi 27. Mai de l'isle Saincte-Heleine, avec quatre François et un Sauvage. »

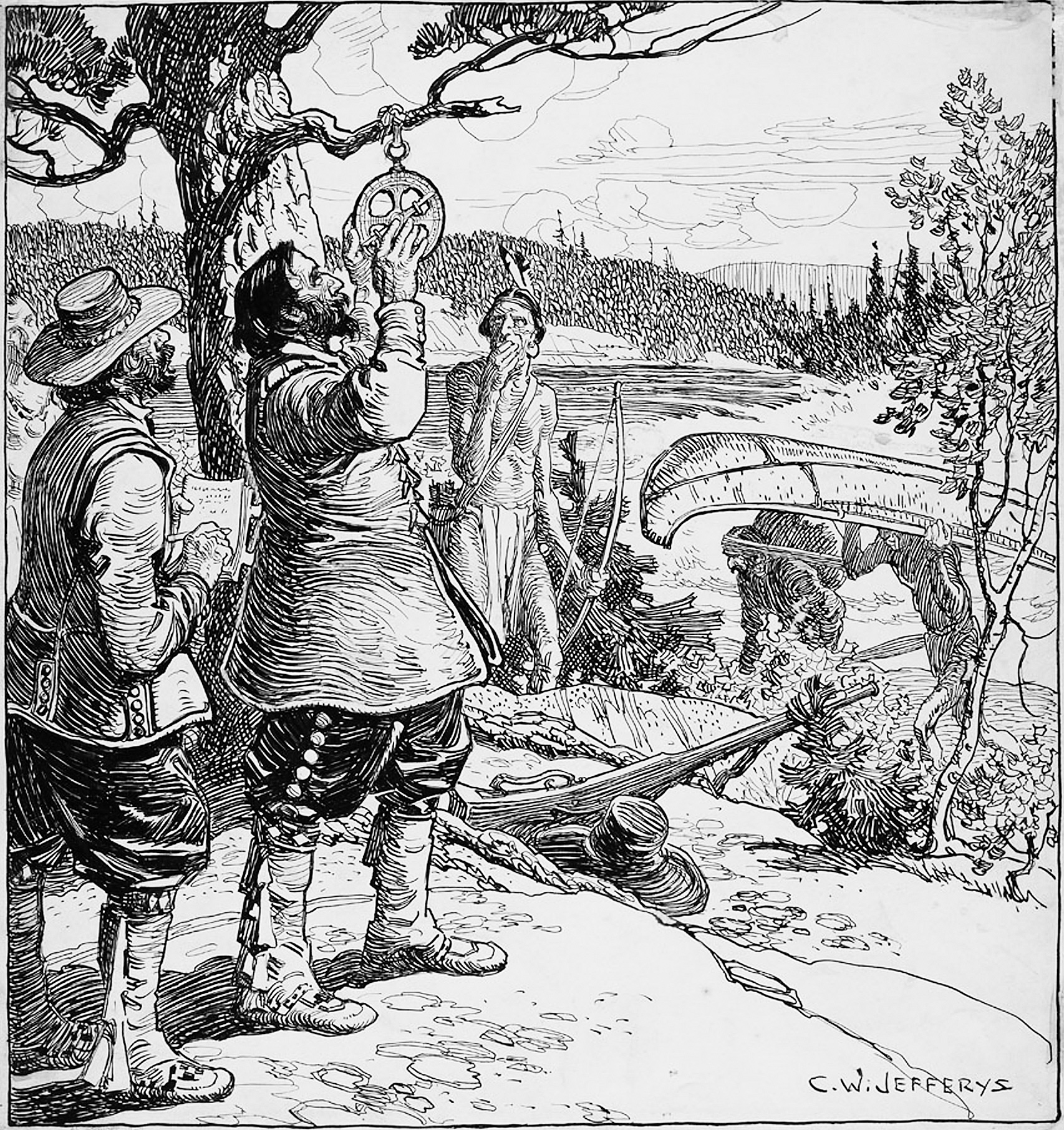
Champlain utilise un astrolabe sur la rive ouest de la rivière des Outaouais, 1613.

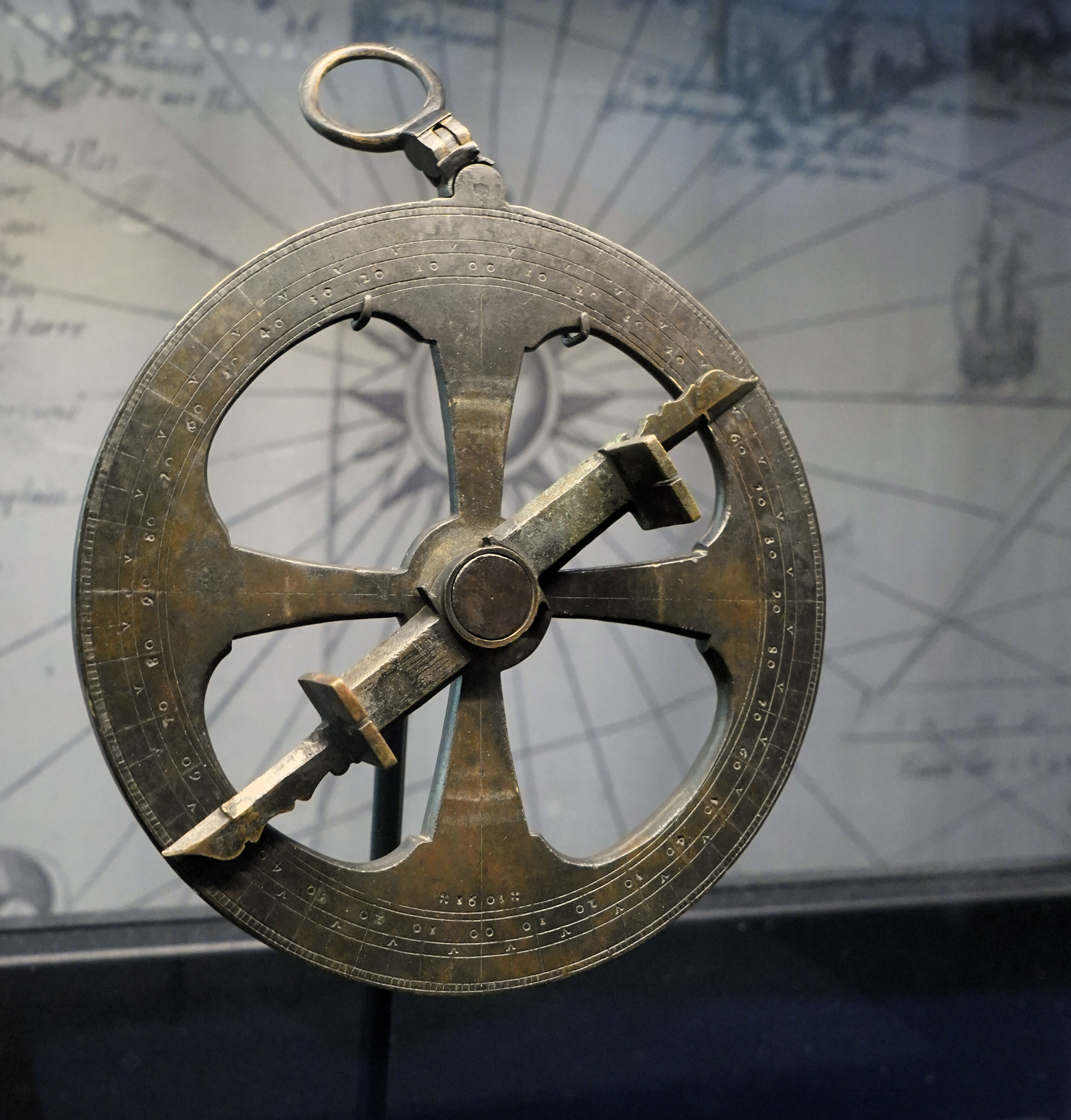
Cet astrolabe authentique a été fabriqué en France en 1603. Il aurait été perdu lors de l'expédition de Champlain dans la région de l’Outaouais, en 1613.

À l'instigation de Nicolas de Vignau, Champlain remonte alors la rivière des Outaouais vers le pays des Hurons. Il s'arrête à un campement d’une tribu algonquine, les Kichesipirinis, sur l'île aux Allumettes. Pour conserver le rôle des Kichesipirinis comme intermédiaires entre les Français et les autres tribus amérindiennes, le chef Tessouat contredit Vignau à propos de la route vers la baie d'Hudson. Il se montre également très réticent devant l'intention de Champlain de poursuivre son voyage vers le lac Nipissing. Après quelques cadeaux et échanges diplomatiques, l'explorateur rebrousse chemin et rentre à Québec. En cours de route, Champlain perd son astrolabe,.

### Retour et constitution de la Compagnie des marchands
Le 3 juillet 1613, à Tadoussac, le malouin sieur de Maisonneuve offre à Champlain de traverser à bord de son navire. Du 8 août au 26 août 1613, Champlain voyage de Tadoussac à Saint-Malo à bord d'un navire commandé par Maisonneuve. Il entre à ce port le 26 août.
L'explorateur y vit les marchands « auxquels il remontra qu'il était facile de faire une bonne Association pour l'avenir à quoi ils se sont résolus, comme ont fait ceux de Rouen ». Le 14 novembre 1613, le prince de Condé, vice-roi, obtint le monopole de la traite au-dessous de Québec jusqu'à Matane, pour une durée de onze années en liant les associés dans la Compagnie des Marchands de Rouen et de Saint-Malo. Elle porte aussi le nom de Compagnie de Champlain, soulignant le rôle important du lieutenant du vice-roi.
« En novembre, à Paris, l'acte de constitution de la Compagnie des marchands est signé. Elle est composée de trois marchands de Saint-Malo et de trois marchands de Rouen. Champlain signe l'acte en tant que fondé de pouvoir du prince de Condé. La compagnie achète de Pierre Du Gua de Monts le poste de Québec pour la somme de trois mille neuf cents livres tournois. Du Gua de Monts entre dans la compagnie pour une somme de trois mille livres et Champlain, pour mille huit cents livres. »
La « compagnie de Canada » est aussi connue sous le nom de « Compagnie de Condé ».
Vers la fin de l'année, Champlain relate ses dernières explorations sous le titre « Quatriesme Voyage ». Ce récit, ainsi qu’une nouvelle carte, sont ajoutés à l’édition des Voyages (1604-1612). Il y écrit un compte-rendu du voyage en amont de la rivière des Outaouais.
En 1614 les affaires retiennent Champlain en France. À Fontainebleau, il présente au roi l’état de la Nouvelle-France : le commerce de la traite y est excellent. Le prince de Condé, vice-roi, et Louis Houël, secrétaire du roi, appuient Champlain qui obtient des religieux que la Compagnie devra entretenir.

### 7evoyage au Canada (1615-1616)
Il retourne en Nouvelle-France au printemps 1615, cette fois-ci avec quatre Récollets afin de promouvoir la vie religieuse dans la nouvelle colonie.
Du 24 avril 1615 au 25 mai 1615, Champlain traverse au Canada, accompagné des missionnaires récollets Denis Jamet, Jean Dolbeau, Joseph Le Caron et Pacifique Du Plessis. Champlain s’embarque à Honfleur sur le Saint-Étienne; avec le Don de Dieu et le Loyal, ils navignent ensemble vers Tadoussac et Québec.

#### Première messe sur l'île de Montréal

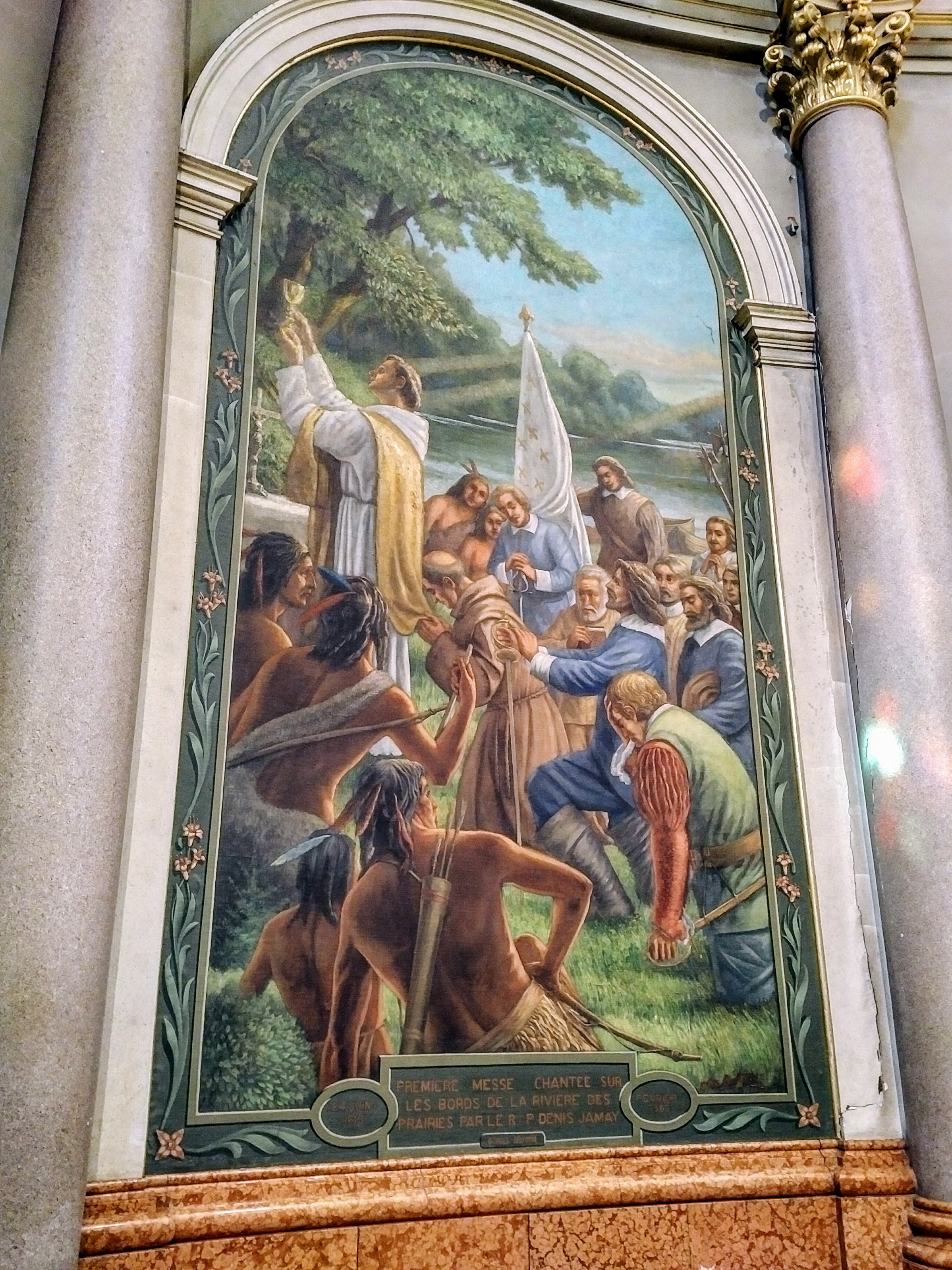
Première messe chantée sur les bords de la rivière des Prairies par le R. P. Denis Jamay, 24 juin 1615. Peinture à l'intérieur de la basilique Marie-Reine-du-Monde à Montréal, février 1908 par Georges Delfosse.

La première messe célébrée sur l'île de Montréal eut lieu le 24 juin 1615 à la rivière des Prairies, par le père Denis Jamet assisté du père Joseph Le Caron, récollets.
Au sujet de cette première messe dite sur l'île du Mont Royal, Samuel de Champlain déclare :

« et le jour suivant, je party de là pour retourner à la rivière des Prairies, où estant avec deux canaux de Sauvages, je fis rencontre du père Joseph [Le Caron], qui retournoit à notre habitation, avec quelques ornements d'Église pour celebrer le saintc Sacrifice de la messe, qui fut chantee sur le bord de ladite riviere avec toute devotion, par le Reverend Pere Denis [Jamet], et Pere Joseph [Le Caron], devant tous ces peuples qui estoient en admiration, de voir les ceremonies dont on fait et des ornements qui leur sembloient si beaux, comme chose qu'ils n'avoient jamais veuë: car c'estoient les premiers qui ont celebré la Saincte Messe. »

#### Première exploration aux Grands Lacs

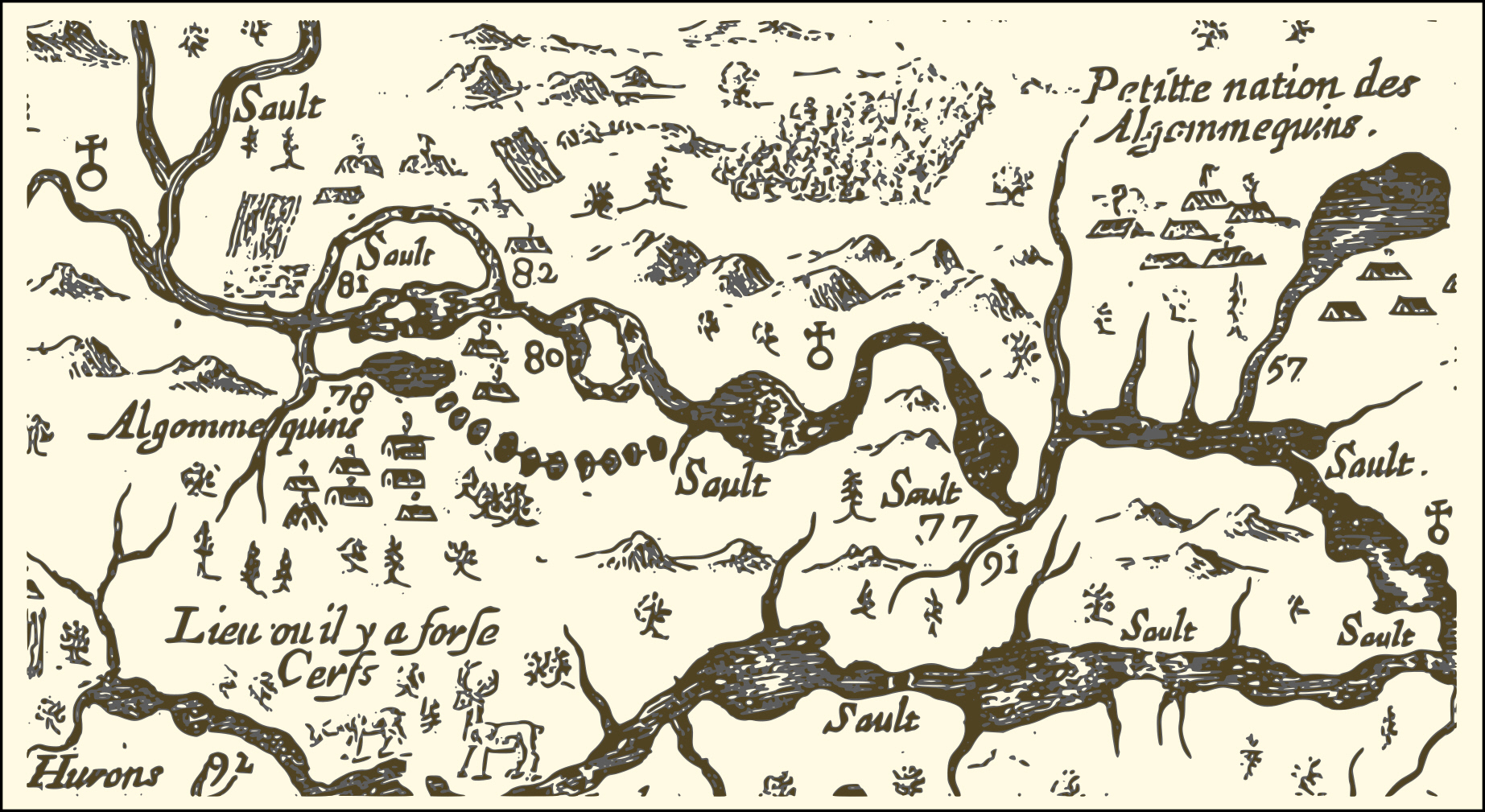
Carte des étapes numérotées de l'expédition de Champlain le long de la rivière des Outaouais.

#### Second voyage de Samuel de Champlain dans les Pays d'en Haut et expédition guerrière.
Parti de Québec le 9 juillet 1615, Champlain atteint la baie Georgienne en compagnie de deux Français, dont l'un est probablement Étienne Brûlé. Utilisant la grande route de la traite (rivière des Outaouais, rivière Mattawa, lac des Népissingues, rivière des Français et baie Georgienne), Champlain accède alors au cœur du pays des Hurons.
Il atteint le grand lac Attigouautan (lac des Hurons) qu’il appelle mer Douce. Explorant le pays, il maintient son allégeance aux autochtones Algonquins et Hurons-Ouendat. Il voyage de village en village jusqu'à Cahiagué, situé sur les rives du lac Simcoe et lieu de rendez-vous militaire. Là, un groupe de guerriers autochtones auquel appartient Étienne Brûlé, part en direction du sud pour susciter la participation des Andastes au combat contre les Iroquois. Il décide alors de poursuivre la guerre contre les Iroquois.

#### Attaque de 1615 contre les Onontagués

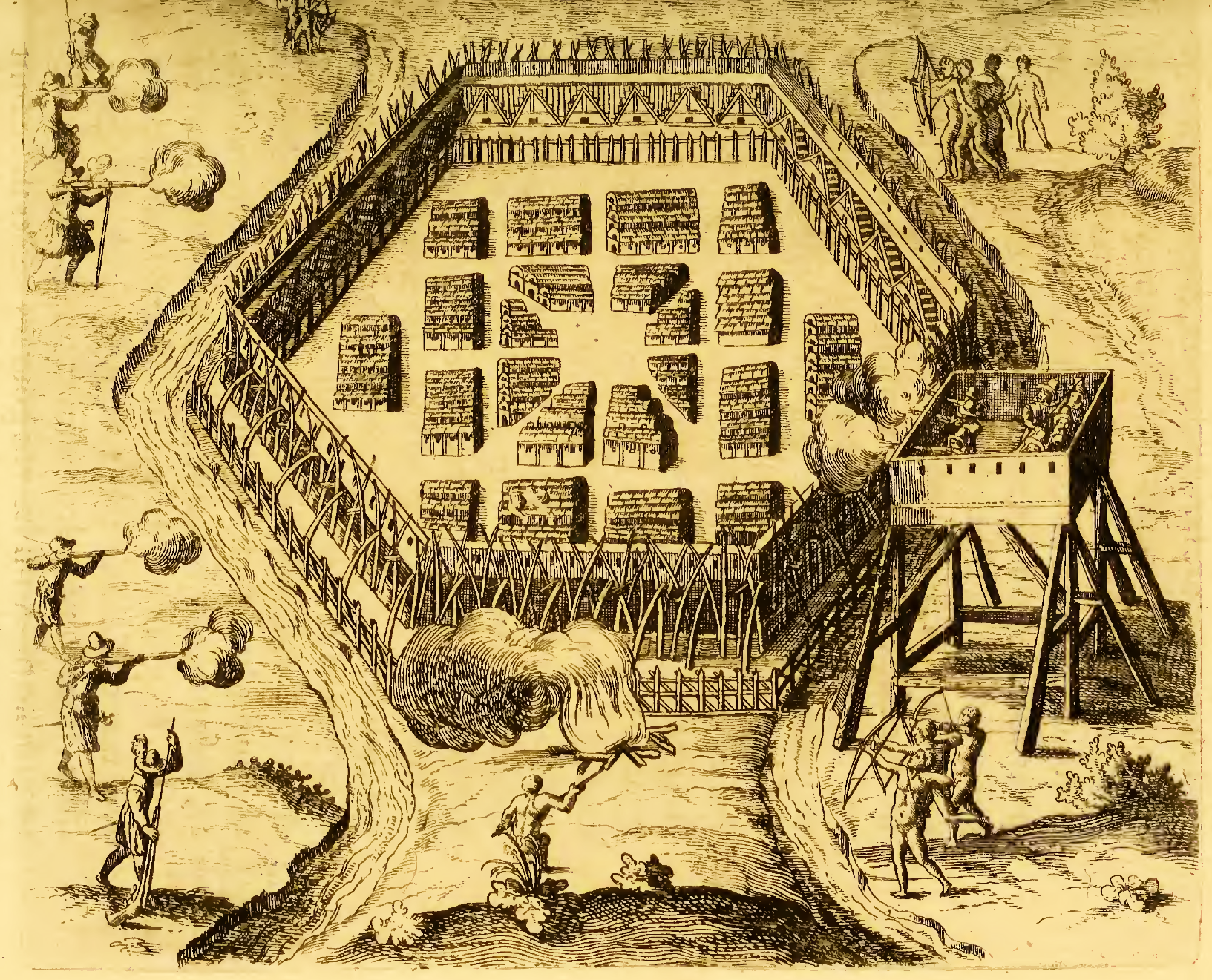
En 1615, Champlain attaque les Onontagués, au bord du lac Onondaga.

Le 1er septembre, débute l'expédition militaire de Cahiagué. Avec un important contingent de guerriers hurons, Champlain accompagné des quelques Français se dirige vers l'est puis traverse l'extrémité orientale de l'actuel lac Ontario. Ils cachent les canots et poursuivent leur route à pied longeant la rivière Onneiout (Oneida). Parvenus à un fort iroquois situé entre les lacs Oneida et Onondaga, ils livrent bataille car les Hurons font pression pour attaquer prématurément : l'assaut échoue.
Il tente de capturer le fort avec un cavalier, un engin de siège européen constitué d'une terrasse ou plateforme surélevée pour tirer des coups d'armes à feu. Simultanément, ses alliés tentent de brûler la palissade. Champlain est blessé deux fois aux jambes par des flèches, dont une dans le genou. L'attaque dure environ trois heures, jusqu'à ce que les attaquants soient forcés de fuir.
Champlain estime que l'attaque fut un échec, mais les Indiens des deux côtés trouvent ce raid de vengeance très réussi. Cette attaque mena à une longue période pacifique. Champlain est blessé d'une flèche au genou. Des Hurons le ramènent dans leur bourgade en le portant à tour de rôle sur leur dos.

#### Un hivernement forcé en Huronie
Champlain désire alors revenir au Sault Saint-Louis, mais les Hurons insistent pour qu'il passe l'hiver avec eux : ils refusent de l'y mener avant le printemps suivant. Champlain doit donc hiverner en Huronie.
Il profite de son long séjour dans la région pour explorer le sud-ouest, les Pétuns et les Cheveux-Relevés (sud de la Huronie et de la péninsule Bruce).
Lors d'une grande chasse au cerf en compagnie de Hurons, Champlain se perd en forêt pour avoir suivi un bel oiseau. Il erre pendant trois jours dans les bois, dormant sous les arbres, jusqu'à ce qu'il fasse par chance une rencontre avec un Amérindien.
Il passe le reste de l'hiver apprenant « leur pays, leurs façons, leurs coutumes, leur mode de vie ». Il prend le temps de rédiger une description détaillée du pays, des mœurs, des coutumes et de la façon de vivre des Autochtones. Il s'émerveille devant la beauté du paysage et la fertilité des lieux. Il ne tire cependant que des renseignements limités sur l'Ouest mystérieux, car en raison des guerres qui sévissent entre les diverses nations, les Autochtones ont peu voyagé dans cette direction.
Tous le croient mort, tant en Huronie qu'à Québec.
Le 22 mai 1616, il quitte la contrée des Hurons ; à la fin de juin, il est de retour au Sault Saint-Louis et le 11 juillet il est de retour à Québec.
Il passe quelque temps à agrandir le fort et repart pour la France le 20 juillet.

### 8evoyage au Canada en 1617
En France, Champlain apprend que le Prince de Condé a été arrêté. Le maréchal de Thémines est promu au titre de vice-roi.

« De fait, le maréchal de Thémines se fit donner la charge de vice-roi : Champlain demeura quand même lieutenant et les associés allèrent jusqu’à montrer un zèle soudain à l’égard de la colonie, mais le tout « s’en alla en fumée » et, quand Champlain voulut, en 1617, s’embarquer à Honfleur, l’associé Daniel Boyer lui signifia qu’il n’était plus le lieutenant du vice-roi. Champlain partit quand même pour la Nouvelle-France où il ne fit qu’un bref séjour (ce voyage de 1617 a été mis en doute, mais il demeure possible, même si nous retrouvons Champlain à Paris le 22 juillet). »

— Trudel 2003
Champlain arrive à Tadoussac le 14 juin et met les voiles vers Québec, pour un très bref séjour au Canada. Le 20 juillet, il est de retour en France.

### En France, projets pour la Nouvelle-France et Québec,Ludovica(1617 à 1618)
En février 1618, Champlain tente d'impressionner en adressant deux mémoires, l’un à Louis XIII et l’autre à la Chambre du Commerce, qui énoncent tout un programme, afin d'augmenter le soutien de ses efforts en Nouvelle-France.
Il traite d'importantes considérations, dont le danger de laisser sans forts les rives du Saint-Laurent en raison de la présence des Flamands. Il fait des projets :

« par la Nouvelle-France, on pourrait « parvenir facilement au Royaume de la Chine et Indes orientales, d’où l’on tireroit de grandes richesses » ; la douane que l’on percevrait à Québec sur toutes les marchandises en provenance ou à destination de l’Asie  « surpasseroit en prix dix fois au moins toutes celles qui se lèvent en France » ; on s’assurerait un pays de « près de dix-huict cens lieues de long, arrousé des plus beaux fleuves du monde » et l’on établirait la  foi chrétienne parmi une infinité d’âmes. Pour asseoir solidement la Nouvelle-France, Champlain propose qu’on établisse à Québec, dans la vallée de la rivière Saint-Charles, « une ville de la grandeur presque de celle de Sainct-Denis, lacquelle ville s’appellera, s’il plaict à Dieu et au  roy, Ludovica » ; un fort dominerait cette ville ; un autre serait construit sur la rive sud du fleuve, un troisième à Tadoussac. On mènerait au pays 15 Récollets, 300 familles de quatre personnes et 300 soldats ; le roi enverrait quelqu’un de son conseil pour  « establir et ordonner des loix fondamentales de l’estat » et une justice gratuite. »

— Marcel Trudel
Concernant le commerce, Champlain estime que la colonie peut produire un revenu annuel d'approximativement 5 400 000 livres, principalement de la pêche, des mines, des fourrures et des profits comme résultat à la « plus courte route vers la Chine ». La Chambre de Commerce en est convaincue immédiatement et Champlain regagne son monopole sur la traite de la fourrure. Le Roi charge ses associés de « poursuivre tout le travail qu'il sera jugé nécessaire pour établir les colonies qui voudront se retrouver dans le-dit pays ».

### 9evoyage au Canada. Honfleur à Trois-Rivières (1618)
Champlain s'embarque à Honfleur le 24 mai 1618. Il arrive à Percé le 15 juin.
Il quitte Tadoussac le 30 juillet pour accoster en France à Honfleur le 28 août.
Les Britanniques sont parvenus à obtenir la liberté des échanges. Aussi ses associés refusent-ils d'assurer la population de la colonie, craignant de ne pouvoir obtenir des fourrures que des colons. Champlain en est dérangé, écrivant « Ils pensaient… ils installaient une sorte de république là selon leurs propres notions. » Il fait valoir son droit de commander Québec, faisant signer à ses associés un contrat assurant qu'ils maintiendraient 80 personnes dans la ville de Québec.[pas clair]

### En France (1618-1620)
Son projet de retour prochain en la Nouvelle-France, est annulé quand les associés refusent à nouveau de reconnaître ses droits, et il est forcé de rester en France. Durant son séjour, il écrit un compte-rendu de ses voyages entre 1615 à 1618. En octobre 1619, le Prince de Condé est libéré et vend ses droits comme vice-roi au duc de Montmorency, amiral de France.[réf. nécessaire],

### 10evoyage au Canada (1620-1624)

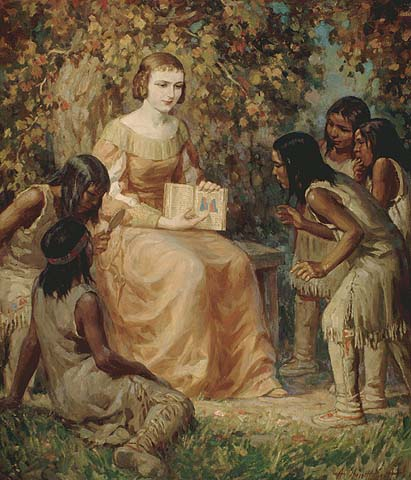
Madame Champlain enseignant aux enfants indiens, 1620. Crédit : Bibliothèque et Archives Canada, no d'acc 1991-36-1.

Le duc de Montmorency confirme Champlain dans sa fonction et, le 7 mai 1620, Louis XIII lui demande de maintenir le pays de Nouvelle-France « en obéissance à moi, faisant vivre le peuple qui est là-bas en aussi proche conformité avec les lois de mon royaume que vous le pouvez. » Champlain retourne immédiatement en Nouvelle-France à bord du Saint Étienne, et se concentre désormais sur l'administration du pays plutôt que sur l'exploration.
Il s'embarque à Honfleur le 8 mai et il amène pour la première fois son épouse Hélène Boullé qui a maintenant 20 ans.
Champlain passe l'hiver à construire le Fort Saint-Louis au haut du Cap Diamant. À la mi-mai, il apprend que la traite de fourrure est prise en main par une autre compagnie, dirigée par les frères de Caën. Après quelques négociations tendues, il se décide à fusionner les deux compagnies sous la direction des de Caën. Champlain continue son travail sur les relations avec les Amérindiens et parvient à leur imposer un chef de son choix à lui. Il parvient également à signer un traité de paix avec les tribus iroquoises.
Champlain introduit en 1621 le système de documents notariés en Nouvelle-France. Le roi maintiendra ce système quand la Nouvelle-France devient colonie royale en 1663.
Champlain continue à travailler sur l'amélioration de son Habitation, posant la première pierre le 6 mai 1624. Le 5 juillet, il revient à Québec et continue à travailler à l'expansion de la colonie.
Sa jeune femme se mettant à dépérir, le 15 août, il retourne une fois de plus en France où il est encouragé à continuer son travail aussi bien qu'à continuer la recherche d'un passage vers la Chine.

### 11evoyage au Canada (1626-1629)
Le 24 avril 1626 Champlain est à Dieppe. La Sainte-Catherine appareille et il parvient à Québec le 5 juillet.

#### La Compagnie des Cent-Associés et nomination en tant que Commandant de la Nouvelle-France
En 1627, le cardinal de Richelieu marque son intérêt pour les affaires de Québec en créant la Compagnie des Cent-Associés. Champlain, tout comme Richelieu, en devient membre et actionnaire. Ce nouveau régime conduit Champlain à devenir, le 21 mars 1629 le « commandant en la Nouvelle-France en l’absence » du cardinal de Richelieu.

#### Chute de Québec

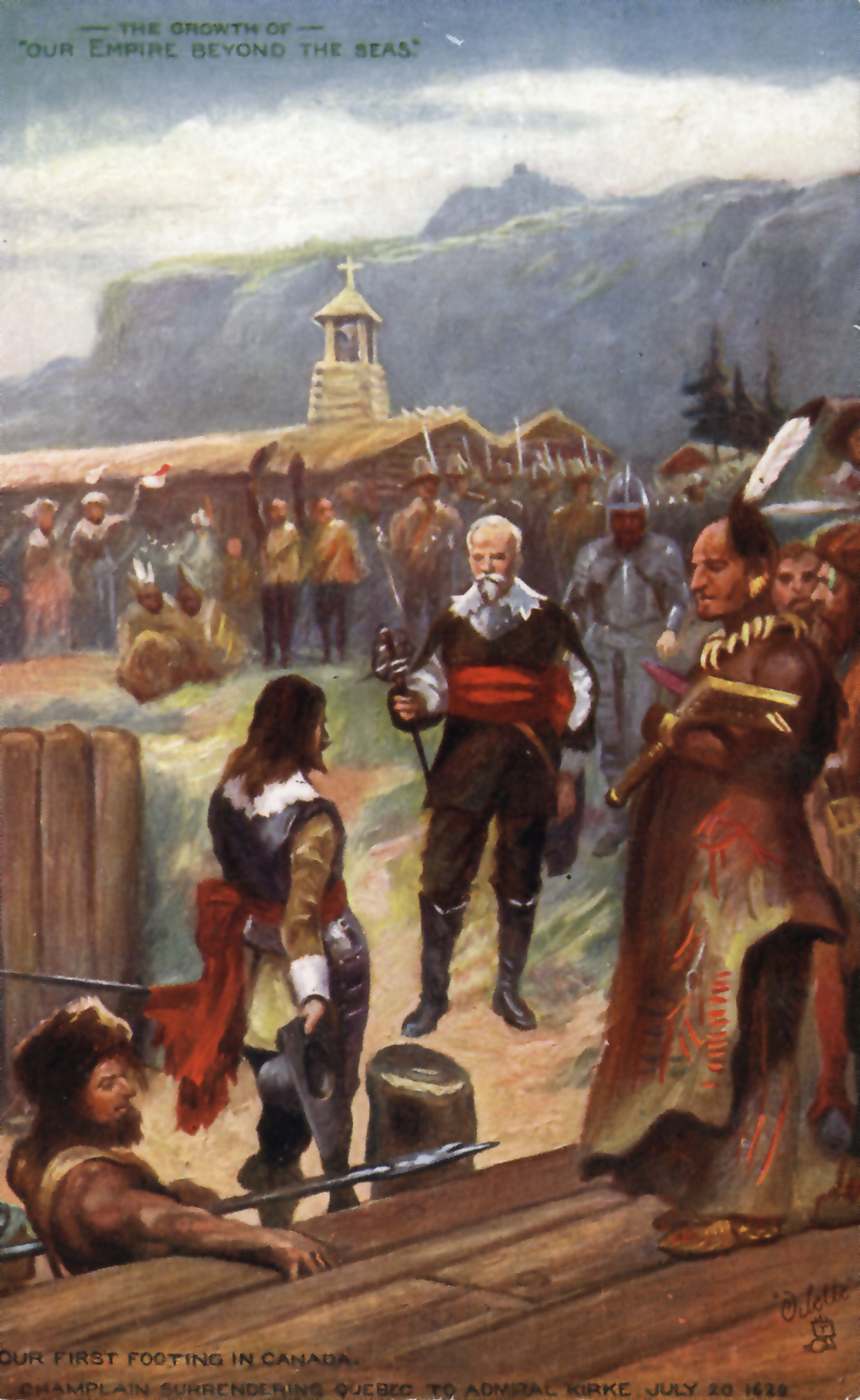
Le 20 juillet 1629, Champlain capitule à Québec, et rend la colonie à l'amiral Kirke. Dessin de R. Caton Woodville jr.

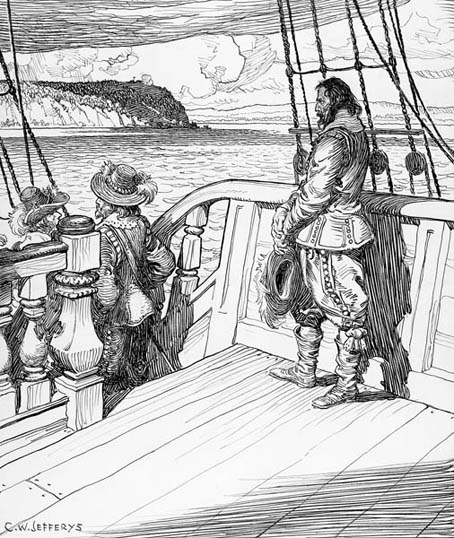
Champlain quitte Québec, prisonnier à bord du navire des Kirke. Dessin de Charles William Jefferys, 1942.

Les choses n'allaient pas se maintenir pour Champlain et son petit village. Les approvisionnements étaient au plus bas durant l'été de 1628 et les marchands anglais avaient pillé la ferme de Cap Tourmente au début de juillet. Le 10 juillet, Champlain reçoit une sommation de marchands anglais, Gervase Kirke et ses fils Lewis, Thomas et David Kirke. Ce sont des Huguenots français à la solde de l'Angleterre.Il refuse de faire affaire avec eux, mais en réponse les Anglais font le blocus de la ville avec leurs trois navires. Au printemps de 1629, les vivres atteignent un niveau extrêmement bas, la petite colonie est épuisée et Champlain est forcé d'envoyer des gens à Gaspé pour conserver les rations. Le 19 juillet, les frères Kirke arrivent et Champlain est forcé de négocier les termes de la capitulation de la ville, le 14 septembre 1629.
Champlain, les missionnaires, et presque tous les colons quittèrent la colonie.

### De retour en Europe (1629-1633)
Au 29 octobre, Champlain se retrouvait à Londres.
Durant les années suivantes, Champlain écrit Voyages de la Nouvelle France […], dédié à Richelieu, ainsi que son Traité de la marine et du devoir d'un bon marinier. Il est absent du Québec jusqu'au traité de Saint-Germain-en-Laye en 1632.

### 12eet dernier voyage au Canada. Fondation de Trois-Rivières (1633-1635)
Lorsqu'il revient d'Angleterre en France, le 1er mars 1633, Champlain réclame à Richelieu son poste de gouverneur (officieux) de la Nouvelle-France. Il obtient le titre de « commandant » à Québec, « en l'absence du ministre » (c'est-à-dire « lieutenant », comme auparavant). Champlain part de Dieppe (ou de Rouen, selon les sources) le 23 mars 1633 pour Québec, qu'il atteint le 22 mai (directement pour la première fois, sans transbordement à Tadoussac), après une absence de quatre ans. Plus de 200 personnes l'accompagnaient, à bord de trois navires : le Saint Pierre, le Saint Jean et le Don de Dieu (la devise de la ville de Québec est « Don de Dieu ferai valoir »).
En 1633, le chef algonquin Capitanal lui demande d'établir un poste permanent à Trois-Rivières. Convaincu de l'importance stratégique de l'emplacement pour la traite des fourrures, il y fera construire un fort qui servira à la fois au commerce et à l'occupation du territoire.
Le 18 août 1634, il envoie un rapport à Richelieu disant qu'il avait rebâti sur les ruines de Québec, élargi les fortifications, construit une autre habitation à quinze lieux en amont, aussi bien qu'une autre à Trois-Rivières. Il a aussi commencé une offensive contre les Iroquois annonçant qu'il voulait les éliminer ou les « ramener à la raison ».
Au mois d'octobre 1635, Champlain est frappé par une crise d'apoplexie. Paralysé, il meurt le 25 décembre 1635 à Québec où il est enterré. Les historiens n'ont pas réussi, à ce jour[Quand ?], à retrouver l'emplacement exact de sa sépulture.

## Généalogie

### Naissance
Samuel de Champlain serait né à Brouage, dans l'ancienne province de Saintonge en France, entre 1567 et 1580 ; il est mort à Québec (Canada, une des colonies du territoire français de la vice-royauté de Nouvelle-France) le 25 décembre 1635 Il n'existe pas de consensus sur sa date de naissance. Les publications la situent généralement en 1567,, mais les preuves formelles manquent car les registres de Brouage en ligne sont incomplets et ne commencent qu'en 1615,. L'estimation « 1567 » semble provenir de l'abbé Pierre Damien Rainguet dans son ouvrage publié en 1851.
L'abbé Laverdière, dans l'introduction de son édition des Œuvres de Champlain, en 1870, dit accepter ce dire de Rainguet, et il tente de démontrer que la date est plausible. Certaines sources présentent des variations importantes de cette estimation de l'année de naissance : ainsi, le professeur Marcel Trudel la situe d'abord en 1567, puis vers 1570, ajoutant ensuite « ou plus tard, vers 1580 ».

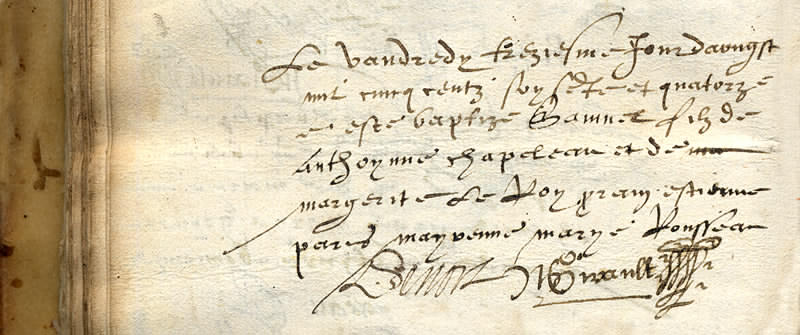
Acte de baptême supposé de Samuel, fils d'Anthoynne Chapeleau et de Marguerite Le Roy, le 13 août 1574, à La Rochelle.

En 2012, un acte de baptême a été identifié par un généalogiste poitevin Jean-Marie Germe. Cet acte des registres pastoraux, conservés aux Archives départementales de la Charente-Maritime et mis en ligne sur le site du Conseil général, du temple Saint-Yon de La Rochelle, capitale des Réformés, indique que le futur explorateur fut baptisé le 13 août 1574, au temple Saint-Yon. L'acte concerne un Samuel, fils d'Anthoynne Chapeleau et de Marguerite Le Roy. Cette attribution qui fait plutôt consensus est contestée par un historien français. Pour autant, rien n'indique que Champlain soit né dans cette ville. « On considère pour l'instant que la naissance a probablement eu lieu à Brouage et le baptême à La Rochelle », précise Jean-Marie Germe. En outre, dans un acte du 23 décembre 1573, devant le notaire Jean Villain, Antoine « Chappelain » (cependant rien n'indique sur cet acte une parenté avec Samuel Champlain), qui y vend 50 % d'une barque, est dit « pilote de navire à Brouage ». Les parents du futur explorateur, de confession protestante alors, se seraient rendus à La Rochelle, où ils font baptiser leur fils car Brouage ne comptait pas de temple protestant. Cet acte de baptême n'indique ni la date de naissance du fils ni son âge ni son lieu de naissance.
Brouage, anciennement Jacopolis, est fondée en 1555 et fortifiée en 1578 par le roi catholique de France (donc, ville catholique au milieu d'une région protestante), à la suite de l'annexion de la ville au domaine Royal en 1577, après sept années de contrôle par les protestants. Fondée par un protestant, la ville sera prise et reprise. De 1555 à 1569 elle est protestante, 1569 à 1570 elle est catholique, de 1570 à 1577 elle est protestante et puis définitivement catholique à partir de 1578. Champlain a pu naître à Brouage durant un de ces contrôles calvinistes, ce qui expliquerait son prénom biblique (Samuel), à connotation protestante,.
Samuel de Champlain est, selon son contrat de mariage (fin 1610), le fils de défunt « Anthoine de Champlain, capitaine de la Marine, et de Marguerite Le Roy », lui-même fils illégitime d’un gentilhomme.
Dans son livre Le rêve de Champlain, l'historien David Hackett Fischer propose l’hypothèse que Champlain aurait pu être un fils illégitime du roi Henri IV, conçu durant un séjour du futur roi à La Rochelle durant les guerres de Religion. Il souligne que Champlain bénéficiait, au cours de sa vie, de grandes faveurs de la part du roi, notamment d'une pension annuelle, et qu'il avait un accès très facile à celui-ci. En 1632, en parlant d'Henri IV, Champlain écrit : « Majesté, à laquelle j’étais obligé tant de naissance que d'une pension de laquelle elle m’honorait. » Cette rumeur d'une filiation est parvenue aux Algonquins de la vallée du Saint-Laurent et l'un d'entre eux affirme que Champlain le lui aurait dit lui-même. Cette rumeur n'a toutefois jamais été confirmée hors de tout doute, même si de plus en plus d'historiens tendent à reprendre cette thèse en étudiant la vie de Champlain et son inhabituelle proximité avec Henri IV,.

### Mariage à Hélène Boullé
Durant son séjour en France en 1610, Champlain épouse Hélène Boullé, une jeune fille de dix ans, dont le père Nicolas Boullé est huissier à la cour et « secrétaire de la chambre du roi ». À cause du bas âge de « l'épousée », le contrat de mariage stipule que la cohabitation des époux est remise à deux ans plus tard, mais Champlain touche dès la signature 4 500 des 6 000 livres de dot, une somme qui lui assure une sécurité financière sans ruiner sa belle-famille. Les fiançailles ont lieu le 29 décembre 1610 à Saint-Germain-l'Auxerrois à Paris. Née calviniste, Hélène Boullé se fait catholique deux ans plus tard. Les deux premiers témoins, Pierre Dugua de Mons et Lucas Legendre, marchand et bourgeois de Rouen, sont huguenots,.
En 1620, Hélène Boullé accompagne Champlain à Québec. Elle s'y ennuie, malgré la présence de son frère Eustache Boullé, qui vit à Québec depuis 1618, au service de Champlain. En 1624, elle retourne en France pour y demeurer définitivement.
En 1633, Champlain quitte à nouveau la France, sans elle, pour Québec, où il meurt à la Noël 1635, sans postérité. Elle n'hérite pas de lui, sans cesser pour autant de vivre à l'aise à Paris.
Dix ans plus tard, Hélène Boullé entre au couvent des Ursulines de Paris, prenant le voile sous le nom d'Hélène de Saint-Augustin. Elle donne tous ses biens à la communauté, pour bâtir un nouveau couvent à Meaux, où elle s'installe avec quatre religieuses. Elle y demeure pendant six ans, avant d'y mourir le 20 décembre 1654, à l'âge de cinquante-six ans,.

### Décès

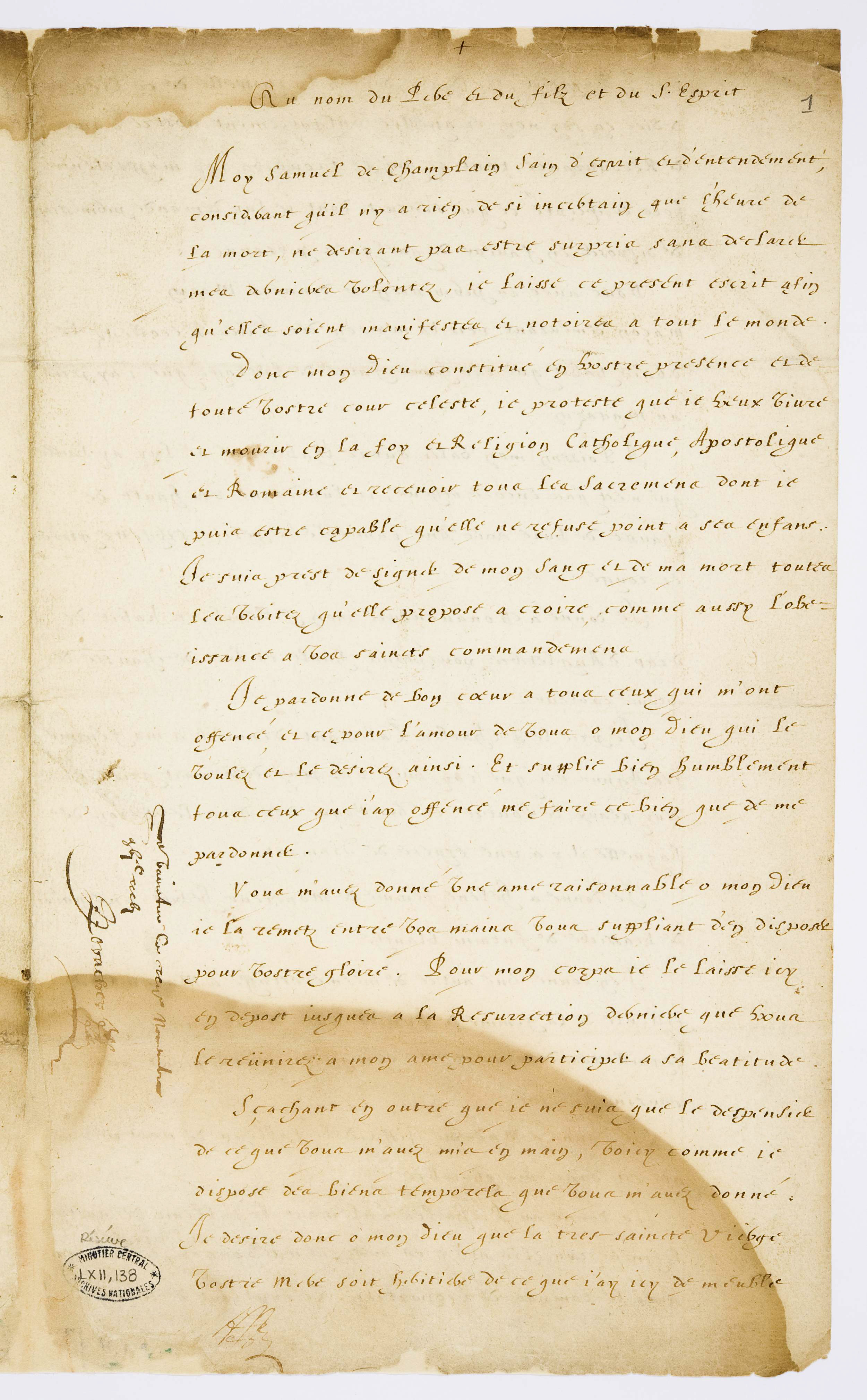
Testament de Champlain.

La cause de son décès résulte probablement d’un accident vasculaire cérébral. Sa santé a fortement décliné à la suite des événements majeurs dans sa vie. Selon l’historien Éric Thierry, il est probablement tombé en forte dépression à la suite de la chute de Québec en 1629 par les frères Kirke. Un autre élément à considérer, est également sa disgrâce auprès de Richelieu. Champlain était associé au parti des dévots qui menaçait le pouvoir royal. Selon Richelieu, la question religieuse doit être subordonnée à la raison d’État. Après la journée des Dupes des 10 et 11 novembre 1630, Champlain regagne progressivement la confiance de Richelieu, avec l’aide de Jean de Lauzon de la Compagnie des Cent-Associés et du père Joseph, éminence grise du cardinal de Richelieu.
Son dernier testament, signé à Québec le 17 novembre 1635, et déposé chez un notaire parisien le 22 septembre 1636, est contesté avec succès par sa cousine Marie Camaret (épouse de Jacques Hersant, fille de Georges Camaret, capitaine, et de Françoise Le Roy, une sœur de la mère de Champlain),,,. Un inventaire de ses biens a été dressé à la même période (21 septembre 1636).
Il est enterré temporairement dans une tombe sans nom, tandis que la construction était finie sur la chapelle de Monsieur le Gouverneur. En tant que tel, et malgré de nombreuses fouilles, l'emplacement exact du tombeau de Champlain reste à vérifier, mais le dossier est désormais fort bien documenté. Cette recherche est toujours présente aujourd'hui.
Champlain meurt sans descendance.

## Portrait et pensée

### Portrait en image

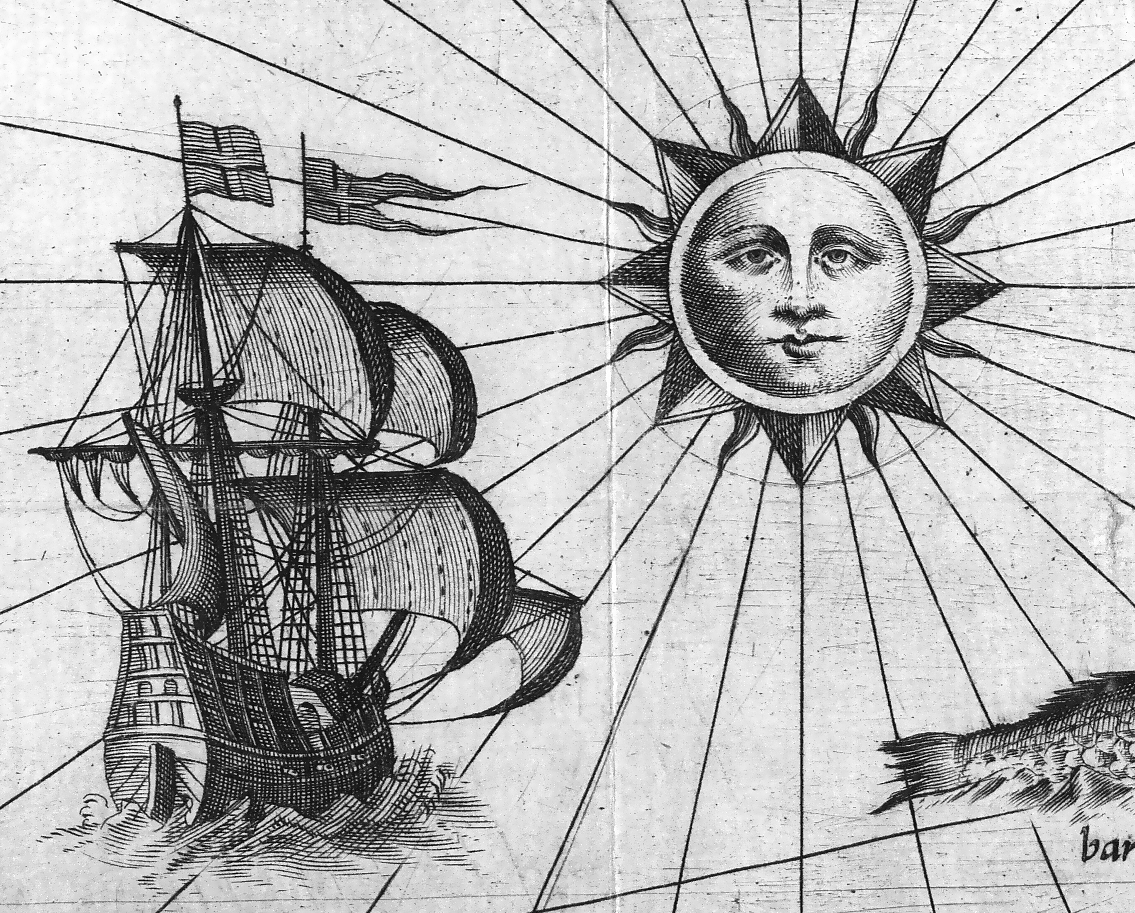
Détail de la carte de la Nouvelle-France de Champlain (1612). CARTE GEOGRAPHIQVE DE LA NOVVELLE FRANSE FAICTE PAR LE SIEVR DE CHAMPLAIN SAINT TONGOIS CAPPITAINE ORDINAIRE POUR LE ROY EN LA MARINE, faict len 1612. — À remarquer : le visage au centre d'une rose des vents.

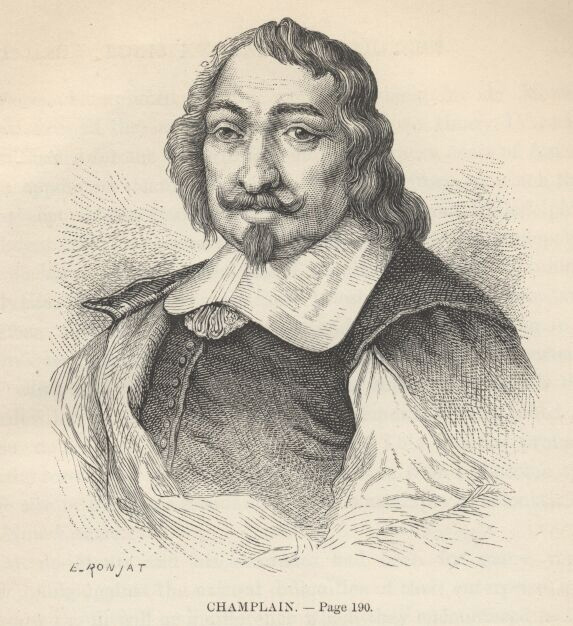
Gravure. Portrait factice de Champlain par E. Ronjat.

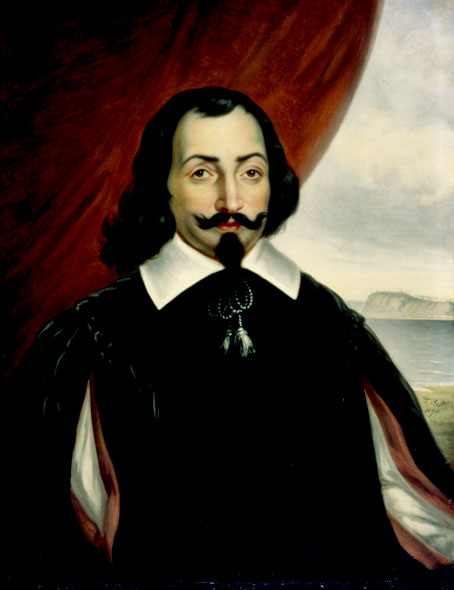
Portrait factice de Champlain, par Théophile Hamel (1870), d'après une gravure de Moncornet représentant Michel Particelli d'Émery.

Il n'existe pas de portrait authentique de Champlain. Toutes les représentations que l'on en donne sont des faux ou des interprétations. Les deux gravures, où de nombreux auteurs prétendent le voir en train de combattre les Iroquois, sont des créations pleines d'incongruités dues à un graveur de l'atelier des Pelletier.
Il est admis par les historiens que le portrait que l'on a cru longtemps (depuis environ 1850) être celui de Samuel de Champlain serait en fait celui d'un contrôleur des finances (1648) nommé Michel Particelli d'Émery. Il est toutefois souvent coutume, faute de mieux, de représenter Champlain sous ces traits. Selon une théorie de l'historien Marcel Trudel, sur des cartes géographiques de l'Amérique du Nord dessinées par Samuel de Champlain en 1612 et 1632, figurent au centre d'une rose des vents, l'autoportrait de Champlain. Les chercheurs Denis Martin et André Vachon réfutent l'hypothèse de Marcel Trudel. Denis Martin conclut : « La réponse est toute simple : Nous sommes ici devant une représentation courante du soleil. Ce visage apparaît sur les cartes de Champlain au cœur de la rose des vents, à l'endroit où dans la plupart des autres cartes de l'époque convergent les rayons des trente-deux aires de vent divisant la boussole ou compas de mer… Dans la carte de 1632, le visage symétrique et bienveillant composé dans la lunette de la rose ou du compas - avec sa fleur de lys pointant vers le nord-est - est celui du dieu Helios, un motif conventionnel dans l'imagerie à l'époque de Champlain. »

### Relations avec les Amérindiens
« Champlain est probablement l'auteur qui nomme le plus de chefs indiens. Il les nomme par leur nom, s'informe de leur tradition. Et c'est très important, parce que c'est ce qui fait toute la différence, les liens que Champlain va établir avec les Indiens. S'il n'y avait pas eu ces alliances-là, le reste n'aurait pas pu marcher. Ce sont des alliances franco-indiennes qui permettent le développement de la Nouvelle-France »

— Denis Vaugeois.
L'historien William Henry Atherton porte un jugement sur les relations du grand explorateur avec les Iroquois :

« En arrivant au Canada [...] Il était sur le point de commencer la grande œuvre de la colonisation de la Nouvelle-France, qui sera une réussite, mais sa première étape d'importance fut une grave erreur, pour laquelle la Nouvelle-France souffrira pendant de nombreuses années. Toute l'histoire des attaques iroquoises, qui terrorisaient les établissements français et Montréal pendant tant d'années, est liée à la politique que vient de lancer le constructeur colonial du Canada. On se souvient que selon les commissions accordées aux émissaires au Canada, ils doivent prendre tous les moyens pour attirer les indigènes au christianisme, avec le privilège de contracter des alliances indigènes et si ceux-ci ne respectent pas les traités, de les y forcer par une guerre ouverte, et à faire la paix ou la guerre; tout cela, bien entendu, conformément à la dignité d'une grande puissance et suivant les méthodes établies de la diplomatie.
Arrivé au Canada au printemps de 1605 en tant que représentant du roi de France, la faute de Champlain est d'avoir risqué de mettre en péril l'avenir en prenant parti pour les Algonquins et les Hurons, qui étaient alors en guerre ouverte avec les Iroquois, ceci afin de sécuriser ses établissements de traite. Au lieu d'envisager que la future paix de la colonie dépend de sa neutralité, il est allé contre les Iroquois avec quelques colons et des armes modernes qui causent des ravages mortels et sèment la confusion.
Ces Iroquois sont désormais les ennemis irréconciliables des Français. Ils n'ont jamais oublié cette intrusion inutile des Français dans leurs querelles; ils furent implacables dans leurs attaques contre leurs alliés algonquins, et étaient prêts plus tard à s'allier avec les Anglais dans leur campagne contre la colonie. Cette situation a rendu très difficile le travail de christianisation et de civilisation des peuples. Dans la mesure du possible, la bourde de Champlain à la bataille du lac Champlain, le 29 Juillet, 1609, a été évitée dans les plans ultérieurs de colonisation des autres pays. »

— William Henry Atherton

### Cartographe et navigateur

Illustration de Champlain dans le Traitté de la marine..., Autre manière d'estimer que j ay veu pratiquer parmy aucuns Anglois bons nauigateurs, qui m'a semblé fort seure au respect des estimes que l'on fait ordinairement. Loch anglais, ligne à loch graduée, sablier de demi-minute, et bobine à loch.

Champlain partage par écrit pour ses pairs ses connaissances de navigation. Voir l'illustration du dessin de Champlain : Loch anglais, ligne à loch graduée, sablier de demi-minute, et bobine à loch.
Champlain explique le principe de fonctionnement du loch, un instrument de navigation maritime qui permet d'estimer la vitesse de déplacement d'un navire sur l'eau, soit sa vitesse relative en surface par rapport à la masse d'eau où il évolue.
« Le dispositif à gauche est une ligne nouée à des intervalles de sept brasses (quarante-deux pieds). À la fin de la ligne, on trouve un flotteur (triangle de bois appelé bateau), lesté pour s'enfoncer perpendiculairement au sens d'avancement du navire. Le dispositif comprend une petite « horloge de sable », mesurant le temps de demi-minute et une « planchette de 5. pieds de hauteur sur 15 pouces de largeur, qui soit divisée en 15. parties en sa longueur, & en cinq en sa largeur... »
La colonne de gauche de la planchette est divisée en intervalles de deux heures cumulant en tout vingt-quatre heures. Les trois dernières colonnes montrent des écritures typiques de loch (journal): par exemple, la première ligne indique que pour les premières trente secondes à deux heures du matin, le navire a navigué sur trois nœuds et deux brasses sur une route au nord-est (un point, ou 11° 15′du nord-est). La vitesse du navire au cours de ces trente secondes était donc de 3,13 milles par heure. Ce loch (journal) est en fait un échantillon
de seulement six minutes à voile sur plus de vingt-quatre heures. Dans cet exemple, le navire aurait parcouru 93,4 milles en vingt-quatre heures. »

### Homme de la Renaissance, incarnant l'esprit de tolérance de son époque
En 2004, le sénateur Serge Joyal prononça un discours lors de l'inauguration du buste-monument de Samuel Champlain, à Paris, où il décrit sa pensée : 

« Plus que tout autre, Samuel Champlain incarne l’esprit de son époque, et en fait, l’idéal véhiculé par la Renaissance. Champlain est vraiment un homme de la Renaissance, animé du désir de repousser les frontières du monde connu.  Mû par l’esprit et l’exemple des grands découvreurs, Colomb - Magellan - Cabot - Cartier, Champlain participe de ce groupe de promoteurs - marchands de Saintonge et La Rochelle, principalement protestants, vivement intéressés par les possibilités et le potentiel des découvertes.
C’est pourquoi, dans la petite équipe qui traverse l’Atlantique, menée par Pierre Dugua de Mons, il y a, à la fois, un pasteur et un prêtre. La tolérance, la cohabitation religieuse, en fait, la liberté de culte est ce qui est le plus remarquable. La société de l’époque sortait à peine des guerres de Religion qui avaient fait des milliers de victimes. Le bruit des cloches de la Saint-Barthelemy n’était pas si lointain.
Cette ouverture, on le devait à l’émergence de la liberté de pensée. Montaigne, le philosophe, le rappelait : «  Le doute est un mol oreiller pour une tête bien faite ». Cet appétit pour l’exploration, les découvertes, l’attrait des nouvelles expériences, Champlain l’incarne de manière bien personnelle. Ses écrits, publiés dès 1603, s’attardent à décrire ses observations, ses découvertes, la faune, la flore, la géographie, les ressources de la nature. Son approche, à l’égard des autochtones est celle d’une saine curiosité, du respect de leurs mœurs et de l’alliance à conclure.
Nous ne sommes plus dans l’esprit des croisades, de l’élimination des infidèles, ou de l’emprise brutale génocidaire pratiquée par les puissances coloniales ibériques en Amérique du Sud.
Champlain veut implanter, dans cette Nouvelle-France, les germes d’une nouvelle société, non la reproduction dans le nouveau Canada, des luttes et des carcans qui ont, par le passé, déchiré le royaume. Il veut d’abord connaître intimement le pays qu’il explore, mettre à profit tout le potentiel d’un type nouveau de liberté, faire émerger « l’esprit du pays » qui, dès les premières années, forge un nouveau type d’hommes, de femmes.
Champlain en vient progressivement à se former une vision de cette Nouvelle-France, qui tout en puisant aux sources de l’ancienne, dégage peu à peu le contour d’une nouvelle mentalité, ou manière d’être, une nouvelle forme de liberté, toute canadienne. »

— Serge Joyal, Discours de l'Honorable SERGE JOYAL, c.p., o.c., sénateur, Division sénatoriale de Kennebec (Québec), Installation du Buste-Monument de Samuel Champlain : Place du Canada à Paris, 29 septembre 2004 (lire en ligne)

## Œuvres

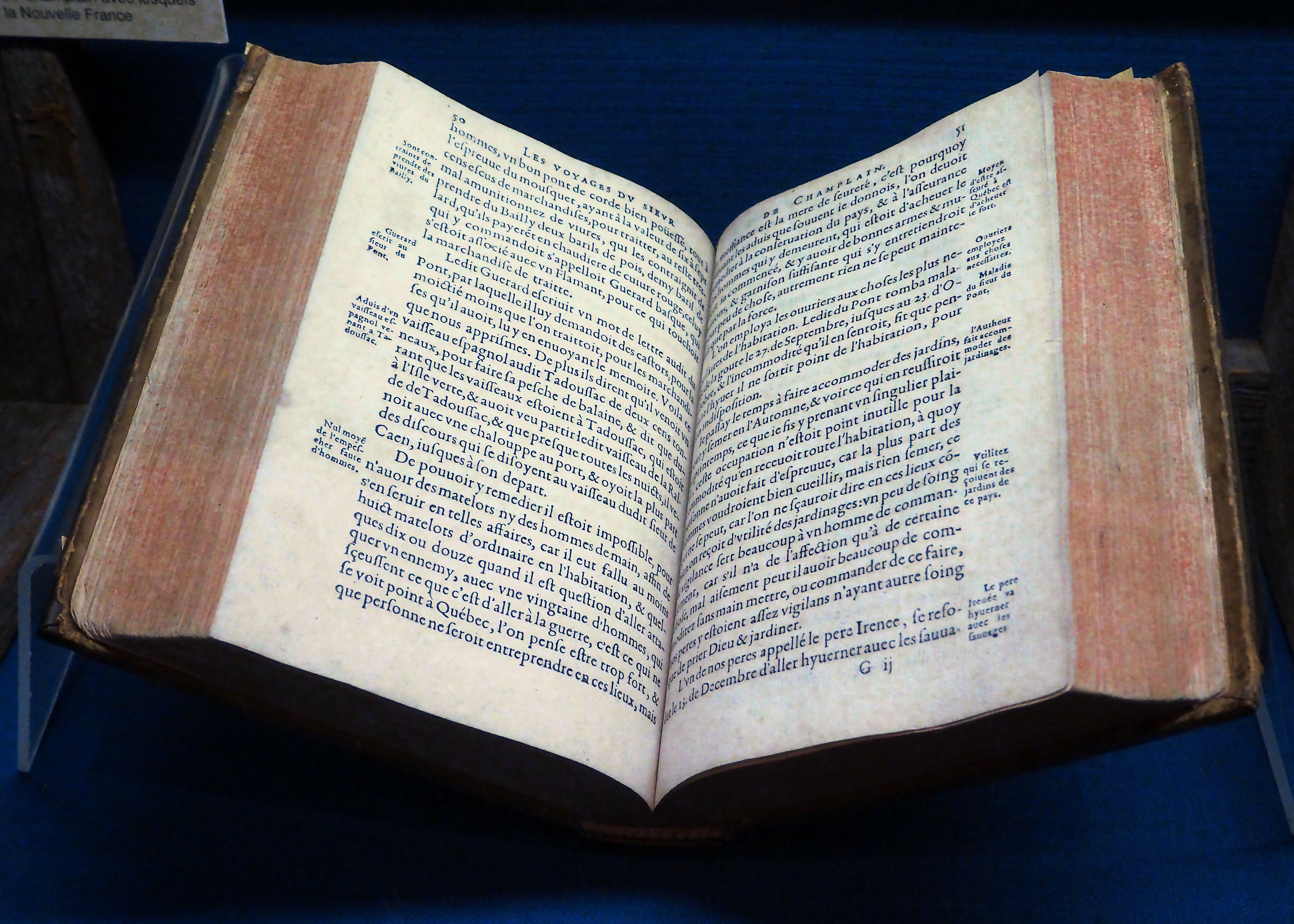
Voyages de Champlain, Édition de 1632 (musée Sainte-Marie-au-Pays-des-Hurons, Ontario)

Champlain est surtout lu pour ses chroniques de la Nouvelle-France (« Voyages » : œuvres publiées en 1603, 1613, 1619, 1632).
Brief Discours
Un seul ouvrage (écrit peu avant 1603), le Brief discours des choses plus remarquables que Samuel Champlain de Brouage a reconnues aux Indes Occidentales,, qu'il ne publie pas et qui lui est imputé, éclaire la période de sa vie comprise entre 1595 et 1601.
Œuvres originales
- Samuel de Champlain, « Les voyages dv sievr de Champlain Xaintongeois, capitaine ordinaire pour le Roy, en la marine, divisez en devx livres. » : « IOVRNAL TRES-FIDELE DES OBSERVAtions faites es deʃcouuertures de la Nouuelle France : tant en la deʃcriptiõ des terres, costes, riuieres, ports, haures, leurs hauteurs,& pluʃieurs declinaiʃons de la guide-aymant; qu'en la creãce des peuples, leur ʃuperʃtition, façon de viure & de guerroyer; enrichi de quantité de figures. », Paris, France, Iean Berjon, 1613, 434 (pdf) (lire en ligne)

Traitté de la marine et du devoir d'un bon marinier, 1632.

Son Traité de la marine et du devoir d'un bon marinier (1632) est publié en complément de ses relations de voyage.
- Samuel de Champlain, « Traitté de la marine et du devoir d'un bon marinier », dans Samuel de Champlain, « Les voyages de la Nouuelle France occidentale, dicte Canada, faits par le sr de Champlain Xainctongeois, capitaine pour le roy en la marine du Ponant, & toutes les descouuertes qu'il a faites en ce païs depuis l'an 1603. iusques en l'an 1629.... auec vn traitté des qualitez & conditions requises à vn bon & parfaict nauigateur pour cognoistre la diuersité des estimes qui se font en la nauigation... ensemble vne carte generalle de la description dudit pays faicte en son meridien selon la declinaison de la guide aymant, & vn catechisme ou instruction traduicte du françois au langage des peuples sauuages de quelque contrée, auec ce qui s'est passé en ladite Nouuelle France en l'année 1631 », A Paris, France, Chez Claude Collet au Palais, en la Gallerie des Prisonniers, à l'estoille d'or, 1632 (lire en ligne), p. 664 à 717
- Les cinq tomes des Œuvres de Samuel de Champlain telles qu'éditées par Charles-Honoré Laverdière en 1870

numérisés et accessibles sur le site du Projet Gutenberg et sur celui de la Bibliothèque et Archives nationales du Québec (BAnQ)
- Samuel de Champlain, Aux origines du Québec. Expéditions en Nouvelle-France. 1604-1611, texte en français moderne établi et présenté par Eric Thierry, Paris, Cosmopole, 2010, 279 p.  (ISBN 978-2-8463-0045-2)
- Samuel de Champlain, Les Fondations de l'Acadie et de Québec. 1604-1611, texte en français moderne établi, annoté et présenté par Eric Thierry, Québec, Septentrion, 2008, 294 p.  (ISBN 978-2-8944-8566-8 et 978-2-8966-4520-6)
- Samuel de Champlain, A la rencontre des Algonquins et des Hurons. 1612-1619, texte en français moderne établi, annoté et présenté par Eric Thierry, Québec, Septentrion, 2009, 240 p.  (ISBN 978-2-8944-8604-7 et 978-2-8966-4559-6)
- Samuel de Champlain, Au secours de l'Amérique française. 1632, texte en français moderne établi, annoté et présenté par Eric Thierry, Québec, Septentrion, 2011, 696 p.  (ISBN 978-2-8944-8676-4 et 978-2-8966-4669-2)

## Hommages

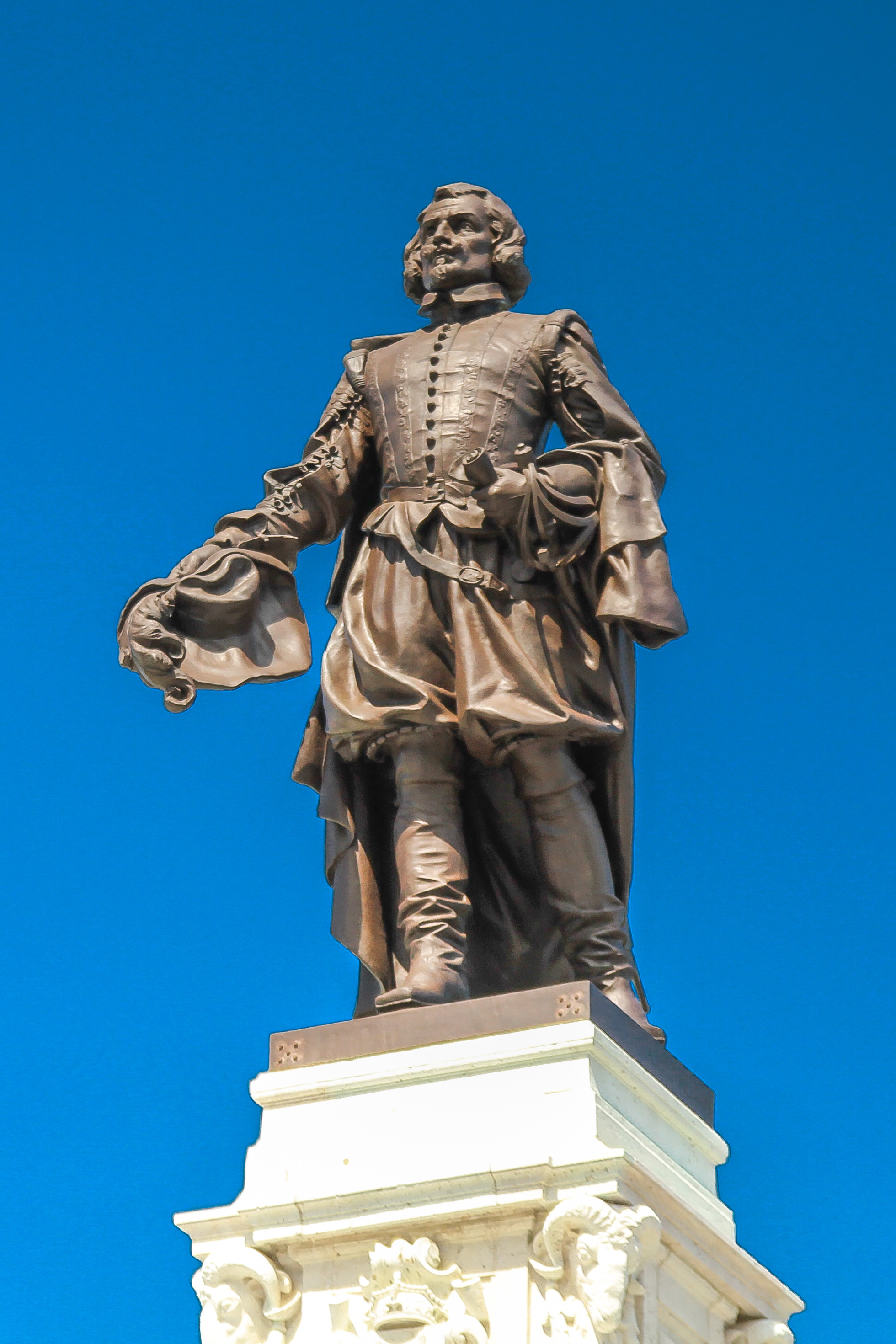
Statue de Samuel de Champlain, à Québec, au lever du soleil (avec un visage aussi expressif que celui ordinairement accordé à Jacques Cartier), par Paul Chevré (Paris, 1896-1898), tel que restauré pour 2008, à Québec depuis 1898, près du Château Frontenac, sur la terrasse Dufferin.

### Quelques citations
Pour l'historien canadien Joe C. W. Armstrong, ce 3 juillet 1608 est la date la plus importante dans l'histoire de la colonisation française en Amérique : non seulement fondation de la ville de Québec, mais aussi les débuts d'une nation, à savoir le Canada.

« Son fondateur n'est pas encore conscient de l'importance historique du geste qu'il pose, mais il vient de créer la plus ancienne colonie à avoir survécu en Amérique du Nord. »

— Joe C. W. Armstrong

« D’un point de vue humain, la Nouvelle-France a été un bien plus grand succès que la Nouvelle-Espagne ou que la Nouvelle-Angleterre ou que n’importe quelle colonie européenne en Amérique du Nord ou du Sud. En Acadie, dans la vallée du Saint-Laurent, dans les Grands Lacs, partout où a agi Champlain, les relations entre Français et Indiens ont été fusionnelles, intimes, créatrices. La Nouvelle-France n’a pas été un échec. Bien au contraire, c’est une formidable réussite, une leçon de vie et de savoir-vivre dont on n’a pas d’autre exemple dans toute l’histoire des Amériques.
[...] Champlain est le père des Québécois, des Acadiens, des Métis. Mais aussi de cette idée toujours vivace que nous sommes tous frères. Je crois profondément que nous avons tous beaucoup à apprendre de lui si nous voulons mieux vivre ensemble. »

— David Hackett Fischer

« Mais, bien que Gosnold et Weymouth l’eussent précédé en quelques points de ce littoral, le géographe Champlain nous laissa une cartographie si précise qu’il mérite le titre de premier cartographe de la Nouvelle-Angleterre. »

— Marcel Trudel

« Lors de mon assermentation, je tenais un livre sur Samuel de Champlain. J’avais toujours imaginé Champlain en conquistador débarqué avec ses soldats et marins pour planter le drapeau de la France et imposer la foi catholique. Mais grâce à ce livre, je me suis rendu compte que je n’avais rien compris de ce personnage historique incontournable, qui a appris plusieurs langues autochtones et qui s’est lié d’amitié avec presque toutes les tribus. Champlain a imposé l’État de droit et il a fait siennes la diversité et l’inclusion. Il croyait, finalement, aux valeurs du XXIe siècle ! »

— David Johnston, gouverneur général du Canada

« Si Antoine Natel n'eût pas été poussé à aller faire des aveux au capitaine Testu, sur la plage du Cul-de-Sac, un après-midi de juillet 1608, il n'y aurait probablement pas eu de Québec, pas de Nouvelle-France, pas de nation canadienne, et la statue colossale de Champlain, le grand fondateur, ne se dresserait pas aujourd'hui sur son admirable piédestal, au sommet du roc historique où il a jeté les fondations d'un pays catholique et français. »

— Thomas Chapais

« Rendre à Dugua de Mons l’hommage auquel il a droit ne porte aucunement ombrage à Champlain. Tout au contraire il est encourageant de voir la parfaite entente de ces deux hommes, l’un catholique et l’autre protestant, en vue de la création de Québec, cause qui leur tient à cœur autant à l’un qu’à l’autre. C’est ensemble qu’ils triompheront de la terrible coalition d’intérêts de marchands rivaux qui s’opposera à leur destin. »

— Maxime Le Grelle s.j., ancien curé de Brouage

### Lieux commémoratifs
En commémoration de la première messe de 1615, la ville de Montréal fit ériger en 1915 au milieu du parc Nicolas Viel une stèle en granit surmontée d'une croix. L'une des faces de cette stèle rappelle cette première messe célébrée à Montréal le 24 juin 1615, sur la rive de la rivière des Prairies, par le Père Denis Jamet. L'autre face rappelle le souvenir du père Viel et de son protégé, Ahuntsic. Cette stèle du sculpteur J.-C. Picher fut commandée par la Société Saint-Jean-Baptiste de Montréal. De plus, le visiteur pourra prendre connaissance de la toile du peintre Georges Delfosse à la cathédrale Marie-Reine du Monde dont l'illustration est tirée.
Un buste le représentant est installé dans le jardin de la Nouvelle-France (8e arrondissement de Paris). Dans le 20e arrondissement se trouve par ailleurs le jardin Samuel-de-Champlain.

Galerie de monuments, plaques commémoratives et statues
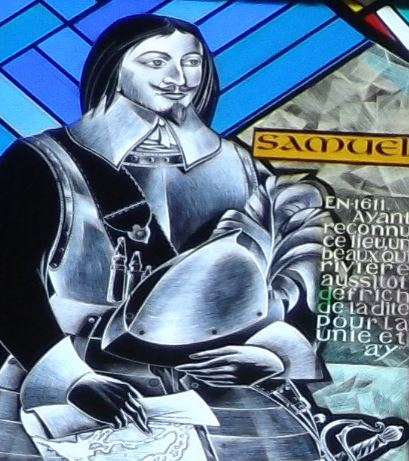
Vitrail de Samuel de Champlain dans l'église de Brouage, par Nicolas Sollogoub, 2007.
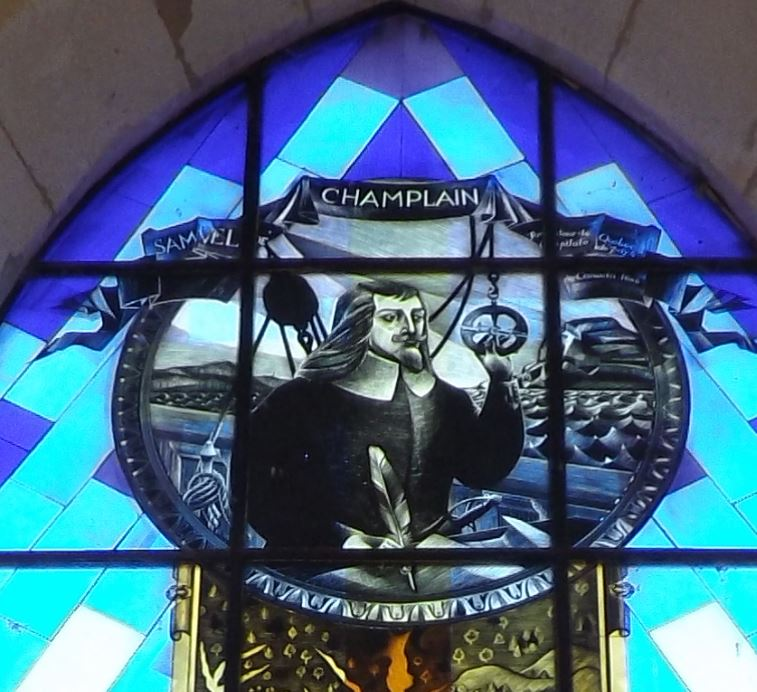
Vitrail de Samuel de Champlain dans l'église de Brouage
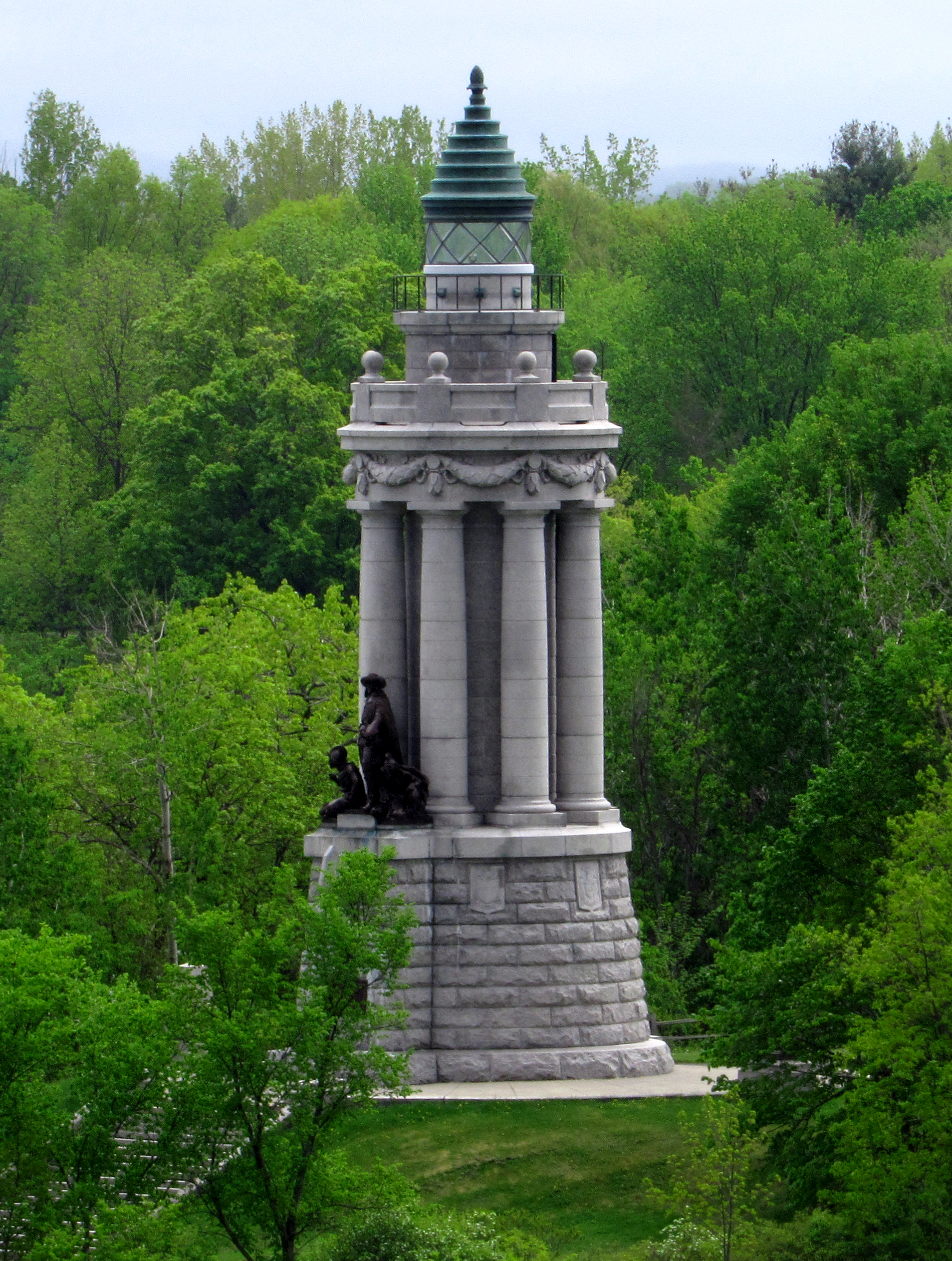
Monument à la mémoire de Champlain. Le Champlain memorial lighthouse était un ancien phare de Crown Point, New York.
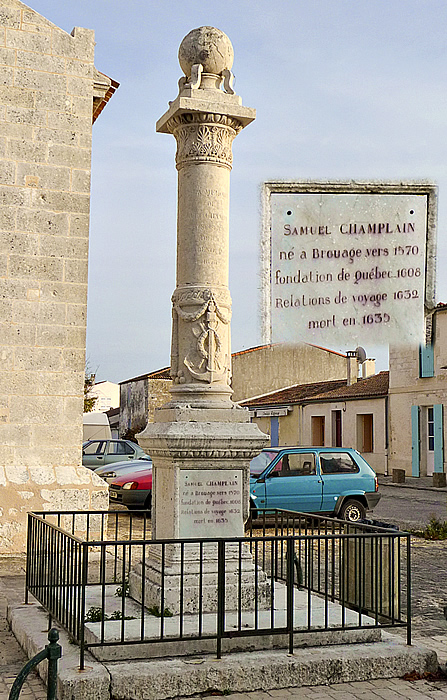
Monument à la mémoire de Champlain devant l'église de Brouage
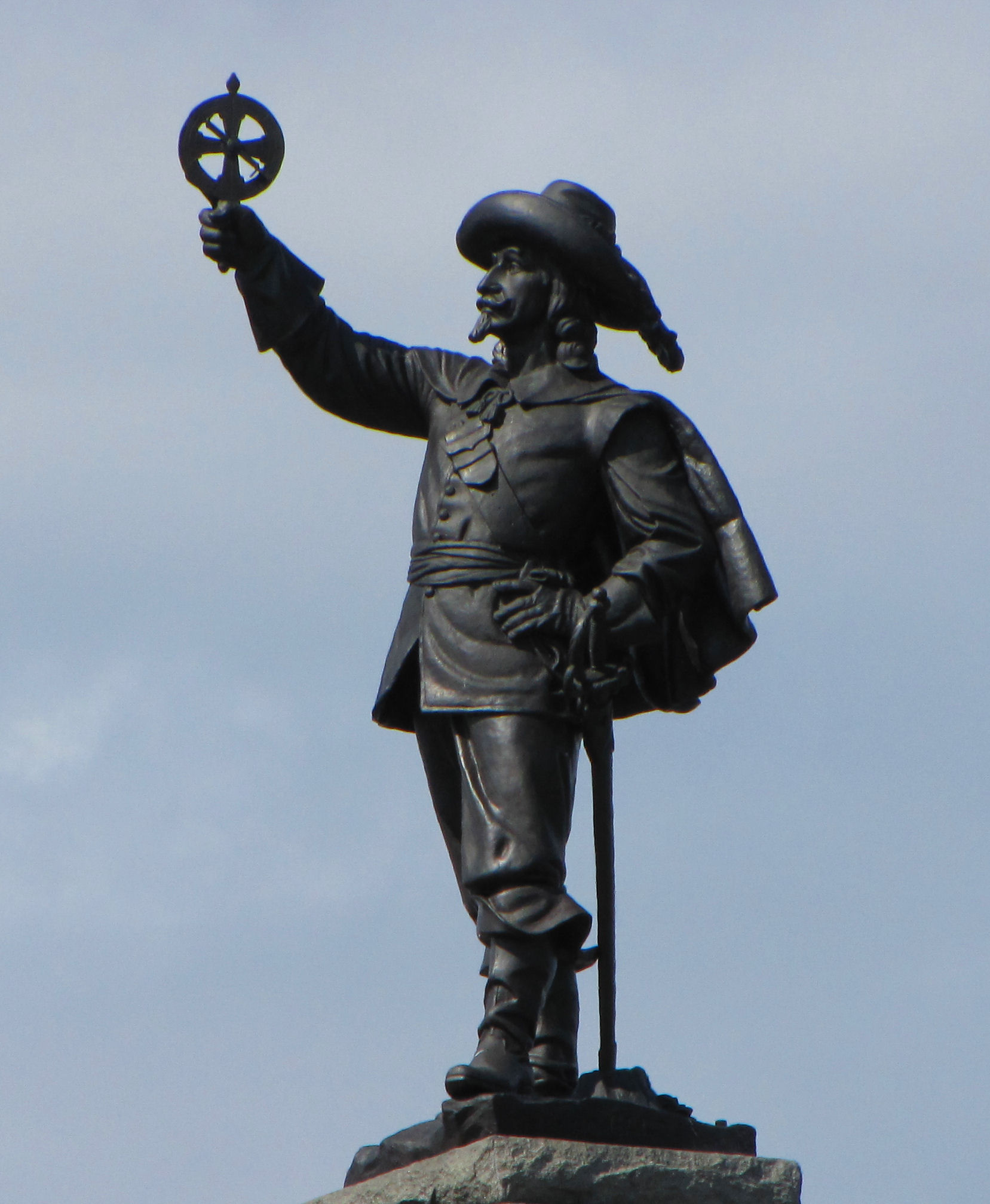
Statue de Samuel de Champlain à Ottawa
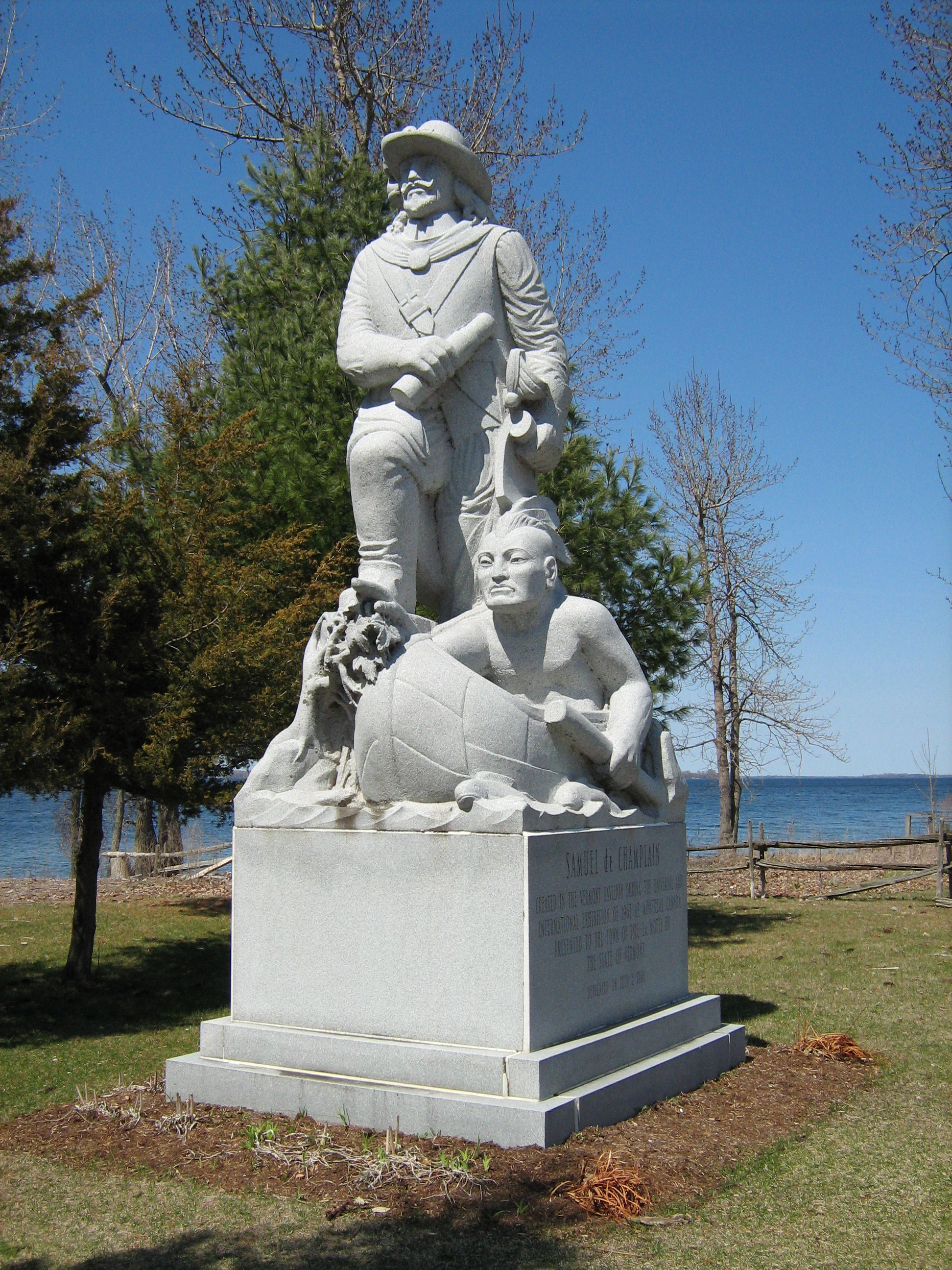
Statue de Champlain à Isle La Motte, Vermont, endroit supposé de son premier débarquement au Vermont.
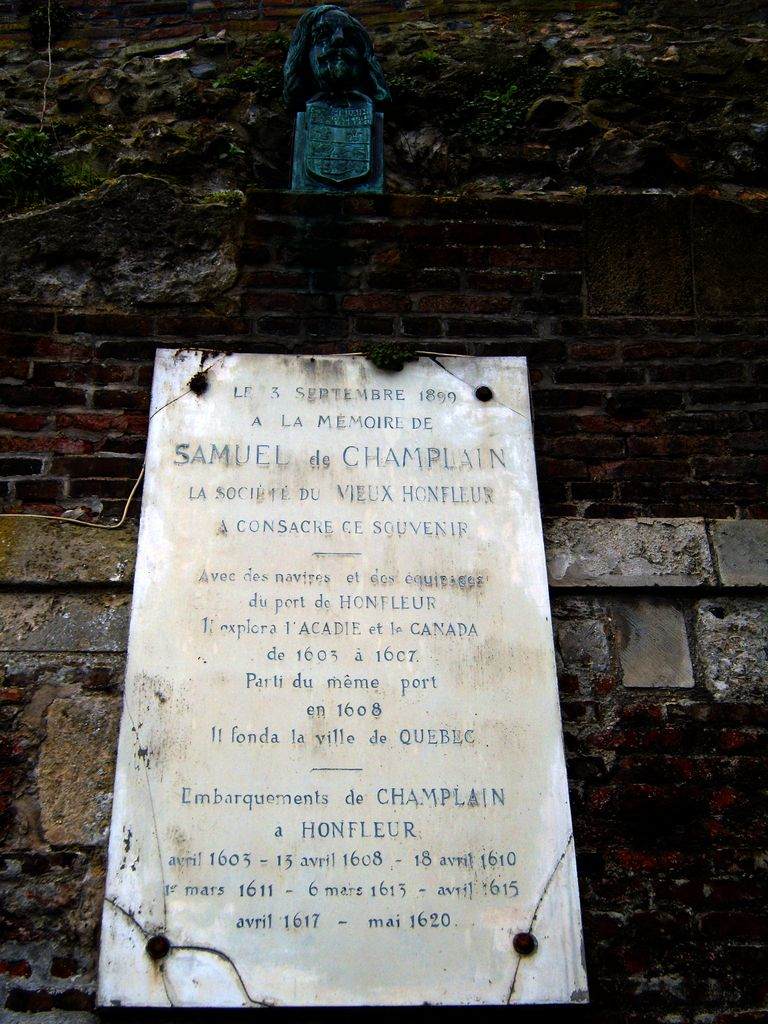
Plaque commémorative des départs de Champlain dans le port de Honfleur.
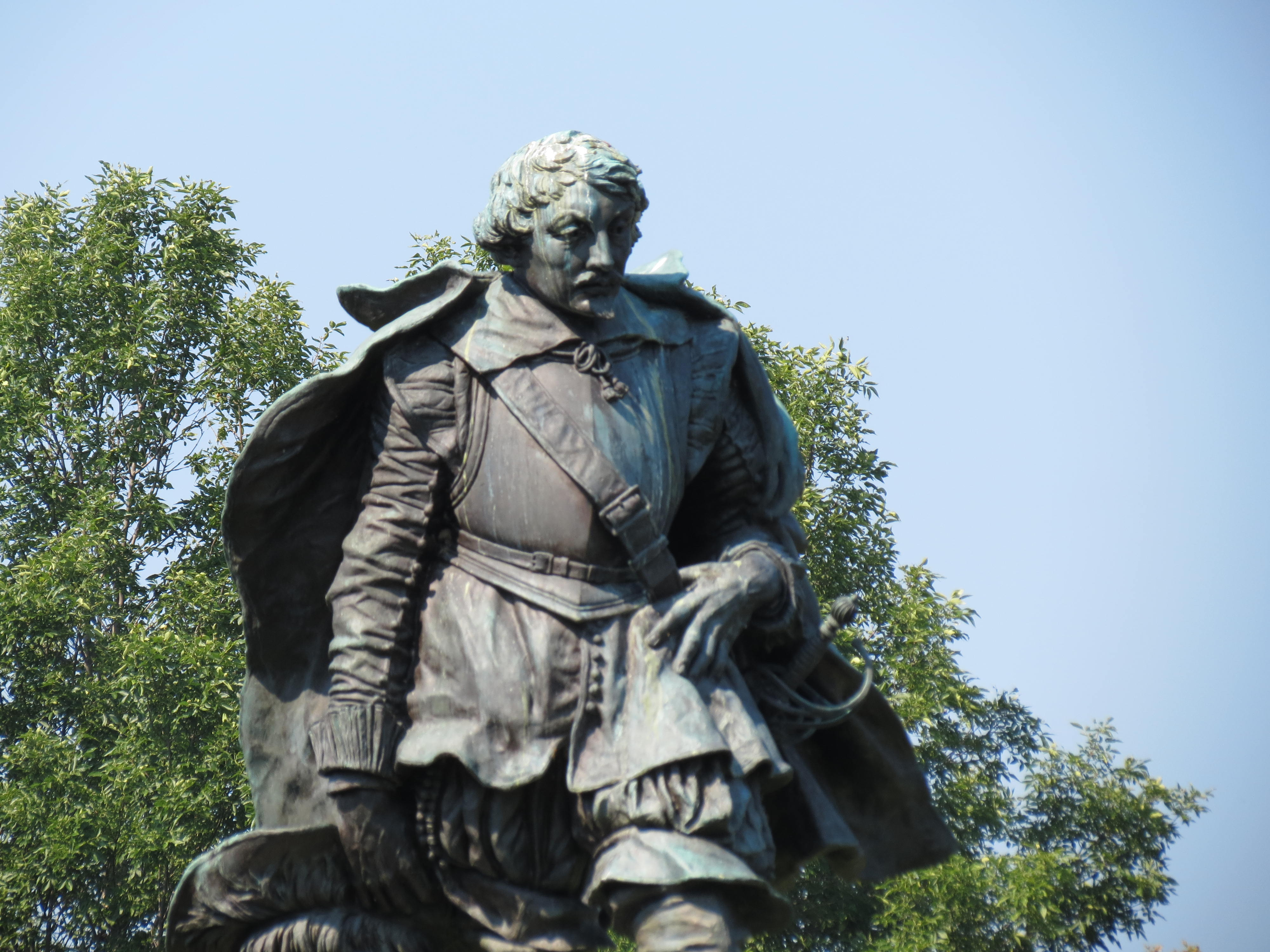
Monument à Samuel de Champlain, Orilla, Ontario, Canada
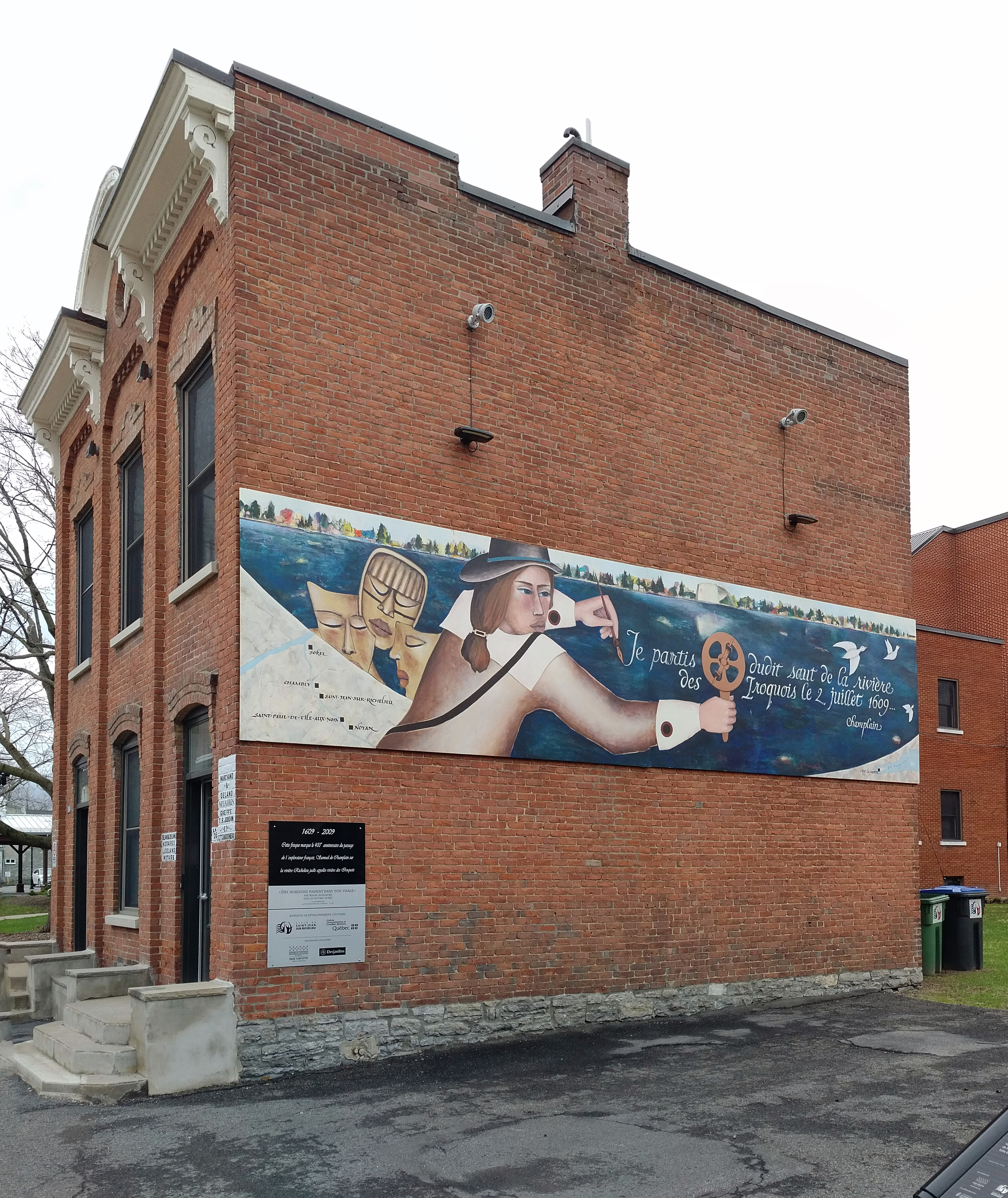
À Saint-Jean-sur-Richelieu, une murale sur l'édifice Deland rappelle l'expédition de Champlain sur la rivière des Iroquois en 1609

### Hommages en marine militaire et civile
Deux navires de la Marine française portent son nom :
- le Champlain, un bâtiment de transport léger de classe Champlain lancé en 1973 et désarmé en 2004 ;
- le Champlain, un patrouilleur hauturier de classe d'Entrecasteaux mis en service est en 2017 ;
- Une unité de la réserve navale des Forces armées canadiennes à Chicoutimi porte le nom NCSM Champlain[102]

Un navire civil porte son nom :
- Le Champlain, un navire d'expédition de la série Ponant Explorers pour la compagnie Ponant lancé en 2018.

### Hommages en toponymie
Champlain a légué un immense apport à la toponymie. Il est commémoré dans de nombreux toponymes, près de 200 fois,,. En voici quelques uns :
- La rue du Petit-Champlain ainsi que le boulevard Champlain dans le secteur Petit Champlain dans la ville de Québec ;
- Les ponts Champlain et Samuel-de-Champlain ;
- L'hôtel Marriott château Champlain ;
- Le lac Champlain et la mer de Champlain ;
- Une avenue Champlain à Rouen et au Havre.